# 宮野真守
宮野 真守（みやの まもる、1983年6月8日 - ）は、日本の声優、俳優、タレント、歌手。埼玉県出身、研音所属、音楽活動はKING AMUSEMENT CREATIVEよりリリース。
公式ファンクラブは「Laugh & Peace」。代表作に『DEATH NOTE』（夜神月）、『機動戦士ガンダム00』（刹那・F・セイエイ）、『うたの☆プリンスさまっ♪』（一ノ瀬トキヤ）、『Free!』（松岡凛）、『STEINS;GATE』（岡部倫太郎）、『ウルトラマンゼロシリーズ』（ウルトラマンゼロ）、『イナズマイレブン』（吹雪士郎、吹雪アツヤ）、『文豪ストレイドッグス』（太宰治）、『ザ・スーパーマリオブラザーズ・ムービー』（マリオ）などがある。

## 来歴

### 生い立ち
幼稚園時代から人前で表現することを好み、テレビが好きであったこともあり「この世界に行きたい」と夢見る。幼稚園のお遊戯会で忍者役を演じた際、周囲の子は皆普通にでんぐり返しをしている中、宮野だけ「忍者としてやらなくては」と印を結んだまま手を使わずにでんぐり返しをした。その翌年の猫役においても皆は猫の衣装を着るだけで普通に立って芝居をしていたが、宮野だけは舞台が終わるまで四つん這いで猫になりきって演じていたという。3、4歳の頃から「演じる」ということは「突き詰めることだ」と、どこかで思っていたのかもしれないという。

### 声優・俳優活動
先に劇団に入った兄の影響により、1990年の7歳から劇団ひまわりに所属する。両親は「自分が今やっていることが好きなら続けなさい」と自由にしてくれていた。小・中学校の頃は真面目にレッスンに通うような子供ではなく、習い事の延長線上だったと語る。初仕事は小学1年生のときに出演した西友のCM『西友大市』。初めて参加した本公演はチャールズ・ディケンズ作の『クリスマス・キャロル』。小学5年生のときに初めての大舞台として、劇団ひまわりの本公演『スクルージ』のピーター・クラチット役で高く評価されたことが役者人生において大きな転機になった。当時、レッスンをさぼりがちだったが、本公演に参加したり、エキストラの仕事には行っていた。そういう環境に身を置いていたため、「なんとなく僕は役者になるんだ」と、この頃から思っていたのかもしれないという。
他の職業を考えることはなかったが、役者に対しての考え方は高校生の時に大きく変わった気がしたという。周囲の友人たちが大学に進学、就職と進路に対して真剣に悩んだり迷ったりしている姿を見て「“役者になりたい”という夢に対して、自分は今までどんな努力をしてきたんだろう」と改めて考え、「実は積極的には何もしていないのではないか」と考え、「やっぱり役者になりたい」と真剣に向き合うようになった。以降、ダンスや歌など、劇団のレッスンにも高校生活と両立しながら積極的に通うようになった。
役者の道を選んだことについて両親は「本当に自分にとって必要で、その道で生きていかなくてはならないのか、よく考えなさい」と言ってくれたという。当時、一時的に「他の子とは違うんだぜ」という根拠のない自信があった。その一方、幼少期から芸能活動を行う中で将来への不安はあった。その時は周囲には子役として活躍する同期もおり次々と大役が決まっていったが、オーディションに受からなかった。全然上手くいかず、「僕は全然ダメだ」、「辞めた方がいいのかな」、「なんで自分はダメなんだろう」といったまで高校生になる頃には、フラストレーションなど劣等感をため込んでいたという。当時、目標としていた俳優は、当時、オーディションが苦手で、自己紹介の時に、「尊敬する俳優は?」と聞かれ、あまりよく知らなかったが、偶々印象に残っていた長塚京三と松嶋菜々子と答えていた。その時にドラマで2人が共演していた作品があったようで「この作品は見ているのかな?」と聞かれてしまい、そんなことも無知で、思い切り墓穴を掘ってしまったという。
兄は責任感の強いタイプだったため、劇団と部活動の両立をせず、部活1本に絞ったが、宮野はその間をかいくぐって、両方続けていた。当時は欲張りで、2009年時点でもそういう部分があり、「あれもこれもやってみたい」と思い、役者を楽しんでしているが、歌も好きで、ダンスも好きで、高校時代も、劇団の仕事も部活も、学校行事も好きという状態で、好きなものを一つに絞れなかったという。しかし、「それがいいか悪いかは、自分次第だ」と思い、役者をしていく中で、歌、ダンスに挑戦してきたことは「間違っていなかった」と思ったことから、「最終的に自分がどう形にできるかの問題だ」と語る。
小学校、中学時代の劇団のレッスンは演技、歌唱のレッスンがメインだったという。積極的にレッスンを受けるようになってから、新しく気付いたことは歌を歌うこと一つにおいても、「技術は必要だ」ということだった。歌、ダンスは初心者レベルからレッスンを受け始めたため、当初は呼吸するものが多く、その成果を感じることができ、楽しく、知らなものを教えてくれて、知っていくということが楽しく仕方なかったという。演技、表現に関しても、そういう不確かさに対するもどかしさは、「どれが正解なんだろう」と常にあった。その頃は、演技の上手い下手というのが分からなかったため、同世代で活躍している人物がいると、「自分に足りないものは何なのだろう」と考えて、悩み、余計に分からなくなることもあった。それで、逆に「技術として身に付けられることは習得しなければいけないな」と考えられるようになり、声楽の声の出し方、ダンスなど、「努力すれば身になることはどんどん学ぼう」と思った。その時は演じることについて悩み、オーディションで与えられた役を演じる時に、無理に個性を作ろうなど、自分の色を出そうとしても審査の人物には見透かされてしまうものだった。その時に「どうやったら印象に残るだろうか」、「目立たなくては」と考えれば考えるほど上手くいかず、空回りばかりしていたこともあった。この時期は、技術面の充実に力を入れるようになった。劇団のレッスンに参加するようになると、マネージャーにも見てくれるようになり、劇団内の知り合いも増え、それ以上にそういった人物たちと触れ合うことで学んだことが多かったように思った。劇団でも後述のサッカー部のような素敵な人間関係があった。当時はオーディションで選ばれたメンバーだけで構成された歌とダンスの特別クラスに入っていたが、選抜クラスのため、メンバーは本気で役者を目指していた人物ばかりで明確に目指すものがある人物たちと真剣にレッスンを受けることができ、幸せだったと語る。その頃、劇団ひまわりが定期的に行っていた歌のイベントに参加できたのも勉強になり、人前に立って歌ったりすることの楽しさを知った気がしていたという。
中高生時代は『3年B組金八先生』の生徒役や、 『ニュースの女』で滝沢秀明が演じる北原龍のチームメイト役として友情劇を演じるなど、テレビドラマに出演。少々頑張ったくらいでうまくいくわけではないが、状況はなかなか変わらなかった。一方、中学時代まではそれでも「何となくよかった」と言っているが、高校に進学後、めちゃくちゃ焦っていた。舞台をしてもちょい役で、テレビに出演してもエキストラだったりなどしていたことから「ああ、これはヤバいな」と感覚的には「売れ残り」と子役と言うには難しい年齢に差し掛かり、今後の進路に焦りを覚えていた。その時に「芸能活動をやる」と考えていたことから活動やレッスンに通いやすいという理由で高校進学を選ぶ。
高校卒業が近づき友人は次々に進路が決まり、当時は悩んでいた時期だったため、焦って違う道を考えて、子役時代に大きく挫折していたことを打ち明けて、教師に「今からでも進学って大丈夫ですか？」と聞いたところ「えっ、今から!?」、「じゃどうするの？」と驚かれた。そんな高校3年生の18歳の時に、当時のマネージャーに「ちょっと声優のお仕事があるんだけど、オーディション受けてみない？」と言われ、「もちろんやります！」と言って、NHK教育の海外ドラマ『私はケイトリン』のオーディションに合格し声優としてデビュー。後述の通り、アニメが好きで普通に視聴者として楽しんでいたため、オーディションの時に「自分もテレビの中に入れるのかな」とワクワクしてしまったという。それまで職業としての声優は無知であった。前述の通り、子役としてキャリアを始めて、挫折を経験するのが早かったこともあり、声優の仕事に出会えなかったら、「芸能人生が終わっていたかもしれません」と回想している。声優の仕事にたどりつけたことについては感謝しかないが、このことについては、「どこかで何かきっかけや繋がりがあったのかもしれないな」と語る。1話のオンエアを観ていた時に下手くそすぎて幻滅して、落胆していた。しかし先輩の背中を見ながら必死で覚え、海外の俳優が演じていた役に自身の声が合わさっていた際、「俺、こんな声出せるんだ」というのが見つかった。声優の面白さを初めて味わい、色々な技術が磨かれていき、18歳で初めてのレギュラーだったことからうれしく一生懸命していたところ繋がっていたという。あの時、声優の仕事が決まらなかったら別の道に進んでいたかもしれず、母は、その間も応援してくれていたという。その後声優の仕事が来るようになり、PlayStation 2用ゲーム『キングダム ハーツ』のリク役で注目を集める。
その一方で高校卒業後、不安で、怖く仕事がそんなにたくさんあるわけではなかった。それで生活できるはずもなかったことから高校時代のように学校へ行く必要もないため、お金はないが時間だけはたくさんある日々であった。大事なことは「今、自分にできることは、いただいたお仕事をしっかりこなすこと」、「空いている時間でアルバイトをしながらたくさんレッスンを受けて、いかに分を磨くか」だと思った。「より意識の高い、プロフェッショナルを目指す人たちの中で自分を磨きたい」と思い、劇団ひまわりの全日制クラスに入ってダンスや歌のレッスンを受け始め、後の歌手としてのスタイルに近い音楽と出会う。
さらに2006年 - 2007年放送の『DEATH NOTE』の夜神月役で声優としての知名度を上げ、2008年には声優アワードなどを受賞した。
また声優の仕事が多くなってからも並行して実写映画やテレビドラマに出演。2010年公開の『Wonderful World』では映画初主演を務めた。
ミュージカル『ウエスト・サイド・ストーリー』のトニー役でミュージカル初主演を務めたが、10代の頃に映画版を見たことがあり、ミュージカル初主演でトニー役を演じるとは思っていなかったため、最初は戸惑いもあったという。
2023年1月26日に放送された『ぐるぐるナインティナイン』の名物コーナー、「グルメチキンレース・ゴチになります!24」（以下、「ゴチ」と表記）のメンバーとしてレギュラー出演することが発表された。メンバーカラーは紫。声優が「ゴチ」のレギュラーとして出演することは初の出来事となった。しかし、12月28日に放送されたゴチバトル最終戦の結果を以てクビ（降板）が決定、1年間のみの参戦となってしまった。
2025年6月8日、子役時代から35年にわたり所属していた事務所「劇団ひまわり」を退所することが発表され、6月9日、研音への所属が発表された。

### 歌手活動
2006年10月から2007年3月まで放送された『ときめきメモリアル Only Love』で斉藤一美と出会い、2007年に『鋼鉄三国志』のエンディングテーマ「久遠」を歌うことになる。斉藤は当時、宮野に対し「ついに新世代の声優が現れた」と感じていたという。その人物は「一緒に歌をやってみないか」と誘い、宮野の歌に対する姿勢、気持ちを理解していた。その時に宮野は最初の曲選びの時点から参加して音楽をしていく楽しさを感じさせてくれたという。その「久遠」がきっかけで三嶋章夫に名前を知られ、水樹奈々のあと押しもあり、キングレコードのVC制作部MMグループ（現：KACアーティストプロデュース本部）からのデビューが決定。声優と並行して本格的にアーティストとしての活動を開始する。
単独ライブを開催していた時は、母は「自分の子じゃないみたい！」と喜んでくれて、2020年時点でも母は、ライブ、舞台がある時は必ず足を運んでくれるという。
2011年ころからは次第にオリコンチャートの上位になるようになり、2015年には12枚目のシングル「シャイン」で4月18日付のオリコンシングルデイリーランキング1位を獲得。声優個人名義での1位獲得は水樹奈々以来の2人目で、男性声優では史上初の快挙となった（詳細は『#ディスコグラフィ』を参照）。さらに2016年には、2枚同時シングルリリースした「テンペスト」および「The Birth」が、10月24日付オリコン週間ランキングでそれぞれ初登場5位、9位を獲得。清木場俊介以来9年3か月ぶりに男性ソロによるシングル2作TOP10入りを果たす。
2009年4月11日 - 28日、自身初の単独ライブ「MAMORU MIYANO 1st LIVE TOUR 2009 〜BREAKING!〜」を開催。同年5月16日、新人アーティストが出演するライブイベント「oricon Sound Blowin'2009〜spring〜」に参加。同年8月22日には、国内最大のアニメソングライブイベント、「Animelo Summer Live 2009 -RE:BRIDGE-」に初参加する。2013年10月4日には、男性声優のソロ公演としては初となる日本武道館公演「MAMORU MIYANO SPECIAL LIVE 2013 〜TRAVELING!〜」を行い、1万人を動員した。その後も、武道館のような大きな会場でライブを開催している（詳細は『#ライブ・イベント』を参照）。このライブ映像を収録したBlu-rayの内、2015年1月28日発売の「MAMORU MIYANO LIVE TOUR 2014 〜WAKENING!〜」は2月9日付オリコン週間BDランキングで総合2位、音楽部門で1位を獲得しており、男性声優の作品としての最高売り上げを記録している。

## 人物

### 特色
キャラクターの演じ分け、自分自身の切り替えはどんなギアにでも変化させられるように、いつでもニュートラルにしておくようにしているという。スイッチのように切り替えられる感覚を持っていないと、「難しい仕事だ」と思い、ニュートラルな状態に保つためにも、芝居を見返すというのは「大切なことだ」と語る。
役柄としては、王子様キャラや正統派イケメンやひょうきんでコミカルな役から闇のあるクセの強いキャラまでたくさんの役を演じてきたが、2009年時点でその役に選ばれる理由は自分に特別な何かがあるかどうかは、分からないという。ただし、その時、自分にできるベストを尽くそうとはいつも思っている。それを認めてくれるのは、嬉しいことで、「そういう気持ちが伝わっているのかな」、「これからも手を抜かずに、今自分にできる最大限のことに挑戦していけば、みなさんにたくさん作品を見ていただける機会も増えるのではないかな」と語る。
仕事で課題に直面していた時は、ひたすら努力しており次の台本をくれた時に、前回指摘されたこと、気付いたことを反映できるか、考えている。一番の復習は、自分の出演作品のオンエアを見て、自分がどんな声を出しているかをちゃんと確認することだと語る。2009年時点でもこの作業は、必ずしているという。収録中、現場では、客観的に自分を見ることができず、鮮明に全部覚えているわけでもなく完成品を見て「自分がお客さんだったらどう思うだろう」と反省し、次へつなげていかなければ、向上できないと語る。昔は、自分の作品を繰り消し繰り返し見直していたという。
自分が組み立てていったものに凝り固まっていると、求められている演出を聞き逃してしまうことがあり、捨てられる柔軟性を持ち、演出に対応できる余裕を持つようにしている。1人で練りこんでいく作業は、あくまで自分の想像の範囲内のことしかできず相手のセリフも、間も想像できず一度練りあげた役を捨て去ることの必要性に気付いた。練りこむ作業は現場に行っていた時に、自信を持ち演じるためには絶対に必要なことで練りあげたものは自分の中にどこかしらに残り安心できるという。
仕事をする上で気をつけていること、心がけていることは子供の頃から「役を演じる」ということはしていたが、舞台でする芝居とは違い、アニメは物語があり、監督、音響監督がおり現場の皆でキャラクターを作っていくものであることを、声優になり気付かされていた。宮野は「こういう人生を歩んできたキャラクターなんだ」ということを読み込み、作り込んでいくわけだが、キャラクターを描き、動きをつけてくれるアニメーターたちは皆で力を合わせて作り上げていき、自分自身のポリシーはしっかりと持ち、役に対して「こういう表現をしたい」「自分だからこその表現を注ぎ込みたい」という思いを持った。その上で挑むことで、スタッフとの支え合い、相乗効果によっていいものが生まれてきて、「そういう世界だな」と思った。役の人生を「僕が演じる」のではなく「生きる」という思いになり、「役の人生を生きたい」と、強く思った。演じる前から、キャラクターは既に素敵な芝居をして、素敵な表情を見せてくれているため作品の一員になれるよう、心がけているという。
何か体調を維持するコツなどは人並みにケアはしているが、特別なことはしておらず乾燥する季節ならマスクで保湿、自分に合ったのど飴を持っておくことで安心していたりしているという。
2021年時点ではオンエアで自分の声を聞くのは得意ではないが、たまに自分でも「今のはよかったな」と思える瞬間があった。同時に「自分の声が特別だ」と思っておらず、声優デビュー後はどうして声優の仕事で求めてくれるのか全然分からなかった。仕事をくれることが嬉しく、とにかくがむしゃらにするしかなく、声優の仕事だけで食べていけるほどではなかった。しかし「やっていけるかもしれない」という足掛かりをくれて、進学をせず、就職もせず、アルバイトで食いつなぎながらここまできたという。
声優のみならずテレビドラマ、バラエティ番組、歌、舞台など多方面で活動しているが、「全然違和感がなくて、元々やりたいことではあった」と語っている。
ラジオなどでも活躍しており、2009年時点では楽しむ余裕が出てきたが、始めた頃は毎回大変であった。初めはどうしていいか分からず1人で頑張ってしまい、空回りばかりしていた時期もあったという。
あらゆるジャンルの表現作品に携わる過程で、自然と分析力が身についてきたが、一番磨かれたのは声優の仕事だった。テレビドラマや舞台と比べると、アニメの収録は短いスパンで行われており、現場でゆっくりと突き詰めている余裕がないことから、自分自身でとことん準備してから臨んできた。そうしないとなんとなく仕事をこなしていることになり、それではかっこ悪いといい、2021年のインタビューによると、あぐらをかいているつもりはなく、毎回、貰った仕事に全力で向き合っていると語る。
どんな意気込みでキャリアを切り開いていったことについては、「あれがやりたい」、「これは嫌だ」と選り好みするよりも、「まずは目の前にある仕事を突き詰めることが大事だ」と語る。同時に自分の状況を分析して突き詰めることで可能性が広がっていくはずだとも語っている。

### 出演作について
声優デビュー時はアテレコ現場でマイクを前に演技をするのは初めてで、『私はケイトリン』のディレクターに声優としての技術を教わった。これについては、1年間現場でいい経験ができたと振り返っている。この役に受かった理由は役に合うと思ってくれたのか、声質だったのか、自分では分からないという。ただし、素人同然の宮野に目を向けてくれて、ちゃんと導いてくれたことは幸運であったと語る。
声優デビュー後も色々な話が来るようになり、「じゃあまたミュージカルをやってみよう」となり、オーディション受けて決まった『ミュージカル・テニスの王子様』に出演。このミュージカルに出演して、「やっぱり演じることは楽しい、演じ続けたい」、と改めて感じるようになった。この作品のおかげで、他に出演していた芝居、イベントに来てくれる人物が増えて幅が広がったように感じていた。レッスンを受けながら、声の仕事、発表会などで舞台に立つ機会もあったが、大きなミュージカルの舞台に参加することができたことは、とても嬉しかったという。
当時は人気がある役者も多く、「うまくいかないな」という思いもありながら「また勉強をし直さないと。技術とかをもう1回、磨かないと」、「初心に戻って、新たな挑戦として取り組もう」と思ったという。その時は20歳を超えていたことから劇団のレッスンとしては卒業に近いところにいたが、再び1年間、全日制のクラスに入り、勉強をし直した。出会った演劇の講師が海外のやり方を取り入れてもらい、芝居をする上でのターニングポイントになったという。
原作の『DEATH NOTE』のファンであり、オーディションでは、どうしても演じたいという思いが強く、合格するのは難しいということもよく分かっていたが「絶対に受かるんだ」という気持ちでオーディションに臨んだという。オーディションの時、原作と照らし合わせて、可能な限りこと細かくプランニングし、自己演出をして納得がいくまで練習して行くことができるようになるまでには、かなり時間がかかった。『DEATH NOTE』のオーディションに合格した時は驚き、作品のメジャーさも「もちろんある」と語るが、急に親戚が増える体験をしており、突然友人からメールが来るようになったり、「ビッグタイトルなんだ!」と実感していた。同時に、責任も重大だったことからプレッシャーは大きく、毎回毎回つぶされないように必死だった。ただし、「その重圧を現場には持ち込まないようにしよう」と思い、「家に帰ったらプレッシャーで凹んでもいいから、現場にだけは絶対に持ち込まず、自信を持って演じよう」とそうでないと演じきれない役だったと語る。
声優という仕事を再認識するきっかけになったのが『DEATH NOTE』の夜神月を演じたことで、声優の仕事は「キャラクターを演じるのではなく、生きるんだ」と気付かされた。月は歴史に残るようなダークヒーローではあったが、確固たる信念を持って生きており、「彼の考え方や価値観、正義感を信じ、彼の人生を生きるつもりで演じよう」と自然に気持ちの上でもシンクロしていた。月の死が、シンクロしすぎて「そのシーンを終えたら、僕は月と一緒に死んでしまうんじゃないか」という得体のしれない恐怖心に襲われていたという。ただしずっとシンクロしてしまうと、今度は別のキャラを演じるときの切り替えが難しくなるため、ギアを切り替えるような感じでキャラクターを引きずりすぎないようにも心がけているという。
『DEATH NOTE』では、山口勝平が演じていたLと宮野が演じていた夜神月が絡むことが多かった。Lは、何を投げかけてくるか分からない自由な演技であったため、そこで生まれるライブ感の方が、「自分が練りこんできたものよりも大事だな」、とそのライブ感に乗り、そこでまた作品を作りだしていくのが芝居だと語る。『DEATH NOTE』はセリフ劇であったため、やりとりで毎回芝居が変わり逆にそれができないと、「あの世界にはいられなかった」と語り、それも、現場で学んだことの一つであったという。前述の通り、子供の頃はうまくいかなかったため「どうやったら売れるのかな」と思っており、2024年時点では職業としての声優に救われた気がしていた。『DEATH NOTE』に出演していた時に、「ちょっと売れたなぁ」と思ったという。
『機動戦士ガンダム00』では主人公、刹那・F・セイエイ役を演じていたが、『DEATH NOTE』は、原作を読み込み最後まで夜神月の気持ちを追及していったが、『機動戦士ガンダム00』はオリジナルのため、それができず、「いかに監督とたくさんディスカッションできるかが大事だ」と考えていた。放送前からイベントがたくさんあったため、空き時間に監督と話をする機会を多く持つことができて助かり、アニメの中では表現されることのないキャラクターの設定、生い立ちを、監督とディスカッションしながら教えてくれたという。
刹那役はオーディションに決められ、監督の水島精二曰く、オーディション時に来ていた声優の中で「いかにもガンダムの主人公」という匂いが強くなく、刹那に求めていた孤独な感じをごく自然に演じたことで選ばれた。イメージよりは大人びてはいるが、最初からシリーズ中盤で年をとるということも考慮に入れられた上で決まったという。音響監督の三間雅文曰く、「以前『蒼穹のファフナー RIGHT OF LEFT』の主役を演じたときにも感じた感情表現の不器用さや、繊細さによる演技のブレが刹那の役柄にぴったりである」ということで選ばれた。一番印象に残っている台詞は「俺がガンダムだ」。この言葉から刹那のガンダムに神を見た想いを感じ、物語の中でこの台詞が「ガンダムになれない」「今度こそ、ガンダムに…!」「俺たちが、ガンダムだ!」という台詞の変化で刹那の成長が見られる物語の一連の流れも強く印象に残っているという。
ミュージカル『ジョジョの奇妙な冒険 ファントムブラッド』ではディオ・ブランドー役を演じているが、それ以前には、テレビアニメ『ジョジョの奇妙な冒険』でのディオ・ブランドー役のオーディションを受けていたものの、落選。宮野自身は、前述のテレビアニメ版のディオ役のオーディションを受けていたこともあったほどディオへの思いは強く、同ミュージカルでディオを演じることになったことについては光栄に思っていたという。ディオを演じるにあたりテレビアニメ版でのディオ役を演じていた子安武人の芝居も研究していた。どうやっても子安の域にたどり着くことはできないが、それに気付くことで自分にフィードバックでき、こういう役づくりは初めてだったという。

### 趣味・特技
プライベートはインドア派である。
学生時代はサッカー部に所属し、好きなJリーグクラブに地元埼玉の浦和レッズを挙げている。
当時のポジションは、右サイドベンチを温めており、出場する時は右サイドハーフであった。その時はほとんど控え、体力があまりなく、使えなかったのだと語り、サッカーは好きだったという。部活動と劇団の両立は大変で、部活の皆にも、親にも迷惑をかけていたと語る。それでも、わがままながら、両方続けてきた価値は大きく、特に高校のサッカー部ではいい仲間に巡り会えて、最高のメンバーと同じ時を過ごせたのは、最高の財産だと語る。
試合の日に劇団での活動があり、部活動、合宿に参加できないことがあった。そういうことが続くと、だんだん申し訳なくなってしまい、監督に「みんなに迷惑がかかるので辞めた方がいいのではないか」と相談したこともった。その時、監督が「ここまでやってきたんだから、最後まで一緒にやろう」と言ってくれてとても嬉しく「本当に恵まれた環境に自分は居られたんだな」と感じていた。このことを人間として成長することができる体験を、たくさん与えてくれた高校生活だったという。
テレビっ子だったこともあり、志村けんのお笑い番組が好きだったという。子供の頃から『ウンジャラゲ』をしていた。叔父の結婚式で兄と一緒に『志村けんのだいじょうぶだぁ』の踊りを一心不乱に踊りまくったこともあったという。元々目立ちたがり屋なところがあると語る。しかしやる前は緊張してしまうタイプなため、その時もナーバスになっており、「やるのが嫌だ」と駄々をこねていたという。本番が始まったみたところ、はじけてしまっており、本番になると、何かスイッチが入ってしまうようだという。2009年時点でもそういうところは残っており、本番前は「もう帰ってしまおう」と思うくらい緊張するという。舞台に立つとパチンとスイッチが入り、思い切り楽しんでしまい、そういう部分は、変わっていないのかもしれないという。数々のアニメ作品やミュージカルやアーティスト活動を通し、キラキラの王子様を体現しており、イタリアが誇るビッグメゾンのスーツも帝王のようなオーラでサラリと着れるという。しかし、宮野自身は志村を見て育ったため、王子様でも帝王でもなく、「変なおじさん」と自称している。深夜のお笑い番組も好きだという。少し酒を飲み、笑う準備を整えてからテレビをつけてる。宮野にとってはすごく大事な時間で笑うこと以上に効果的な健康法はないのではないかと語る。宮野自身は黄色い歓声も欲しいと語るが、一番求めているのは人の笑い声だった。人に笑ってもらえると自分が認められた気がして安心している。元々不安で怖がりだったことからそう思うかもしれないが、ライブでもお笑い要素をぶち込んでしまうという。芸人がしているように皆に楽しんでもらえると嬉しいという。
漫画、アニメ、ゲームも好きで、子供の頃、最新のスーパーファミコンのソフトを1個買うか、中古のファミコンのソフトを3つ買うかで悩み、中古を買ったことがあった。その時はコレクター気質だったが、その後は使える時間が限られているため、一点集中型で、ゲームも、決まったものをひたすらしており、やり始めるとやめられなくなってしまうタイプでもあるという。
歌うことは好きで、10代、20代の頃は前述のとおり前向きにレッスンを受けていた。カラオケも好きで、平井堅、CHEMISTRYの曲に影響を受けて音楽活動にも生きており、非常にありがたいという。
子供の頃はヒーローソング、アニソンが好きで小学6年生あたりになると小室ファミリーを聴き始めて、globeが好きであった。中学進学後はゆずに熱中して、小遣いでハーモニカ買いゆずの真似事をしてみたり、物置にあった父のギターを引っ張りだして弾いてみたり中学の後半あたりではバンド系も聴くようになったという。
高校に進学後はラウドロック、パンクなどを聴き始めて、友人とコピーバンドをして文化祭で披露したりしていた。その後、ダンスミュージック、R&Bに出会いそっちの方向に惹かれていき2012年時点ではK-POPが好きだという。
一時期は、体を大きくするためだけの筋トレに熱中していた時期があり、あの頃は服のサイズが合わなかったという。2021年時点ではジムに通うのがなかなか難しい状況のため、自宅で腕立て伏せをしており、ノルマは90回だという。

### 家族・交友関係
実家は豆腐屋。母は美容師で2005年時点では美容室を経営していた。兄と妹がいる。兄は俳優の宮野翔太。
2008年12月に結婚と子供の誕生を発表した。
2023年12月20日、6月に離婚していたことが公式サイトで発表。理由は新型コロナウイルスの流行の直前に多忙のためにすれ違いが生じ、長い別居生活を始め、「彼はアパートに泊まる暮らしでした」と元妻が明かした。
『ミュージカル・テニスの王子様』で共演した髙木俊とは2005年より「SMILY☆SPIKY」という舞台ユニットを結成し、コントライブを主とした活動も行う。
歌手活動においてはデビューのきっかけを作った水樹奈々の存在がとても大きいと語り、姉のように慕っている。
普段世話になっている先輩に鈴村健一の名前を挙げており、「愚痴や相談を聞いてもらっている」とインタビューで答えている。
神谷浩史とは、宮野にとってはお兄ちゃん的な存在で、色々とお世話になっており、イベントやキャンペーンで一緒に地方を回るなど、アフレコ以外でも一緒になったこともあるという。
同じ劇団に所属していた入野自由とは色々な作品で共演している。

### エピソード
小学校時代はアニメが好きな子供であり、テレビアニメ『ドラゴンボール』が好きで主人公の孫悟空になりたかったという。しかし当時は職業としての声優は意識しておらず、悟空は悟空、クリリンはクリリンとしてしか見ていなかった。将来、自分がアニメの声優をするようになるとは思っていなかったという。子供心に声優について感じてたのは「悟空と悟飯が一緒の声だ！ すげえ！」くらいであった。『ドラゴンボール』自体は子供の頃から夢中で、物心がついてから再放送のテレビアニメ『ドラゴンボール』を楽しく観ており、ビデオテープに録画もして、何度も繰り返し観ていた。その後は『ドラゴンボールZ』を観ながら、原作も読むようになり、コミックスも購入していた。2022年にはアニメ映画『ドラゴンボール超 スーパーヒーロー』のガンマ2号役を演じた。
小・中学生の頃はゴールデンタイムに『週刊少年ジャンプ』の連載漫画原作のアニメにをたくさん放送しており、『ドラゴンボール』、『幽☆遊☆白書』、『SLAM DUNK』、『るろうに剣心 -明治剣客浪漫譚- 』など好きでよく観ており、妹と『美少女戦士セーラームーン』なども普通に観ていた。
その頃、劇団に何となく入団してしまったこともあり、劇団はさぼりがちだった。小学校での生活が中心の普通の小学生で、あまり積極的にレッスンに通わなかった。
学生時代は高校デビューに近く、小中時代も明るかったが、家に帰ると1人であった。友人に誘われたい待ちをして、誘われない人物であった。その時は誘われくカリスマになりたかったことから子供の頃、「カリスマって自分から声かけないじゃん」と勝手に思っていた。
誘われる人物がおり、羨ましく「なんであの子は誘われるんだろう？」と思い、授業中、レクリエーションなど、張り切っていた。目立つようにしてアピールをしていたが、放課後は誰も来なかった。
少し待っててしまい、高校時代、そんなのが関係なくなり、前述の通り、サッカー部だったため、仲いい友人ができた。
劇団に所属していたため、高校1年生の頃から「目立ってやろう」と思い、文化祭や体育祭などでは何かしらしており、高校時代の体育祭の時は応援団の団長になった。チームごとに色分けがあり自分たちはピンクだったため、ピンク・レディーを踊り、『ペッパー警部』を使わせてくれて自分のオリジナルの動きを入れたものを作った。後輩にも「やれ」と命令して、「絶対1位獲れるから」と自信満々であったが、結局はビリから2番目で「皆ごめんな。1位取れると思ったのに」と号泣していたという。その時、先頭に立ち動いている自分がおり、「どんな場面でも自分を表現するのがとにかく好きなんだ」と、改めて感じたりもしていた。
文化祭や体育祭で先輩たちの楽しそうな姿を見ており、3年生を送る会で自分で行動した。「有志でステージ上で出し物ができる」と聞き、サッカー部ではコントをしていた。その後は味をしめて、高校2、3年生の時はバンドをしたりダンスをしたりとにかく目立つキャラだった。
宮野曰く高校生活は、色々悩み、考え、行動していた時代であったという。
人気者になりたくカリスマになりたくその気持ちは2022年時点でも変わってないという。しかし高校生になり色々アピールすると、伴ってちゃんと見てくれてのちに人気者になったと語っている。
劇団ひまわりの全日制クラス時代はクラスを辞める者が続出するほどレッスンが厳しく、また書店員のアルバイトとの掛け持ちだったためきつかったと語っている。
声優としてデビューした後、共演してうれしかった人物はたくさんいるが田中真弓に会った時はやばかったと語っている。2012年時点ではアニメの仕事ではまだ共演したことがないが、『ONE PIECE』が好きだと言い続けていたため、ラジオのスタッフが内緒で田中をゲストに呼んでくれた。その時にスタジオに入ったところ田中がルフィの麦わら帽子をかぶり「よう！」と言っており、宮野は緊張して何も喋れなくなってしまった。
宮野は勇気を振り絞り「僕は『ONE PIECE』が好きなんですけど、『ドラゴンボール』も大好きでずっと観てたんです！」と言っていた。その時に田中がクリリンとルフィのコラボである「ゴムゴムの気円斬」をしてくれて「ワーッ！」と真っ二つにされたような贅沢な時間であったという。
数々の作品でイケメンキャラを演じてきたが、宮野にとって、「イケてる男」の定義については、「ちゃんと分析できている人」と語る。自分の状況や求められていることを深く理解して、より良い結果を出せるように努めているといい、そういう人物と一緒の現場は楽しく、1人の男として気づかされることも多かったりしているという。
前述の通り、子役として活動していたこともあり、最初に声優は目指したものではなかったが、声優として活動をしていくにつれて、楽しさをしっかり見つけていくことにより、そこに夢があることに気づいたという。
前述の通り、10代の頃は子役としてうまくいかず、大きな挫折を経験していたが、その時の劣等感をハングリー精神に変えて頑張ってきたからこそ、2024年時点の宮野自身があると語る。
2021年9月に行われ、300人が投票に参加した「好きな男性声優ランキング」では1位を獲得した。
大切な言葉としては、「Laugh&Peace」を挙げているが、この言葉の出発点は、前述の子役時代の劣等感だったという。

## 受賞歴
- 2008年
  - 第2回声優アワード 主演男優賞[42]
  - 東京アニメアワード2008 個人賞（声優部門）[74][75]
- 2011年
  - ニュータイプアニメアワード2011 声優主演男優賞・キャラクター部門男性賞（『STEINS;GATE』岡部倫太郎）
- 2012年
  - 第6回声優アワード 助演男優賞・歌唱賞（ST☆RISH名義）[76]
  - アニメージュ第34回アニメグランプリ 声優部門グランプリ[77]。
- 2013年
  - 日本アニカン大賞2012 男性声優部門第1位
- 2014年
  - 第8回声優アワード 歌唱賞[78]
- 2015年
  - 第57回日本レコード大賞 企画賞（『高見沢俊彦プロデュース ウルトラヒーローソング列伝』でほかの参加アーティストと共に受賞[79]）
- 2017年
  - LINE BLOG OF THE YEAR 2017 最優秀グランプリ[80]
- 2018年
  - ニュータイプアニメアワード2017 - 2018 男性声優賞
- 2019年
  - クランチロール・アニメアワード2019 - 最優秀声優賞日本語部門
  - TAF東京アニメアワード 音響・パフォーマンス賞[81]
- 2020年
  - 第14回声優アワード インフルエンサー賞[82]
- 2021年
  - WEIBO Account Festival in Tokyo 2020 最優秀声優賞[83]
- 2022年
  - 第9回Yahoo!検索大賞 声優部門第3位[84]
- 2023年
  - 第10回Yahoo!検索大賞 声優部門[85]

## 出演
太字はメインキャラクター。

### テレビアニメ
2002年
- 真・女神転生Dチルドレン ライト&ダーク（アキラ）

2003年
- WOLF'S RAIN（キバ）

2004年
- 学園アリス（野田先生）
- KURAU Phantom Memory（成長したテッド）
- Get Ride! アムドライバー（フェイ・カーン）
- ジパング（林原克敏）
- ヒットをねらえ!（大泉直人）
- LOVE♥LOVE?（大泉直人）

2005年
- アイシールド21（2005年 - 2008年、桜庭春人）
- 交響詩篇エウレカセブン（2005年 - 2006年、ムーンドギー）
- JINKI:EXTEND（広世）
- 涼風（津田和輝）
- 蒼穹のファフナー RIGHT OF LEFT（将陵僚）
- 遊☆戯☆王デュエルモンスターズGX（アビドス3世）

2006年
- 桜蘭高校ホスト部（須王環）
- DEATH NOTE（2006年 - 2007年、夜神月）
- ときめきメモリアル Only Love（2006年 - 2007年、青葉陸）
- 爆球Hit! クラッシュビーダマン（深入ジョー）
- Project BLUE 地球SOS（バッキー）
- 妖怪人間ベム（アスラ）

2007年
- エル・カザド（L・A〈エル・エー〉）
- おおきく振りかぶって（2007年 - 2010年、仲沢利央） - 2シリーズ
- 機動戦士ガンダム00（2007年 - 2009年、刹那・F・セイエイ） - 2シリーズ
- 鋼鉄三国志（陸遜伯言）
- D.Gray-man（2006年 - 2008年、チャオジー・ハン）
- ドラゴノーツ -ザ・レゾナンス-（2007年 - 2008年、アーシム・ジャマール）
- BUZZER BEATER（ヨシムネ〈少年時代〉）

2008年
- レンタルマギカ（フィン・クルーダ）
- ヴァンパイア騎士（錐生零、錐生壱縷） - 2シリーズ
- 今日からマ王!（フォンウィンコット卿デル・キアスン）
- 黒塚-KUROZUKA-（クロウ〈源九郎〉）
- スキップ・ビート!（不破尚）
- 西洋骨董洋菓子店 〜アンティーク〜（神田エイジ）
- ソウルイーター（デス・ザ・キッド）
- 伯爵と妖精（ユリシス）
- ワールド・デストラクション 〜世界撲滅の六人〜（キリエ・イルニス）

2009年
- 青い文学シリーズ「蜘蛛の糸」（犍陀多）
- イナズマイレブン（2009年 - 2011年、吹雪士郎、アスタロス 他）
- 金色のコルダ〜secondo passo〜（加地葵） - TVスペシャル
- ジュエルペット（帯刀啓吾）
- 蒼天航路（曹操）
- 鋼の錬金術師 FULLMETAL ALCHEMIST（2009年 - 2010年、リン・ヤオ）

2010年
- 裏切りは僕の名前を知っている（碓氷愁生）
- 学園黙示録 HIGHSCHOOL OF THE DEAD（井豪永）
- STAR DRIVER 輝きのタクト（2010年 - 2011年、ツナシ・タクト）
- デュラララ!!（2010年 - 2016年、紀田正臣） - 4シリーズ
- 殿といっしょ 1分間劇場（朝倉義景）
- ポケットモンスター ベストウイッシュシリーズ（2010年 - 2013年、デント 他） - 2シリーズ + スペシャル1作品

2011年
- イナズマイレブンGO（2011年 - 2012年、吹雪士郎） - 2シリーズ
- うたの☆プリンスさまっ♪ マジLOVEシリーズ（2011年 - 2022年、一ノ瀬トキヤ/HAYATO） - 4シリーズ+スペシャル1作品
- 君に届け 2ND SEASON（三浦健人）
- STEINS;GATE（2011年 - 2018年、岡部倫太郎） - 2シリーズ
- ちはやふる（2011年 - 2020年、真島太一） - 3シリーズ
- DOG DAYS（2011年 - 2015年、シンク・イズミ） - 3シリーズ
- ファイ・ブレイン 神のパズル（ビショップ）
- ベン・トー（金城優）

2012年
- 妖狐×僕SS（夏目残夏）
- うーさーのその日暮らし（2012年 - 2015年、うーさー 他） - 3シリーズ
- K（2012年 - 2015年、伏見猿比古） - 2シリーズ
- しろくまカフェ（タテガミヤマアラシ、アルパカ）
- 聖闘士星矢Ω（2012年 - 2014年、氷河）
- ZETMAN（天城高雅〈コウガ〉）
- 夏色キセキ（佐野貴史）
- HUNTER×HUNTER（クロロ＝ルシルフル）
- 遊☆戯☆王ZEXAL II（片桐大介）

2013年
- RDG レッドデータガール（早川よしき）
- アラタカンガタリ〜革神語〜（ヤタカ）
- カーニヴァル（與儀）
- 革命機ヴァルヴレイヴ（ハーノイン）
- ガッチャマン クラウズ（2013年 - 2015年、ベルク・カッツェ） - 2シリーズ
- 最強銀河 究極ゼロ 〜バトルスピリッツ〜（2013年 - 2014年、目覚めのツルハシ、アルティメット・サジット・アポロドラゴン）
- それいけ!アンパンマン（2013年 - 2024年、クレープマン）
- Free!（2013年 - 2018年、松岡凛） - 3シリーズ
- マギ The kingdom of magic（2013年 - 2014年、ムー・アレキウス）
- ムシブギョー（松ノ原小鳥）

2014年
- カードファイト!! ヴァンガードG（2014年 - 2018年、伊吹コウジ） - 5シリーズ
- 金色のコルダ Blue♪Sky（天宮静）
- 黒執事（2014年 - 2025年、ジョーカー） - 2シリーズ
- クロスアンジュ 天使と竜の輪舞（2014年 - 2015年、タスク）
- 月刊少女野崎くん（鈴木三郎）
- ソウルイーターノット!（デス・ザ・キッド）
- 東京喰種トーキョーグール（2014年 - 2018年、月山習） - 4シリーズ
- 七つの大罪（2014年 - 2021年、ギルサンダー、ワイルド） - 4シリーズ + 特別編
- 信長協奏曲（サブロー）
- ノブナガ・ザ・フール（オダ・ノブナガ）
- はじめの一歩 Rising（鴨川源二） - スペシャル番外編「戦後編」
- まじっく快斗1412（2014年 - 2015年、白馬探）
- 魔法戦争（七瀬武）
- メカクシティアクターズ（コノハ / 九ノ瀬遥 / クロハ、目が冴える蛇）

2015年
- 雨色ココア（桜木涼太）
- 暗殺教室（2015年 - 2016年、浅野学秀） - 2シリーズ
- うしおととら（ギリョウ）
- オーバーロード（2015年 - 2022年、パンドラズ・アクター） - 2シリーズ
- 血界戦線（2015年 - 2017年、ドグ・ハマー） - 2シリーズ
- SHOW BY ROCK!!（2015年 - 2016年、シュウ☆ゾー） - 3シリーズ
- デス・パレード（原田）
- ヤングブラック・ジャック（百樹丸雄）
- ワンパンマン（2015年 - 2019年、イケメン仮面アマイマスク） - 2シリーズ

2016年
- 亜人（永井圭） - 2シリーズ
- 紙兎ロペ 〜笑う朝には福来たるってマジっすか!?（雨宮）
- 甲鉄城のカバネリ（美馬）
- 私立らいよん学園（帝塚山らいよねる）
- スカーレッドライダーゼクス（霧澤タクト）
- DAYS（大柴喜一）
- プリンス・オブ・ストライド オルタナティブ（諏訪怜治）
- 文豪ストレイドッグス（2016年 - 2023年、太宰治） - 5シリーズ
- PERSONA5 the Animation -THE DAY BREAKERS-（坂本竜司〈スカル〉）
- ポケットモンスター XY&Z（デント）
- ユーリ!!! on ICE（ジャン・ジャック・ルロワ）

2017年
- 弱虫ペダル シリーズ（2017年 - 2023年、葦木場拓斗） - 3シリーズ
- ACCA13区監察課（シュヴァーン）
- 神撃のバハムート VIRGIN SOUL（絵描き）
- 王様ゲーム The Animation（金沢伸明）

2018年
- 銀河英雄伝説 Die Neue These 邂逅（ラインハルト・フォン・ローエングラム）
- 多田くんは恋をしない（伊集院薫）
- デビルズライン（安斎環）
- PERSONA5 the Animation（2018年 - 2019年、坂本竜司） - 1シリーズ + 特別編前後編
- 働くお兄さん!の2!（間違って使用された音声ファイル）
- イナズマイレブン アレスの天秤（2018年 - 2019年、吹雪士郎、吹雪アツヤ） - 2シリーズ
- ゾンビランドサガ（2018年 - 2021年、巽幸太郎、百崎喜一） - 2シリーズ
- カードファイト!! ヴァンガード（2018年版）（2018年 - 2020年、伊吹コウジ、ミニグレイヲン） - 3シリーズ

2019年
- さらざんまい（新星玲央）
- キャロル&チューズデイ（アーティガン、ポジティガン、ネガティガン）
- 異世界かるてっと（2019年 - 2020年、パンドラズ・アクター） - 2シリーズ
- 炎炎ノ消防隊（2019年 - 2025年、新門紅丸、むーんらいと仮面） - 3シリーズ
- PSYCHO-PASS サイコパス 3（法斑静火）

2020年
- 虚構推理（2020年 - 2023年、桜川九郎） - 2シリーズ
- ハイキュー!! TO THE TOP（宮侑）
- あひるの空（茂吉要）
- 富豪刑事 Balance:UNLIMITED（加藤春）

2021年
- 文豪ストレイドッグス わん!（太宰治）
- SHOW BY ROCK!! STARS!!（シュウ☆ゾー）
- うらみちお兄さん（蛇賀池照）

2022年
- 鬼滅の刃（2022年 - 2023年、童磨） - 2シリーズ
- 新テニスの王子様 U-17 WORLD CUP（2022年 - 2024年、越前リョーガ） - 2シリーズ
- うる星やつら (2022)（2022年 - 2024年、面堂終太郎） - 2シリーズ

2023年
- ポケットモンスター めざせポケモンマスター（デント）
- 火狩りの王（2023年 - 2024年、焚三） - 2シリーズ
- THE MARGINAL SERVICE（ブライアン・ナイトレイダー）
- ゾン100〜ゾンビになるまでにしたい100のこと〜（ホスト 笑）
- アンデッドガール・マーダーファルス（アルセーヌ・ルパン）

2024年
- 七つの大罪 黙示録の四騎士（ギルサンダー） - 2シリーズ
- 忘却バッテリー（要圭）
- 現代誤訳（狗城健太郎〈力を統べるもの、ソファー、武田、アドルフ、サラリーマン〉）
- キン肉マン 完璧超人始祖編（2024年 - 2025年、キン肉マン） - 2シリーズ
- 【推しの子】（サングラスの男 / カミキヒカル）
- ちびゴジラの逆襲（ちびガイガン）
- らんま1/2 (2024)（三千院帝）
- ブルーロック VS. U-20 JAPAN（ミヒャエル・カイザー）

2025年
- 青のミブロ（京八陽太郎）
- 全修。（超実在イグジスト）
- 謎解きはディナーのあとで（風祭京一郎）
- TO BE HERO X（X）
- LAZARUS ラザロ（アクセル）
- クレバテス-魔獣の王と赤子と屍の勇者-（ステファン）

### 劇場アニメ
2007年
- ストレンヂア 無皇刃譚（戌重郎太）

2009年
- 交響詩篇エウレカセブン ポケットが虹でいっぱい（ムーンドギー）
- テイルズ オブ ヴェスペリア 〜 The First Strike 〜（フレン・シーフォ）

2010年
- 劇場版“文学少女”（櫻井流人）
- プランゼット（明嶋大志）
- 劇場版 機動戦士ガンダム00 -A wakening of the Trailblazer-（刹那・F・セイエイ）
- 劇場版イナズマイレブン 最強軍団オーガ襲来（吹雪士郎）

2011年
- 劇場版ポケットモンスター ベストウイッシュ ビクティニと黒き英雄 ゼクロム・白き英雄 レシラム（デント）
- 鉄拳 BLOOD VENGEANCE（神谷真）
- 劇場版イナズマイレブンGO 究極の絆 グリフォン（吹雪士郎）

2012年
- 劇場版ポケットモンスター ベストウイッシュ キュレムVS聖剣士 ケルディオ（デント）
- 伏 鉄砲娘の捕物帳（信乃）
- 009 RE:CYBORG（009：島村ジョー）
- 劇場版イナズマイレブンGO vs ダンボール戦機W（吹雪士郎）

2013年
- 劇場版 HUNTER×HUNTER 緋色の幻影（クロロ・ルシルフル）
- スタードライバー THE MOVIE（ツナシ・タクト）
- 劇場版 STEINS;GATE 負荷領域のデジャヴ（岡部倫太郎）
- ハル（リュウ）
- 劇場版ポケットモンスター ベストウイッシュ 神速のゲノセクト ミュウツー覚醒（デント）

2014年
- 劇場版 K MISSING KINGS（伏見猿比古）
- 新劇場版 頭文字D（2014年 - 2016年、藤原拓海） - 3部作
- 劇場版 カードファイト!! ヴァンガード ネオンメサイア（伊吹コウジ）

2015年
- バケモノの子（一郎彦〈青年期〉）
- 劇場版 弱虫ペダル（吉本進）
- 亜人（2015年 - 2016年、永井圭） - 3部作
- Free!シリーズ（2015年 - 2019年、松岡凛） - 5作品

2016年
- KINGSGLAIVE FINAL FANTASY XV（イグニス・スキエンティア）
- カゲロウデイズ-in a day's-（コノハ）

2017年
- BLAME!（捨造）
- 打ち上げ花火、下から見るか? 横から見るか?（安曇祐介）
- 劇場版 はいからさんが通る（2017年 - 2018年、伊集院忍） - 前後編
- GODZILLA（2017年 - 2018年、ハルオ・サカキ） - 3部作

2018年
- 文豪ストレイドッグス DEAD APPLE（太宰治）
- K SEVEN STORIES Episode2「SIDE:BLUE〜天狼の如く〜」（伏見猿比古）
- 映画 HUGっと!プリキュア♡ふたりはプリキュア オールスターズメモリーズ（ミデン）

2019年
- LUPIN THE IIIRD 峰不二子の嘘（ビンカム）
- 劇場版 うたの☆プリンスさまっ♪ マジLOVEシリーズ（2019年 - 2022年、一ノ瀬トキヤ） - 2作品
- 二ノ国（ヨキ・ジニアス）
- HUMAN LOST 人間失格（大庭葉藏）

2020年
- PSYCHO-PASS サイコパス 3 FIRST INSPECTOR（法斑静火）
- 劇場版 Fate/Grand Order（2020年 - 2021年、ベディヴィエール、シャルル＝アンリ・サンソン） - 3作品

2021年
- 劇場版 七つの大罪 光に呪われし者たち（ギルサンダー、ワイルド）
- 竜とそばかすの姫（ひとかわむい太郎、ぐっとこらえ丸）
- EUREKA/交響詩篇エウレカセブン ハイエボリューション（ムーンドギー）

2022年
- バブル（シン）
- ドラゴンボール超 スーパーヒーロー（ガンマ2号）

2024年
- 僕のヒーローアカデミア THE MOVIE ユアネクスト（ジュリオ・ガンディーニ）
- 劇場版 イナズマイレブン 新たなる英雄たちの序章（乙女仙次郎）

2025年
- 劇場版 鬼滅の刃 無限城編 第一章 猗窩座再来（童磨）
- ゾンビランドサガ ゆめぎんがパラダイス（巽幸太郎）

### OVA
2006年
- Project BLUE 地球SOS（バッキー）

2007年
- ツバサ TOKYO REVELATIONS（神威）

2008年
- EXILE ENTERTAINMENT BEST エグザムライ〜六本木地獄の章（白耶、シロヌイ）

2010年
- 殿といっしょ 5巻アニメDVD付き限定版（朝倉義景）
- “文学少女”メモワールI-夢見る少女の前奏曲（プレリュード）-（櫻井流人）
- ぼく、オタリーマン。（よしたに）

2011年
- Fate/Prototype（ライダー）

2012年
- 金田一少年の事件簿「黒魔術殺人事件」（火祀九曜）

2013年
- ちはやふる（真島太一） - コミックス第22巻DVD付き限定版

2014年
- 新テニスの王子様 OVA vs Genius10（越前リョーガ）
- ムシブギョー（2014年 - 2015年、松ノ原小鳥） - 「常住戦陣!!ムシブギョー」単行本第15巻 - 第17巻OVA付き特別版

2015年
- 東京喰種トーキョーグール【PINTO】（月山習）

2016年
- 亜人（永井圭） - コミックス第9巻OAD付き限定版
- 牙狼 -紅蓮ノ月-（常若） - Blu-ray / DVD BOX2収録

2017年
- 文豪ストレイドッグス（太宰治） - コミックス第13巻オリジナルアニメBD付き限定版

2018年
- イナズマイレブン Reloaded（吹雪士郎、吹雪アツヤ）
- デビルズライン（安斎環） - コミックス第12巻OAD付き限定版

2019年
- 銀河英雄伝説 Die Neue These（2019年 - 2022年、ラインハルト・フォン・ローエングラム） - 2シリーズ

2020年
- 忘却バッテリー（要圭） - ジャンプスペシャルアニメフェスタ2020上映作品

2022年
- 女の園の星（小林先生） - 単行本第3巻Blu-ray Disc付き特装版

### Webアニメ
2006年
- 機動戦士ガンダムSEED C.E.73 STARGAZER（シャムス・コーザ〈第3話〉）

2010年
- Starry☆Sky（神楽坂四季）
- TRIP TREK（ミミメ）

2014年
- スシニンジャ（タマゴ）

2015年
- オシリスの天秤（コーディネイター）
- 私立翠嶺学園編（雲雷龍之介）
- 美少女戦士セーラームーンCrystal（プリンス・デマンド）
- 弱酸性ミリオンアーサー（アーサー -剣術の城-）

2016年
- イナズマイレブン アウターコード（吹雪士郎、吹雪アツヤ）
- BROTHERHOOD FINAL FANTASY XV（イグニス・スキエンティア）

2019年
- Levius -レビウス-（Dr.クラウン）

2020年
- ちはやふる番外編 「新に会いにあわらへいこっさ!」（真島太一）
- 虚構推理 ミニアニメ（2020年 - 2022年、桜川九郎、ヤギ） - 2シリーズ

2021年
- 23時の佐賀飯アニメ
- みにヴぁん ら〜じ（2021年 - 2022年、バイトたち、伊吹コウジ〈高校生〉 / 伊吹コウジ〈小学生〉 / 伊吹コウジ〈if〉 / 伊吹コウジ〈G〉） - 2シリーズ
- ブライト：サムライソウル（楼主）

2022年
- TIGER & BUNNY 2（フガン）

2023年
- Fate/Grand Order 藤丸立香はわからない（ベディヴィエール、ヘンリー・ジキル&ハイド）
- 大奥（万里小路有功）
- GAMERA -Rebirth-（ジェームズ・タザキ）
- PLUTO（エプシロン）

2024年
- T・Pぼん（ブヨヨン） - 2シリーズ
- 君に届け 3RD SEASON（三浦健人）

### ゲーム
2002年
- キングダム ハーツ シリーズ（2002年 - 2020年、リク、データ・リク、リク＝レプリカ、ヤング・ゼアノート、ダーク・リク） - 15作品

2003年
- メダロットBRAVE（辛口コウジ）

2005年
- サモンナイト クラフトソード物語 〜はじまりの石〜（ジェイド）

2006年
- エウレカセブン NEW VISION（ムーンドギー）
- カレと彼の間で -DXツインズパック版-（川田渡、川田翔）
- 遊☆戯☆王デュエルモンスターズGX タッグフォース（アビドス3世）

2007年
- ASH -ARCHAIC SEALED HEAT-（ジーカウェン）
- 桜蘭高校ホスト部（2007年 - 2009年、須王環） - 2作品
- 金色のコルダ2（2007年 - 2017年、加地葵） - 5作品
- スターオーシャン1 First Departure（ラティクス・ファーレンス）
- DEAR My SUN!!〜ムスコ★育成★狂騒曲〜（神楽達芳）
- DEATH NOTE -デスノート- キラゲーム（夜神月）
- ドラゴンシャドウスペル（天音カイト / シュキ・アマネ）
- とらぶるふぉうちゅんCOMPANY☆はぴCURE（国東周）
- はかれなはーと 誰がために君はある? / 君がために輝きを（2007年 - 2008年、高坂ルイザ） - 2作品
- 幕末恋華 花柳剣士伝（咲彦）
- バロック（上級天使）
- 名探偵コナン 追憶の幻想（黒崎鏡一）
- モンスターハンター フロンティア オンライン（VOICE TYPE19）

2008年
- 妖ノ宮（御月佐和人）
- おしゃれに恋して2 〜おしゃれプリンセス〜（コウタ）
- カラオケJOYSOUND Wii（サン）
- 機動戦士ガンダム ガンダムVS.ガンダム（刹那・F・セイエイ）
- 機動戦士ガンダム00（刹那・F・セイエイ） - 2作品
- スーパーロボット大戦Z（ムーンドギー）
- ソウルイーター（2008年 - 2009年、デス・ザ・キッド） - 3作品
- D.Gray-man 奏者の資格（チャオジー・ハン）
- テイルズ オブ ヴェスペリア（フレン・シーフォ）
- トゥルーフォーチュン（星宮潤）
- 花より男子 -恋せよ女子（おとめ）!-（花沢類）
- ふしぎ遊戯 朱雀異聞（鬼宿）
- 星空のコミックガーデン（安達亮）
- 遊☆戯☆王デュエルモンスターズGX タッグフォース3（アビドス3世）
- Real Rode -リアルロデ-（ワタル）
- LUX-PAIN（西条アツキ）
- ワールド・デストラクション 〜導かれし意思〜（キリエ・イルニス）

2009年
- 悪魔城ドラキュラ ジャッジメント（アルカード）
- イナズマイレブン シリーズ（2009年 - 2010年、吹雪士郎） - 2作品
- ヴァンパイア騎士 DS（錐生零）
- 大怪獣バトルNEO ギャラクシーレジェンド（ウルトラマンゼロ）
- SDガンダム GGENERATION（2009年 - 2025年、シャムス・コーザ、刹那・F・セイエイ / 刹那・F・セイエイ〈ELSイノベイター〉、マイキャラクターボイス青年3〈OVER WORLD〉） - 6作品
- 俺がオマエを守る（レン）
- 機動戦士ガンダム ガンダムVS.ガンダムNEXT（刹那・F・セイエイ） - 2作品
- STEINS;GATE（2009年 - 2018年、岡部倫太郎） - 4作品
- スキップ・ビート!（不破尚）
- デモンブライド（皇久遠、ジャッジ）
- 鋼の錬金術師 FULLMETAL ALCHEMIST（2009年 - 2010年、リン・ヤオ） - 4作品
- 伯爵と妖精 〜夢と絆に想いを馳せて〜（ユリシス）
- Lucian Bee's RESURRECTION SUPERNOVA（2009年 - 2010年、レミィ・J・ベルモンド） - 3作品

2010年
- イナズマイレブン 爆熱サッカーバトル（吹雪士郎）
- うたの☆プリンスさまっ♪（2010年 - 2017年、一ノ瀬トキヤ / HAYATO） - 10作品
- 裏切りは僕の名前を知っている -黄昏に堕ちた祈り-（碓氷愁生）
- エルソード（レイヴン、リチャン）
- 家庭教師ヒットマンREBORN!DS フェイトオブヒートIII 雪の守護者来襲!（ジェラーロ）
- ガンダムアサルトサヴァイブ（刹那・F・セイエイ）
- ガンダム無双（2010年 - 2013年、刹那・F・セイエイ） - 2作品
- 機動戦士ガンダム エクストリームバーサス（2010年 - 2016年、刹那・F・セイエイ） - 5作品
- 金色のコルダ3（2010年 - 2014年、天宮静） - 5作品
- スカーレッドライダーゼクス（2010年 - 2015年、霧澤・タクト） - 4作品
- STORM LOVER（2010年 - 2013年、辰原奏矢） - 3作品
- デュラララ!!（2010年 - 2015年、紀田正臣） - 3作品
- ラストソングを君に（澤怜司）
- ラブ彼〜恋愛偏差値上昇中!（紫藤剣）
- Real Rode -リアルロデ- PORTABLE（ワタル）

2011年
- Another Century's Episode Portable（刹那・F・セイエイ）
- イナズマイレブンGO シャイン/ダーク（吹雪士郎）
- イナズマイレブン ストライカーズ（2011年 - 2012年、吹雪士郎〈アツヤ〉、ドロル、伊豆野由宇、アスタロス、ゲボー、ケーン・サイトー） - 3作品
- ガンダムトライエイジ（刹那・F・セイエイ）
- ガンダムメモリーズ〜戦いの記憶〜（刹那・F・セイエイ）
- STAR DRIVER 輝きのタクト 銀河美少年伝説（ツナシ・タクト）
- STORM LOVER 夏恋!!（ナツコイ）（辰原奏矢）
- 戦律のストラタス（九断征四郎）
- 第2次スーパーロボット大戦Z（2011年 - 2012年、刹那・F・セイエイ、ムーンドギー） - 2作品
- テイルズ オブ ザ ワールド レディアント マイソロジー3（フレン・シーフォ）
- FabStyle（堀明）
- FRONTIER GATE（クロトキ）
- 嫁コレ（岡部倫太郎、信乃、與儀、オダ・ノブナガ、伏見猿比古、紀田正臣、ジョーカー）
- ラストストーリー（エルザ）

2012年
- アンチェインブレイズ エクシヴ（リュウガ）
- 拡散性ミリオンアーサー（2011年 - 2016年、アーサー 剣術の城） - 3作品
- 機動戦士ガンダムSEED BATTLE DESTINY（シャムス・コーザ）
- Starry☆Sky（2012年 - 2013年、神楽坂四季） - 2作品
- テイルズ オブ ザ ヒーローズ ツインブレイヴ（フレン・シーフォ）
- PROJECT X ZONE（フレン・シーフォ）
- レイトン教授VS逆転裁判（ジーケン・バーンロッド卿）

2013年
- ウルトラマン オールスタークロニクル（ウルトラマンゼロ）
- スーパーロボット大戦Operation Extend（刹那・F・セイエイ）
- スーパーロボット大戦UX（刹那・F・セイエイ）
- セブンスドラゴン2020-II
- 花咲くまにまに（赤根武人）
- HEROES' VS（ウルトラマンゼロ、ダブルオーライザー、ウルトラマンサーガ）
- FRONTIER GATE Boost+（クロトキ）
- マクロス30 銀河を繋ぐ歌声（ロッド・バルトマー）

2014年
- 妖かし恋戯曲（暁仁）
- 学園K -Wonderful School Days-（2014年 - 2015年、伏見猿比古） - 2作品
- シャイニング・レゾナンス（アグナム・ブレットハート）
- 神撃のバハムート（ラスティ）
- スーパーヒーロージェネレーション（ウルトラマンゼロ、ダークロプスゼロ、ダブルオーライザー）
- 代官山シークレットLOVE（稲森悠）
- 第3次スーパーロボット大戦Z（2014年 - 2015年、刹那・F・セイエイ） - 2作品
- テイルズ オブ ザ ワールド レーヴ ユナイティア（フレン・シーフォ）
- ノブナガ・ザ・フール 戦乱のレガリア（オダ・ノブナガ）
- ボーイフレンド（仮）（加賀見朔）
- マギ 新たなる世界（ムー・アレキウス）
- モンスターハンター メゼポルタ開拓記（ルシウス）
- ワンダーフリック（マルルーク）

2015年
- クロスアンジュ 天使と竜の輪舞tr.（タスク）
- ザクセスヘブン（雲雷龍之介）
- 白猫プロジェクト（ギルサンダー）
- Dash!! スシニンジャ（タマゴ）
- スーパーロボット大戦BX（刹那・F・セイエイ）
- セブンスドラゴンIII code:VFD
- 七つの大罪（2015年 - 2018年、ギルサンダー） - 2作品
- 薄桜鬼 真改（2015年 - 2016年、伊庭八郎） - 2作品
- ファイアーエムブレムif（レオン）
- Fate/Grand Order（2015年 - 2025年、シャルル＝アンリ・サンソン、ヘンリー・ジキル&ハイド、ベディヴィエール）
- プリンス・オブ・ストライド（諏訪怜治）
- PROJECT X ZONE 2:BRAVE NEW WORLD（フレン・シーフォ）
- 魔界戦記ディスガイア5（キリア）
- 夢王国と眠れる100人の王子様（2015年 - 2019年、カイリ、セフィル、太宰治）
- ルミナスアーク インフィニティ（アスワド）
- 恋愛上等イケメン学園（藤堂零）
- ロストヒーローズ 2（ウルトラマンゼロ、ダブルオーガンダム / ダブルオーライザー / ダブルオークアンタ） - 2作品

2016年
- カードファイト!! ヴァンガードG ストライド トゥ ビクトリー!!（日向マサト、伊吹コウジ）
- 暗殺教室 アサシン育成計画!!（浅野学秀）
- NightCry（エリック）
- 戦の海賊（ギルサンダー）
- ウルトラマン フュージョンファイト!（ウルトラマンゼロ）
- ペルソナ5（坂本竜司）
- ワールド オブ ファイナルファンタジー（シーヴァ）
- ファイナルファンタジーXV（イグニス・スキエンティア）
- スターオーシャン:アナムネシス（ラティクス・ファーレンス）

2017年
- SHOW BY ROCK!!（シュウ☆ゾー）
- ファイアーエムブレム ヒーローズ（2017年 - 2024年、レオン）
- スーパーロボット大戦X-Ω（刹那・F・セイエイ、ツナシ・タクト）
- スーパーロボット大戦V（刹那・F・セイエイ、タスク）
- 金色のコルダ4（天宮静）
- キャプテン翼 〜たたかえドリームチーム〜（ファン・ディアス）
- ガンダムバーサス（刹那・F・セイエイ）
- ファイアーエムブレム無双（レオン）
- 妖怪ウォッチ ぷにぷに（2017年 - 2021年、吹雪士郎、ウルトラマンゼロ）
- モンスター オブ ザ ディープ: ファイナルファンタジーXV（イグニス・スキエンティア）
- ゼノブレイド2（クビラ）
- 文豪ストレイドッグス 迷ヰ犬怪奇譚（太宰治）

2018年
- テイルズ オブ ザ レイズ（フレン・シーフォ）
- ファイナルファンタジーXV ポケットエディション（イグニス・スキエンティア）
- スーパーロボット大戦X（タスク）
- ドラゴンクエストライバルズ（キーファ）
- ペルソナ5 ダンシング・スターナイト（坂本竜司）
- グランブルーファンタジー（2018年 - 2025年、スカル / 坂本竜司、クロロ＝ルシルフル）
- 機動戦士ガンダム エクストリームバーサス2（2018年 - 2025年、刹那・F・セイエイ） - 4作品
- ペルソナQ2 ニュー シネマ ラビリンス（坂本竜司）
- ぷよぷよ!!クエスト（2018年 - 2020年、坂本竜司、宮侑）
- 陰陽師（オロチ）

2019年
- テイルズ オブ ヴェスペリア REMASTER（フレン・シーフォ）
- キャサリン・フルボディ（スカル / 坂本竜司） - DLC追加キャラクター
- 金色のコルダ オクターヴ（加地葵、天宮静）
- JUMP FORCE（夜神月）
- MASS FOR THE DEAD（パンドラズ・アクター）
- 共闘ことばRPG コトダマン（2019年 - 2023年、スカル / 坂本竜司、ギルサンダー、クロロ＝ルシルフル、宮侑、リン・ヤオ、新門紅丸、太宰治）
- 大乱闘スマッシュブラザーズ SPECIAL（スカル / 坂本竜司）
- スーパーロボット大戦DD（2019年 - 2024年、刹那・F・セイエイ、ハーノイン）
- ポケモンマスターズ / EX（2019年 - 2021年、ライヤー）
- ペルソナ5 ザ・ロイヤル（坂本竜司）
- 永遠の七日（岡部倫太郎）
- 東京喰種: re【CALL to EXIST】（月山習）
- 魔界戦記ディスガイアRPG（キリア）
- スターオーシャン1 First Departure R（ラティクス・ファーレンス）

2020年
- ペルソナ5 スクランブル ザ・ファントム ストライカーズ（坂本竜司）
- ONE PUNCH MAN A HERO NOBODY KNOWS（イケメン仮面アマイマスク）
- SHOW BY ROCK!! Fes A Live（2020年 - 2021年、シュウ☆ゾー / 愁）
- アイドルマスター シンデレラガールズ スターライトステージ（2020年 - 2021年、岡部倫太郎、巽幸太郎）
- CARAVAN STORIES（新門紅丸）
- イナズマイレブン SD（吹雪士郎）

2021年
- 金色のコルダ スターライトオーケストラ（月城慧）
- はじめの一歩 FIGHTING SOULS（鴨川源二〈現役時代〉）
- バンドリ! ガールズバンドパーティ!（巽幸太郎）
- 少女☆歌劇 レヴュースタァライト -Re LIVE-（鳳凰院凶真〈岡部倫太郎〉）
- アリス・ギア・アイギス（岡部倫太郎）

2022年
- 機動戦士ガンダム アーセナルベース（刹那・F・セイエイ）
- 鋼の錬金術師 MOBILE（リン・ヤオ、スカル）
- SDガンダム バトルアライアンス（刹那・F・セイエイ）
- モンスターストライク（2022年 - 2025年、フガン、刹那・F・セイエイ、リン・ヤオ、新門紅丸、月山習、坂本竜司）
- ドラゴンボール ゼノバース2（ガンマ2号） - DLC追加キャラクター

2023年
- パズル&ドラゴンズ（刹那・F・セイエイ）
- ペルソナ5 タクティカ（坂本竜司）

2024年
- 銀河英雄伝説 Die Neue Saga（ラインハルト・フォン・ローエングラム）
- ドラゴンボール ザ ブレイカーズ（ガンマ2号）

2025年
- ドラゴンボール Sparking! ZERO（ガンマ2号） - DLC追加キャラクター
- レーシングマスター（月山習）
- ペルソナ5: The Phantom X（坂本竜司）
- DEATH NOTE Killer Within（夜神月）

### ドラマCD
- アイシールド21 DRAMA FIELD1（桜庭春人）
- 青春鉄道 ドラマCD2 〜高速鉄道編〜（東海道新幹線）
- 悪魔城ドラキュラX　追憶の夜想曲（アルカード）
- ASH -ARCHAIC SEALED HEAT-（ジーカウェン）
- 安倍晴明異聞 第一弾 『双劔の抄』（比和[404]）
- アラビアンローズ 〜ライラの受難〜（シャルディーン）※初回限定特装版付属ドラマCD
- イケベン! 〜池澤くんと愉快な仲間たち〜（1） - （3）（須田智）
- 1年777組（家臣太郎丸）
- イナズマイレブン ドラマCD 「復活の絆!!」（吹雪士郎）
- 異能バトルは日常系のなかで（安藤寿来[405]）
- ヴァンパイア騎士 シリーズ（錐生零）
  - キラメキ☆ドラマCD（LaLa2005年9月号付録）
  - ゴージャスドラマCD（LaLa2006年11月号付録）
  - プレミアム♥ドラマCD（LaLa2008年5月号付録）
  - エクセレント☆ドラマCD（LaLa2008年11月号付録）
  - ダブルプレミア☆ドラマCD（LaLa2009年5月号付録）
  - ミッドナイトCD-PACK（2006年春 応募者全員サービス）
  - ムーンライトCD-PACK（2007年春 応募者全員サービス）
  - ピュアブラッドCD-PACK（LaLa2010年2月号、3月号応募者全員サービス）
- VELVET UNDERWORLD「Fragment story #1“The Wheel of Fortune”」（七ツ目）
- うたの☆プリンスさまっ♪ シリーズ（一ノ瀬トキヤ）
  - うたの☆プリンスさまっ♪ ドラマCD vol.1
  - うたの☆プリンスさまっ♪ キャラクタードラマCD 音也&トキヤ
  - うたの☆プリンスさまっ♪ キャラクタードラマCD 真斗&レン
  - うたの☆プリンスさまっ♪ キャラクタードラマCD 那月&翔
  - うたの☆プリンスさまっ♪ SSディスク
  - うたの☆プリンスさまっ♪Debut ユニットドラマCD 嶺二&音也&トキヤ
- 歌姫（トーマス）
- 裏切りは僕の名前を知っているシリーズ（碓氷愁生）
  - 裏切りは僕の名前を知っている 1 - 3
  - TVアニメーション「裏切りは僕の名前を知っている」オリジナルドラマCD 2 - 4
- エル・カザド 全2巻（L・A〈エル・エー〉）
- 王子様（笑）シリーズ（「アラジンと不思議なランプ」の王子様）
  - 王子様（笑）シリーズ ドラマCD 第2巻
  - 王子様（笑）シリーズ ドラマCD 〜王子様はカエル〜
  - 王子様（笑）シリーズ バラエティドラマCD 2nd Season
  - 王子様（笑）シリーズ ドラマCD if 〜王子様（笑）学園〜
  - 王子様（笑）シリーズ ドラマCD if 〜王子様（笑）学園 2学期〜
  - 王子様（笑）シリーズ デートCD 第2巻
  - 王子様（笑）シリーズ バラエティドラマCD 3rd Party
  - 王子様（笑）シリーズ バラエティドラマCD 4th Legend
  - 王子様（笑）シリーズ ドラマCD 最終章 第3巻
- 桜蘭高校ホスト部 シリーズ（須王環）
  - ドラマCD・桜蘭高校ホスト部（LaLa2006年9月号応募者全員サービス）
  - わくわくドラマCD(アニメドラマCD Part.2) （LaLa応募者全員サービス）
  - ゴージャスドラマCD（LaLa2006年11月号付録）
  - トレジャードラマCD（LaLa2007年10月号付録）
  - プレミアム♥ドラマCD（LaLa2008年5月号付録）
  - エクセレント☆ドラマCD（LaLa2008年11月号付録）
  - プレシャスドラマCD（LaLa2009年11月号付録）
  - クライマックスドラマCD（LaLa2010年10月号応募者全員サービス）
- オズと秘密の愛（アイル[406]）
- カーニヴァル シリーズ（與儀）
  - カーニヴァル 飛べない翼/人魚の瓶
  - カーニヴァル 〜輪（サーカス）〜
  - カーニヴァル リノル
  - カーニヴァル ヴィント
  - カーニヴァル ヴァントナーム
  - カーニヴァル 煙の館
  - カーニヴァル クロノメイ
  - カーニヴァル 選ぶべき道
  - カーニヴァル プレミアム☆ペローナ
  - カーニヴァル 再会
- 陽炎ノスタルジア〜新章〜（豪希〈豪鬼〉）
- KAMUI（空穂〈少年時代〉）
- キサラギ 声優ver.（スネーク）
- 貴族探偵エドワード（エドワード・H・グラッドストーン）
  - ドラマCD「貴族探偵エドワード」
  - ビーンズエースCDコレクション（ビーンズエース応募者全員サービス）
  - 貴族探偵エドワード全サCD（ザ・ビーンズVol.10応募者全員サービス）
- 機動戦士ガンダム00 シリーズ（刹那・F・セイエイ）
  - 機動戦士ガンダム00 CDドラマ・スペシャル アナザーストーリー MISSION-2306
  - 機動戦士ガンダム00 CDドラマ・スペシャル アナザーストーリー Road to 2307
  - 機動戦士ガンダム00 CDドラマ・スペシャル アナザーストーリー COOPERATION-2312
  - 機動戦士ガンダム00 CDドラマ・スペシャル アナザーストーリー 4 MONTH FOR 2312
- Captain HOOK love's lock. genetic aberration（刹那）
- 金色のコルダ シリーズ（加地葵）
  - 金色のコルダ2 〜絹雲のレガート〜
  - 金色のコルダ2 〜水面のスタッカート〜
  - 金色のコルダ2 〜碧のさざなみ〜
  - 金色のコルダ2 〜gloria〜
  - 金色のコルダ2 〜雪どけの陽光〜
  - 金色のコルダ2 〜熱風ウィング〜
  - 金色のコルダ2 f アンコール 〜graduation〜
  - 金色のコルダ 〜secondo passo〜 SWEET&JOY＜#＞、＜♭＞
  - 金色のコルダ 〜secondo passo〜 Tears
  - 金色のコルダ ブラボー☆ドラマCD（LaLa応募者全員サービス）
  - 金色のコルダ 10th Anniversary CD4 加地葵&不動翔麻&不動葉介
  - プレシャスドラマCD（LaLa2009年11月号付録）
  - 100万人の金色のコルダ 〜放課後のD.C.（ダ・カーポ）〜
- 金色のコルダ3 シリーズ（天宮静）
  - プロローグCD 金色のコルダ3 〜はじまりの夏〜
  - 金色のコルダ3 SS（スクールシリーズ） IV 〜天音学園〜
  - 金色のコルダ3 スクールトーク&ヴォーカルII〜神南&天音学園〜（イベント限定CD）
- バラエティCD 金色のコルダ4 JOYFUL
- 月刊少女野崎くん（鈴木三郎）
  - TVアニメ「月刊少女野崎くん」ドラマCD 〜秋編〜[407]
  - TVアニメ「月刊少女野崎くん」ドラマCD 〜冬編〜[407]
- 獣のごとくひそやかに -言霊使い-（滝川聖）
- 鋼鉄三国志 シリーズ（陸遜伯言）
  - 鋼鉄三国志 外史想歌 第一伝 〜思慕〜
  - 鋼鉄三国志 外史想歌 第二伝 〜六駿〜
  - 鋼鉄三国志 外史想歌 第三伝 〜友愛〜
- こころ（私）
- 小鳩町から散弾銃 全2巻（須々木健太）
- されど月に手は届かず 魍魎の都（渡辺綱）
- シノビライフ 1・2（景虎）
- しろくまカフェ オリジナルドラマCD6 やまあらしカフェ（タテガミヤマアラシ）
- 12人の優しい殺し屋 シリーズ（白神彰）
  - 12人の優しい殺し屋 INTRODUCTION
  - 12人の優しい殺し屋 Wish：Emerald
  - 12人の優しい殺し屋 side R part 2
- 神父と悪魔 シリーズ（ヴェドリック・ヴェスター〈神父〉）
  - 神父と悪魔 〜カープト・レーギスの吸血鬼〜
  - 神父と悪魔2 〜銀の森の人狼〜
  - 神父と悪魔3 〜硝子の迷宮の夢魔〜
  - 神父と悪魔4 〜煉獄の大悪魔〜
- STEINS;GATEシリーズ（岡部倫太郎）
  - STEINS;GATE ドラマCD α『哀心迷図のバベル』ダイバージェンス0.571046%
  - STEINS;GATE ドラマCD β『無限遠点のアークライト』ダイバージェンス1.130205%
  - STEINS;GATE ドラマCD γ『暗黒次元のハイド』ダイバージェンス2.615074%
  - 「シュタインズ・ゲート」コミックス1巻ドラマCD付き限定版
  - STEINS;GATE オーディオシリーズ ☆ラボメンナンバー002☆椎名まゆり
  - STEINS;GATE オーディオシリーズ ☆ラボメンナンバー003☆橋田至
  - アンソロジードラマCD「シュタインズ・ゲート」幻視空間のリユニオン
  - 科学アドベンチャーシリーズ スペシャルドラマCD 怱卒連鎖のトリプティック
- switch vol.3（城戸友哉）
- スカーレッドライダーゼクス シリーズ（霧澤・タクト）
  - スカーレッドライダーゼクス リュウキュウ・インシデンツ
  - スカーレッドライダーゼクス ウィンター・ミュート1-3-6
  - スカーレッドライダーゼクス ハーモニー・エクスプロージョン
- Starry☆Sky シリーズ（神楽坂四季）
  - 星座彼氏シリーズ Starry☆Sky 〜Ophiuchus〜（蛇遣座）
  - 星座旦那シリーズ Starry☆Sky 〜Ophiuchus〜（蛇遣座）
  - Starry☆Sky 〜13constellations〜
  - Starry☆Sky 〜in sweet season〜
  - Starry☆Sky 〜sweet graduation〜
  - Starry☆Sky Film Festival Vol.01 〜Tears of the Polestar〜
  - Starry☆Sky Film Festival Vol.02 〜The presence offellow〜
  - Starry☆Sky Film Festival Vol.04 〜Zodiac sign〜
  - Starry☆Sky 〜in Spring〜 春の星見会
- STORM LOVER シリーズ（辰原奏矢）
  - STORM LOVER 〜セントルイス・ハイ 執事喫茶で大騒動!?〜
  - STORM LOVER 〜セントルイス・ハイ 初日の出は君の隣で〜
  - STORM LOVER 〜セントルイス・ハイ 臨海学校 男たちの宴!〜
  - STORM LOVER 〜My Funny Valentine〜
  - STORM LOVER 〜恋のスタディー・セッション〜
  - STORM LOVER 〜フォーチュン・ラブ・バトル〜
  - STORM LOVER カップルデートCD -LOVERS COLLECTION- Vol.7 「COOL DISC -恭介&奏矢-」
  - STORM LOVER シチュエーションデートCD Vol.3 立夏&奏矢
- 青春鉄道2 -DVD付特装便-（東海道新幹線）
- 戦國ストレイズ（織田信行）
- 戦律のストラタス零（九断征四郎）
- ソウルイーターシリーズ（デス・ザ・キッド）
  - アニメディア7月号全サドラマCD
  - 少年ガンガン1月号付録　スペシャルドラマCD ソウルイーター「キッド&トンプソン姉妹編」
- タブロウ・ゲート（アレイスター）
- DEAR My SUN!!〜ムスコ★育成★狂騒曲〜 キャラクターソング&メッセージCD 雷斗Ver.（神楽達芳）
- テイルズ オブ ヴェスペリアシリーズ（フレン・シーフォ）
  - 劇場アニメ「テイルズ オブ ヴェスペリア〜The First Strike〜」ドラマCD
  - ドラマCD「テイルズ オブ ヴェスペリア」第1 - 6巻
  - ドラマCD「テイルズ オブ ヴェスペリア」虚空の仮面 [後編]
  - アンソロジードラマCD「テイルズオブヴェスペリア 2009Winter」
  - アンソロジードラマCD「テイルズオブヴェスペリア 2010Summer」
  - アンソロジードラマCD「テイルズオブヴェスペリア 2010Winter」
- デモンブライド ドラマCD DESTINY（皇久遠）
- 天歌奏流-TENKASOUL-（明智光秀[408]）
- 東京★イノセント（半蔵）
- トゥルーフォーチュン シリーズ（星宮潤）
  - トゥルーフォーチュン オリジナルボイスドラマ Vol.1「華麗に、厳格に肝試し!」
  - トゥルーフォーチュン オリジナルボイスドラマ Vol.2「いつだって、グローイングアップ!」
  - トゥルーフォーチュン オリジナルボイスドラマ Vol.6「星に願いを…」
- DOLLS シリーズ（式部清寿）
- ときめきメモリアル Only Love「ときめきの雪」（青葉陸）
- DOG DAYS ドラマBOX vol.1 - 3（シンク・イズミ）
- ドラゴノーツ -ザ・レゾナンス- 男祭!! CD（アーシム・ジャマール）※アニメージュ2008年2月号全員サービス
- ドラゴンシャドウスペル Vol.1・2 〜古城の狼の詩 前編・後編（天音カイト）
- とらぶるふぉうちゅんCOMPANY☆はぴCURE（国東周）
- トリコン!!! triple complex（ジャック）
- TRIP TREK　たいせつなお友だち（ミミメ）
- TRACE（神山ユウ）※月刊コミック アース・スター7月号付録
- 虹色セプテッタ ドラマCD「ワンナイト カーニバル」 DISC-1、2（久我帝）
- ハイガクラ シリーズ（滇紅）
  - ハイガクラ
  - ハイガクラ〜吉里吉里舞〜
- 鋼の錬金術師 シリーズ（リン・ヤオ）
  - 少年ガンガン2010年2月号付録 鋼の錬金術師オリジナルドラマCD「流星計画前編」
  - 少年ガンガン2010年3月号付録 鋼の錬金術師オリジナルドラマCD「流星計画後編」
- 薄桜鬼 真改 ドラマCD 〜大江戸邂逅録〜（伊庭八郎[409]）
- 伯爵と博士の血液型的運命論（伯爵〈クリストファー〉）
- 伯爵と妖精 紳士の射止めかた教えます（ケルピーの弟）
- 「ハニー」第7巻ドラマCD （鬼瀬大雅）
- 八犬伝―東方八犬異聞― 第壱〜弐巻（尾崎要、村雨）
- 薔薇嬢のキス〜rose2〜（来生ハルト・黄薔薇）
- ファイブ act.4（ケビン・権造・ルドレッティーナ）
- Fate/stay night Original Soundtrack & Drama CD Garden of Avalon - glorious, after image（ベディヴィエール[410]）
- 劇場版 Fate/Grand Order -神聖円卓領域キャメロット- 後編 Paladin; Agateram 豪華版パンフレット付属「Character Radio CD」（2021年、ベディヴィエール）
- Free! ドラマCD 岩鳶高校水泳部 活動日誌1（松岡凛[411]）
- Free! ドラマCD 岩鳶高校水泳部 活動日誌2（松岡凛）
- FULL SCOREシリーズ（神藤天輝）
  - FULL SCORE 02 -side Classic-
  - FULL SCORE 04 -Mixture-
  - FULL SCORE -the second season- 01 - 03
- プリンス・オブ・ストライド オーディオドラマ MY FIRST LOVE Vol.6 諏訪怜治＆桜井奈々（諏訪怜治[412]）
- “文学少女”と飢え渇く幽霊【前篇】・【後篇】（櫻井流人）
- 文豪ストレイドッグス（太宰治）
  - オリジナルドラマCD やや非凡なる日々
  - 新録ドラマCD 〜文豪ストレイドッグス 温泉へようこそ!〜 ※アニメイトBD&DVD限定版第1巻〜第6巻連動購入特典[413]
  - キャラクターソングミニアルバム 其ノ壱〜其ノ参[414]
- PERSONA5 THE NIGHT BREAKERS（坂本竜司）
- 帽子屋エリプシス（逆霧）
- ぼく、オタリーマン。（よしたに）
- 星空のコミックガーデン「BITTER Chocolate」（安達亮）
- マイカレ シリーズ（梶葉大輔）
  - マイカレ
  - マイカレ 〜Second Kiss〜 梶葉編
  - マイカレスペシャル〜双璧編〜
- 妄想彼氏（ペット）シリーズ デレなペットくん（ダイチ）
- マザーキーパー（リカルナ・フォルドー）
- メタルスレイダーグローリー（日向忠）
- ヒーリングCD 「癒守石05」（珊瑚）
- ライアー×ライアー（烏丸真士[415]）
- ラディカル・ホスピタル（里見雅行）
- ラブ彼〜恋愛偏差値上昇中!〜 シリーズ（紫藤剣）
  - ラブ彼〜恋愛偏差値上昇中!〜 キャラクターソング&ドラマCD 恋のはじまり編
  - ラブ彼〜恋愛偏差値上昇中!〜 キャラクターソング&ドラマCD 永遠の誓い編
- Real Rode シリーズ（ワタル）
  - Drama CD Real Rode 〜Pure White Disc〜
  - Drama CD Real Rode 〜Noble Black Disc〜
- Lucian Bee's ドラマCD 超新星☆大爆走CRAZYSUPERNOVA-銀河系アイドルROMANXIA No.1決定戦!?-（レミィ・J・ベルモンド）
- 恋愛上等イケメン学園 シリーズ（藤堂零）
  - 恋愛上等イケメン学園
  - 恋愛上等イケメン学園2 -さよなら冴島先生-
- 六蓮国物語（橘季隆[416]）
- Fate/Prototype 蒼銀のフラグメンツ Drama CD（バーサーカー[417]）

### 朗読・トークCD
- 憧れのシチュエーションCD vol.6 抱きしめられたいっ（北条薫）
- うたの☆プリンスさまっ♪ ささやきCD〜Sweet Holiday〜（一ノ瀬トキヤ）
- 遠恋男子2（三笠翠）
- 「王子様（笑）シリーズ」読み語りCD 〜君に捧ぐ物語〜 第2集（「アラジンと不思議なランプ」の王子様）
- 官能昔話2 〜アンデルセン童話〜
- クッキングレシピCD「ラブ★スイーツ Vol.2」（貴方だけの素敵な執事）
- 月刊男前図鑑 メガネ編 白盤（伊達メガネ）
- 月刊男前図鑑シリーズ特別編 月刊幕末図鑑 1 白盤・蒼盤（徳川慶喜）
- 12人の優しい殺し屋「INTRODUCTION」（白神彰）
- Starry☆Sky × 羊でおやすみシリーズ 「お月さまの下でおやすみ」（神楽坂四季）
- Story of 365days DIA Anniversary from April to June（ホイスト）
- 声優が詠むシリーズ 声優小倉百人一首
- 戦国武将物語〜知将編〜（朗読 - 第七話「直江兼続物語」）
- 戦国武将物語外伝〜14の知将&豪傑物語〜（朗読 - 直江兼続物語外伝「兼続と扇」）
- 全作品人気キャラクター 名台詞55朗読CD[418]　※デザート2月号付録
- 玉ニュータウン 2nd Season 復活篇 特別版特典CD（ヒデキ）
- 注文の多い料理店
- でぃあーず「にほんのむかしばなし」〜青の色〜（朗読 - 第九話『大江山の鬼退治』）
- でぃあーず「にほんのむかしばなし」〜夢の色〜（朗読 - 第十七話『海と魚』）
- 幕末志士物語〜土佐編〜（「中岡慎太郎物語」）
- 幕末志士物語外伝〜14の土佐&佐幕・開国編〜（「中岡慎太郎物語外伝」）
- 88星座物語〜オオカミの章〜（第三章）
- 88星座物語〜外伝〜 12の星の物語（「ケンタウルス座の物語」）
- honeybee 羊でおやすみシリーズ Vol.8 「へぇ〜眠りたいんだ?」
- 続・ふしぎ工房症候群 EPISODE.5「一日だけのラブストーリー」
- Voice Colors Series 09.〜清純〜
- ミツバチ声薬 『スリムナール』（澁谷）
- 宮沢賢治名作選6〜「やまなし」「オツベルと象」「雪わたり」（『雪わたり』）
- 妄想彼氏（ペット）シリーズ デレなペットくん（ダイチ）
- 夢十夜 朗読CD付（朗読 - 『夢十夜』）[419]
- 羅生門

### 吹き替え

#### 担当俳優
ルーカス・ティル
- ハンナ・モンタナ/ザ・ムービー（2010年、トラヴィス・ブロージ）
- ダブル・ミッション（2010年、ラリー）
- MACGYVER/マクガイバー（2017年 - 2021年、アンガス・マクガイバー）

#### 映画
- アップサイドダウン 重力の恋人（アダム・カーク〈ジム・スタージェス〉）
- E.T.（タイラー〈トム・ハウエル〉）※DVD版
- ウエスト・サイド・ストーリー（トニー〈アンセル・エルゴート〉[421]）
- ウルヴァリン:X-MEN ZERO（スコット・サマーズ / サイクロップス〈ティム・ポーコック〉）
- オーバー・エベレスト 陰謀の氷壁（ハン〈リン・ボーホン〉[422]）
- キャッツ（マンゴジェリー〈ダニー・コリンズ〉[423]）
- グラディエーターII 英雄を呼ぶ声（ゲタ帝〈ジョセフ・クイン〉[424]）
- コーラス（モンダン）
- 最強☆彼女（チョン・ジュンモ〈ユゴン〉）
- ゴジラxコング 新たなる帝国（トラッパー〈ダン・スティーヴンス〉[425]）
- ザ・スーサイド・スクワッド “極”悪党、集結（ポルカドットマン〈デヴィッド・ダストマルチャン〉[426]）
- シャザム!〜神々の怒り〜（シャザム〈ザッカリー・リーヴァイ〉[427]）
- チャーリーとチョコレート工場（ウィリー・ウォンカ〈ジョニー・デップ〉[428][429]）※日本テレビ版
- 朝鮮魔術師（ファニ〈ユ・スンホ〉）
- トップガン マーヴェリック（ルースター〈マイルズ・テラー〉[430]）
- パーシー・ジャクソンとオリンポスの神々（パーシー・ジャクソン〈ローガン・ラーマン〉）
- パーシー・ジャクソンとオリンポスの神々/魔の海（パーシー・ジャクソン〈ローガン・ラーマン〉[431]）
- バック・トゥ・ザ・フューチャーシリーズ（マーティ・マクフライ〈マイケル・J・フォックス〉[432]）※日本テレビ版
  - バック・トゥ・ザ・フューチャー
  - バック・トゥ・ザ・フューチャー PART2
  - バック・トゥ・ザ・フューチャー PART3
- ハリー・ポッターシリーズ（パーシー・ウィーズリー〈クリス・ランキン〉）
  - ハリー・ポッターと賢者の石
  - ハリー・ポッターと秘密の部屋
  - ハリー・ポッターとアズカバンの囚人
- ハロウィーンタウン4 ウィッチ大学へようこそ（ディラン）
- ファンタスティック・ビーストシリーズ（ニュート・スキャマンダー〈エディ・レッドメイン〉）
  - ファンタスティック・ビーストと魔法使いの旅[433]
  - ファンタスティック・ビーストと黒い魔法使いの誕生[434]
  - ファンタスティック・ビーストとダンブルドアの秘密[435]
- ホワイト・ファング（ジャック・コンロイ〈イーサン・ホーク〉）※NHK版
- ホワイトファング2/伝説の白い牙（ジャック・コンロイ〈イーサン・ホーク〉）※NHK版
- ミス・ペレグリンと奇妙なこどもたち（ジェイク〈エイサ・バターフィールド〉[436]）
- モンスターハンター（マーシャル〈ディエゴ・ボネータ〉[437]）

#### ドラマ
- 五星大飯店〜Five Star Hotel〜（パン・ユーロン〈ジュンニン〉）
- GO!GO!ジェット
- コドモ警視（間聖四郎〈マリウス葉〉）※オープニング・ナレーション、およびモノローグ部分の声のみ担当
- 善徳女王 -The Great Queen Seondeok-（金春秋〈キム・チュンチュ〉〈ユ・スンホ〉）
- 朱蒙 -チュモン- Prince of the Legend（チュモン〈ソン・イルグク〉（青年時代）※第3話 - 第33話まで / ユリ（アン・ヨンジュン）（チュモンの息子役）※第74話 - 第81話（最終話）まで）
- 22世紀ファミリー 〜フィルにおまかせ〜（セス）
- HELIX -黒い遺伝子-（ザ・サイス〈ロバート・ネイラー〉）
- マスケティアーズ パリの四銃士（ダルタニアン〈ルーク・パスカリーノ〉[438]）
- 野王〜愛と欲望の果て〜（ペク・ドフン〈ユンホ〉）
- 私はケイトリン（グリフェン・ロウ〈ジェレミー・フォーリー〉）

#### アニメ
- 怪盗グルーシリーズ
  - 怪盗グルーのミニオン危機一発（アントニオ・ペレス）
  - ミニオンズ（ハーブ・オーバーキル[439]、フラックス教授）
  - 怪盗グルーのミニオン大脱走（クライヴ[440]）
  - ミニオンズ フィーバー（バイカー[441]）
- グリンチ（ナレーター[442]）
- ザ・スーパーマリオブラザーズ・ムービー（マリオ[443]）
- SING/シング（エディ、レイ[444]）
- スパイダーマン:スパイダーバース（ピーター・B・パーカー / スパイダーマン[445]）
  - スパイダーマン:アクロス・ザ・スパイダーバース[446]
- スモールフット（パーシー[447]）
- 戦場のキックオフ（フレディ）
- トロールズ ミュージック★パワー（クーパー[448]）
- BIONICLE -マスク・オブ・ライト- ザ・ムービー（タクア・タカヌーバ）
- ペットシリーズ
  - ペット（タイベリアス、ソーセージ[449]）
  - ペット2（セルゲイ[450]）
- ボス・ベイビー（大人になったティム[451]、エルヴィス）※劇場公開版
  - ボス・ベイビー ファミリー・ミッション（ティム[452]）
- マイリトルポニー〜トモダチは魔法〜（シャイニングアーマー）
  - マイリトルポニー: エクエストリア・ガールズ - フレンドシップ・ゲーム（シャイニングアーマー、バスの運転手）
- リトルプリンス 星の王子さまと私（ミスター・プリンス）
- 羅小黒戦記 ぼくが選ぶ未来（ムゲン[453]）
- ロラックスおじさんの秘密の種（テッド・ウィギンス）

### デジタルコミック
- VOMIC ストロボ・エッジ（一ノ瀬蓮）

### 特撮
1992年
- 特捜エクシードラフト（少年時代の矢崎文三）

2009年
- 大怪獣バトル ウルトラ銀河伝説 THE MOVIE（ウルトラマンゼロの声）

2010年
- ウルトラキッズDVD ウルトラヒーロー大映像図解！光の国編（ウルトラマンゼロの声）
- ウルトラキッズDVD ウルトラライバル戦士列伝！（ウルトラマンゼロの声）
- ウルトラ銀河伝説外伝 ウルトラマンゼロVSダークロプスゼロ（ウルトラマンゼロの声、ダークロプスゼロの声）
- ウルトラマンゼロ&ウルトラヒーロー 超決戦DVD（ウルトラマンゼロの声）
- ウルトラマンゼロ 激突!テクターギアブラック!!（ウルトラマンゼロの声）
- ウルトラマンゼロ THE MOVIE 超決戦!ベリアル銀河帝国（ウルトラマンゼロの声、帝国猟兵ダークロプスの声）

2011年
- ウルティメイトフォースゼロ アナザースペースアドベンチャー（ウルトラマンゼロの声）
- ウルトラマンゼロ外伝 キラー ザ ビートスター（ウルトラマンゼロの声）
- ウルトラ超付録DVD ゆけ!ウルティメイトフォースゼロ!（ウルトラマンゼロの声）
- ウルトラマン ヒットソングヒストリー（ウルトラマンゼロの声）
- ウルトラマン列伝（ウルトラマンゼロの声）

2012年
- ウルトラマンサーガ（ウルトラマンゼロの声、ウルトラマンサーガの声）
- ウルトラマンサーガ ゼロ&ウルトラ兄弟 飛び出す!ハイパーバトル!!（ウルトラマンゼロの声）
- ウルトラゼロファイト（ウルトラマンゼロの声）

2013年
- 獣電戦隊キョウリュウジャー（獰猛の戦騎Dの声）
  - 劇場版 獣電戦隊キョウリュウジャー ガブリンチョ・オブ・ミュージック（獰猛の戦騎D / デスリュウジャーの声）

- 新ウルトラマン列伝（ウルトラマンゼロの声）

2015年
- 劇場版 ウルトラマンギンガS 決戦!ウルトラ10勇士!!（ウルトラマンゼロの声）
- ウルトラマンX（ウルトラマンゼロの声）

2016年
- 劇場版 ウルトラマンX きたぞ!われらのウルトラマン（ウルトラマンゼロの声）

2017年
- 劇場版 ウルトラマンオーブ 絆の力、おかりします!（ウルトラマンゼロの声）
- ウルトラファイトオーブ 親子の力、おかりします！（ウルトラマンゼロの声）
- ウルトラマンゼロ THE CHRONICLE（ウルトラマンゼロの声）
- ウルトラマンジード（ウルトラマンゼロの声）

2018年
- 劇場版 ウルトラマンジード つなぐぜ! 願い!!（ウルトラマンゼロの声）

2019年
- ウルトラギャラクシーファイト（2019年 - 2022年、ウルトラマンゼロの声） - 3シリーズ
- ウルトラマンタイガ（ウルトラマンゼロの声）

2020年
- ウルトラマン クロニクル ZERO&GEED（ウルトラマンゼロの声）
- ウルトラマンZ（ウルトラマンゼロの声）

2021年
- ウルトラマン クロニクルZ ヒーローズオデッセイ（ウルトラマンゼロの声）

2023年
- ウルトラマン ニュージェネレーション スターズ（2023年 - 2025年、ウルトラマンゼロの声） - 2シリーズ

2024年
- ウイングマン（北倉先生 / キータクラー）

### ラジオ
※はインターネット配信。
2000年代
- 青春アドベンチャー 「バッテリー」（2000年4月17日 - 28日、NHK-FM） - 原田巧 役
- FMシアター 「ヒィ、ラブズ、ミイ」（2002年7月6日、NHK-FM）
- 朴璐美・宮野真守のポケ声ファイト!（2006年 - 2011年、文化放送）
- A&G年越し特番 チョー突猛進!カウントダウンLIVE SP（2006年 - 2007年、文化放送）
- 宮野・遊佐の鋼鉄三国志〜らじお伝〜（2007年、文化放送、鋼鉄三国志公式HP※）
- ときメモ・ステーション〜どきどきメモリアル（2007年、WEBラジ※）
- 宮野真守のランチタイム・ミュージック・トリーツ（2007年、モバイルステーションA&G）
- 愛と真守の週刊エル・カザド通信!（2007年、音泉※）
- SMILY☆SPIKYのきゃーちゃーりー!（2008年 - 2009年、WEBラジオJuscli※）
- ゴチャ・まぜっ!水曜日 ミニコーナー（2008年、MBSラジオ）
- ソレスタルステーション00（2008年、文化放送）
- 宮野・遊佐の帰ってきた鋼鉄三国志〜らじお伝〜（2008年、文化放送）
- 悪魔城ドラキュラ ラジオクロニクル「悪魔城ドラキュラX 追憶の夜想曲」（2008年8 - 11月、KONAMI STATION※） - アルカード 役
- SOULEATER RADIO 死武専共鳴放送局ソウルside（2008年 - 2009年、アニメイトTV※）
- ヴァンパイア騎士 黒主学園放送部（2008年、音泉※）
- 火曜日（2008年 - 2009年、MBSラジオ）
- 歌ラジ（2008年、クロフネZERO公式サイト※）
- おしゃべりやってまーす（2008年 - 2014年、K'z Station※）
- SMILY☆SPIKYの「なまはこっうぇ!」（2009年 - 、BBstation※）
- やきぐりバンバンコンマ1（2009年、MBSラジオ）
- ゴチャ・まぜっ!（2009年 - 2010年、MBSラジオ）

2010年代
- われらイマドキッ!〜DOKIDOKI商品研究所〜（2010年、MBSラジオ）
- 宮野真守のm-1ぐらんぷりっ!（2010年 - 2012年、東海ラジオ、KBS京都、ラジオ関西、RKBラジオ）
- ゾッコとミミメの不幸日和（2010年、OH☆TV※）
- スタードライバーラジオ 銀河美少年アワー（2010年 - 2011年、音泉※）
- パックンたまご（2010年 - 2011年、MBSラジオ）
- ラジオシアター〜文学の扉 「透明人間」（2012年9月16日・23日、TBSラジオ）
- ZET NIGHT RADIO（2012年、超!A&G+※、HiBiKi Radio Station※）
- ラジオ・ド・章樫（2012年、アニメイトTV※）
- スタードライバーラジオ THE MOVIE 帰ってきた銀河美少年アワー（2012年 - 2013年、音泉※）
- 宮野真守のRADIOアニメロミックス 〜STARRING!〜（2012年 - 2013年、文化放送）
- 浪川大輔・宮野真守の「GATCHAMAN CROWDS RADIO」（2013年、超!A&G+※、HiBiKi Radio Station※）
- スタードライバー THE MOVIE また！？帰ってきた銀河美少年アワー（2013年、音泉※）
- よ・み・き・か・せ（2014年、TOKYO FM）
- 宮野真守のRADIO SMILE（2014年 - 、文化放送）
- ガッチャマンクラウズRadio〜インサイト〜（2015年、超!A&G+※、音泉※、HiBiKi Radio Station※）
- PERSONA5 the Animation Radio“カイトーク!”（2018年 - 2019年、アニメイトタイムズ※）

### ラジオCD
- ラジオ 愛と真守の週刊エル・カザド通信! Vol.1、2
- 悪魔城ドラキュラ ラジオクロニクル（ゲスト）
- 癒されBar若本 the CD Vol.01（ゲスト）
- 12人の優しい殺し屋 side R part 2（ゲスト）
- ラジオ SMILY☆SPIKYのきゃーちゃーりー! Vol.1、2
- STEINS;GATE 未来ガジェット電波局 コミケ78特別編+ラボメン円卓会議
- ソウルイーターWebラジオ「SOUL EATER RADIO 死武専共鳴放送局」DJCD第1 - 2巻
- ソレスタルステーション00 シリーズ
  - ソレスタルステーション00 GN粒子最大散布スペシャルCD 第1 - 3巻
  - ソレスタルステーション00 GN粒子最大散布スペシャルCD全巻購入特典　ミニ座談会CD
  - ソレスタルステーション00 Newtype Original Radio CD（月刊ニュータイプ2009年4月号付録）
- DJCD テイルズリング・ヴェスペリア Comic Market 80 - 84 Limited
- DJCD「デュララジ掲示板 観察日記」（ゲストパーソナリティ）
- 智一&璐美のラジオ腐りかけ! 放送できないCD VOL.1（ゲスト）
- 智一&璐美のラジオ腐りかけ! 放送できないCD VOL.2（電話ゲスト）
- 燃焼! ネオロマンス・ライヴ HOT! 10 Count down Radio II on CD（ゲスト）
- ファミ通キャラクターズDX〜ボクらのTVゲーム〜（ゲスト）
- DJCD ラジオ☆ロデ Vol.2（ゲスト）
- DJCD「ラジオCD ZET NIGHT RADIO」
- DJCD「今井麻美・関 智一のRADIO STEINS;GATE」
- DJCD「うたの☆プリンスさまっ♪アニ店特急出張版2013夏」
- DJCD「TVアニメ Free!ラジオCD イワトビちゃんねる Vol.1 - 2」（ゲスト）
- DJCD「カーニヴァルRadio -SPECIAL RECORD- ACT1」

### ナレーション
- 裏切りは僕の名前を知っている オリジナル・ドラマCD3（TVCM）
- 月刊ニュータイプ（TVCM）
- 機動戦士ガンダム00放送開始告知（TVCM）
- 機動戦士ガンダム00DVD&Blu-ray Disc発売告知（TVCM、ラジオCM）
- 機動戦士ガンダム00 -天使たちの軌跡-
- 機動戦士ガンダム00 スペシャル・エディション
- ジャンプフェスタ2009 スクウェア・エニックス クローズドメガシアター上映アナウンス
- STAR DRIVER 輝きのタクトDVD&Blu-ray Disc発売告知（TVCM）
- 地球バス紀行（2016年、BS-TBS[473]）
- デュラララ!!CMナレーション第3弾（紀田正臣ver.）
- ニュータイプロマンス（TVCM）
- 鋼の錬金術師 FULLMETAL ALCHEMIST 第二期放送告知ナレーション（TVCM）
- ヤングガンガン（TVCM）
- ユニバーサル・スタジオ・ジャパン ミニオン・パーク「ミニオン・ハチャメチャ・ライド」ナレーション[474]
- NHKニュースおはよう日本特集「朝ごはんの現場」ナレーション[475]
- 文豪ストレイドッグス
  - TVアニメ 文豪ストレイドッグス Blu-ray&DVD告知CM第一弾
  - ビーンズ文庫 文豪ストレイドッグス CM
  - 角川コミックス・エース 文豪ストレイドッグスCM第四弾
  - TVアニメ 文豪ストレイドッグス キャラクターソングミニアルバムCM
- 海外出張オトモシマス！
- 究極の男は誰だ!? 最強アスリート元日決戦！[476]
- JRAオリジナルムービー「騎乗戦士ガンダムJRA -BEYOND THE TURF-」[477]
- 東京喰種 トーキョーグール【S】 主題歌予告90秒[478]
- スパイダーマン:ファー・フロム・ホーム 15秒予告、30秒予告[479]

### CM
- 西友大市
- 大怪獣バトル ウルトラ銀河伝説 THE MOVIEコメント入りTVスポット
- ホンダ・ステップワゴンスパーダ（ウルトラマンゼロの声）
- ワールド・デストラクションニュース
- 恋愛上等☆イケメン学園 for GREE
- Mobage 夢幻戦紀ドラゴノア
- カゴメ野菜生活（声の出演）
- マクドナルド2019秋「三角チョコパイ」（声の出演、寺島拓篤と共演）
- シオノギヘルスケア「パイロンPLシリーズ」2019[480]
- Prime Video 「なんで？プライムビデオ篇」「そーなの？プライムビデオ篇」[481]
- サントリー「金麦 × 女神の教室〜リーガル青春白書〜」コラボCM[482]
- 味の素「バンバンドンドン篇」[483]

### テレビドラマ
1990年代
- 3年B組金八先生第4シリーズ（1995年、足達勝司）
- 刑事追う!（1996年、不良中学生）
- ニュースの女（1998年、山下裕介）
- 3年B組金八先生スペシャルIX（1998年）

2000年代
- 手塚治虫劇場 I（2000年）
- 喪服のランデヴー（2000年）
- 盲導犬クイールの一生（2003年）
- マグロ☆ボーイズ 築地市場純情物語（2004年）
- ザ・クイズショウ（2008年、真中タダオ）

2010年代
- ゆうべはお楽しみでしたね（2018年、大仁田）

2020年代
- テレビ演劇 サクセス荘2（2020年、ナレーション）
- 半沢直樹（2020年、金融庁・古谷）
- DCU（2022年、野田浩正）
- 石子と羽男-そんなコトで訴えます?-（2022年、丹澤文彦）
- 君の花になる（2022年、添木ケンジ）
- 女神の教室〜リーガル青春白書〜（2023年、横溝太一）
- 連続テレビ小説 らんまん（2023年、早川逸馬）
- 転職の魔王様（2023年、八王子道正）
- 大奥 Season2「幕末編」（2023年、黒木源一郎）
- 霊験お初〜震える岩〜（2024年、小野重明）

### Webドラマ
- 見逃し三姉妹（2014年、レグザの声[497]）
- U.F.O.たべタイムリープ（2020年[498]、ミヤノ、ゾンビA・B・Cの声、宇宙人の声）

### 実写映画
1990年代
- 水の旅人 侍KIDS（1993年、ラジコンを操縦する少年）

2000年代
- 映画 テニスの王子様（2006年、柳蓮二）
- キラキラMOVIES（2009年）
  - 2STEPS!（藤倉友介） - 友情出演
  - 花ゲリラ（田畑） - 友情出演
  - 新宿区歌舞伎町保育園（達也）

2010年代
- Wonderful World（2010年、片山誠志）
- 神☆ヴォイス（2011年、浅井奏）
- 亜人（2017年、永井圭のIBMの声、ナレーション）

2020年代
- 九十歳。何がめでたい（2024年、倉田拓也）
- パリピ孔明 THE MOVIE（2025年、MC・マモ）

### 舞台・ミュージカル
- アンラッキー・デイズ（2007年） - ノムラ 役
- QUICK DRAW （2007年） - テンカウントジョー 役
- 銀河鉄道の夜（2008年8月） - 先生（声の出演） 役
- 鋼鉄三国志歌劇舞台〜深紅の魂よみがえりしとき〜（2008年6月、ゆうぽうとホール） - 陸遜伯言 役
- ガーネットオペラ（2010年、シアタークリエ） - 明智光秀 役
- 戯伝写楽－その男、十郎兵衛－（2011年） - 斎藤十郎兵衛 役
- ウルトラマンプレミア2011（2011年） - モロボシ・シン 役
- KREVAの新しい音楽劇 最高はひとつじゃない2011（2011年） - 昌彦 役
- 真田十勇士 〜ボクらが守りたかったもの 〜（2011年） ※声の出演のみ
- アトリエ・ダンカンプロデュース 音楽×ダンス×朗読 観る朗読劇 100歳の少年と12通の手紙（2012年） - オスカー 役
- KREVAの新しい音楽劇 最高はひとつじゃない2014 （2014年） - 昌彦 役 ※井出卓也とのWキャスト
- スクルージ 〜クリスマス・キャロル〜 - ピーター 役
- 朗読劇 LOVE LETTERS 2013 Whiteday Special（2013年）
- 両国国技館座長公演“水樹奈々大いに唄う 参”「光圀-meet, come on!-」（2013年3月3日、両国国技館、シロガネ 役）
- コルチャック先生
- ミュージカル・テニスの王子様（不動峰中：石田鉄 / 玉林中：泉 役）
  - ミュージカル『テニスの王子様』Remarkable 1st Match 不動峰
  - ミュージカル『テニスの王子様』in winter 2004-2005 side 不動峰 〜special match〜
  - ミュージカル『テニスの王子様』コンサート Dream Live 2nd
  - ミュージカル『テニスの王子様』The Imperial Match 氷帝学園 in winter 2005-2006
  - ミュージカル『テニスの王子様』コンサート Dream Live 4th
  - ミュージカル『テニスの王子様』コンサート Dream Live 5th
  - ミュージカル『テニスの王子様』コンサート Dream Live 7th（日替わりゲスト）
  - ミュージカル『テニス王子様』10周年記念コンサート Dream Live 2013（2013年） ※スペシャルゲスト
- アドリブ（AD-LIVE）2014（2014年）
- ノブナガ・ザ・フール - オダ・ノブナガ 役
  - 第1回公演 act.1〜乱の胎動〜（2013年）
  - 第2回公演 act.2〜乱の恋人〜（2014年）
  - 第3回公演 act.3〜最後の晩餐〜（2014年）
- シーラカンスプロデュース Vol.2 リーディング×コンテンポラリーダンス公演 『W･シェイクスピア HUMAN』（2014年10月、下北沢 本多劇場） - マクベス 役
- 王家の紋章（2016年8月、2017年4月 - 5月、帝国劇場） - イズミル王子 役
- ONWARD presents「劇団☆新感線『髑髏城の七人』Season月 Produced by TBS」<下弦の月>（2017年11月 - 2018年2月、IHIステージアラウンド東京） - 捨之介 役[503]
- ミュージカル「ウエスト・サイド・ストーリー」Season1（2019年11月 - 2020年1月、IHIステージアラウンド東京） - トニー 役[504]
- プレミア音楽朗読劇 VOICARION VII「龍馬のくつ」（2020年2月、シアタークリエ） - 坂本龍馬 役
- 「ヴィレッヂプロデュース 2020 Series Another Style『カチカチ山』太宰 治 著『お伽草紙』より」（2020年10月、東京建物 Brillia HALL）[505]
- みきくらのかい第⼆回公演リーディング 「怪談贋⽫屋敷」（2020年12月、日本教育会館 一ツ橋ホール）[506]
- ミュージカル「ウェイトレス」（2021年3月 - 5月、日生劇場ほか） - ポマター医師 役[507]
- 劇団☆新感線 42周年興行 春公演 いのうえ歌舞伎『神州無頼街』（2022年3月17日 - 29日、オリックス劇場 / 4月9日 - 12日、富士市文化会館ロゼシアター 大ホール / 4月26日 - 5月28日、東京建物Brillia HALL） - 草臥 役[508]
- 音楽朗読劇READING HIGH 5周年記念公演『YOUNG WIZARDS〜Story from蘆屋道満大内鑑〜』（2022年9月30日・10月1日、パシフィコ横浜　国立大ホール） - 安倍晴明 役
- 朗読劇「はじめての」（2023年1月、よみうり大手町ホール）
- スジナシシアター vol.16 in 浅草公会堂（2023年2月、浅草公会堂）
- ミュージカル『ジョジョの奇妙な冒険 ファントムブラッド』（2024年2月12日 - 28日〈予定〉、帝国劇場 / 3月26日 - 30日〈予定〉、札幌文化芸術劇場 hitaru / 4月9日 - 14日〈予定〉、兵庫県立芸術文化センター KOBELCO 大ホール） - ディオ・ブランドー 役[509][510]

### テレビ番組
| 期間          | 期間           | 番組名                                        | 役職                                                                | 備考                                                                                        |
| ------------- | -------------- | --------------------------------------------- | ------------------------------------------------------------------- | ------------------------------------------------------------------------------------------- |
| 2017年5月4日  | 2021年11月23日 | おげんさんといっしょ（NHK総合）               | 『おげんさんちのねずみ』役および『雅マモル』役                      | 同番組関連企画として第69回・第70回NHK紅白歌合戦にも出演                                     |
| 2018年12月4日 | 2018年12月25日 | めざましテレビ（フジテレビ）                  | マンスリーエンタメプレゼンター                                      | 月4回でいずれも火曜日に出演、声優界で初めての同番組にてマンスリーエンタメプレゼンターを担当 |
| 2023年1月26日 | 2023年12月28日 | ぐるぐるナインティナイン（日本テレビ）        | 番組コーナー『グルメチキンレース・ゴチになります!24』レギュラー出演 |                                                                                             |
| 2023年2月3日  | 2023年2月3日   | A-Studio（TBSテレビ）                         | 放送ゲスト出演                                                      |                                                                                             |
| 2023年3月7日  | 2023年3月7日   | ぽかぽか（フジテレビ）                        | 番組コーナー『ぽいぽいトーク』ゲスト出演                            |                                                                                             |
| 2023年4月28日 | 2023年4月28日  | あさイチ（NHK総合）                           | プレミアムトークゲスト出演                                          |                                                                                             |
| 2024年11月1日 | 2024年11月1日  | 高見沢俊彦の美味しい音楽 美しいメシ（BS朝日） | ゲスト出演                                                          |                                                                                             |

### 映像商品
- 『アドリブ（AD-LIVE）2014』〜第3巻〜
- 妖狐×僕SS〜シークレットなサービスなんて し、しないんだからね!〜
- ヴァンパイア騎士聖ショコラトルナイト
- ガンダム00 Festival 2009-2010 “A trailer for the trailblazer”
- GUNDAM BIG EXPOスペシャルステージ ベストセレクション
- キラキラACTORS TV Vol.5 宮野真守・兼崎健太郎
- 金色のコルダ シリーズ
  - ネオロマンス♥フェスタ 金色のコルダ 〜primo passo〜 星奏学院祭
  - ネオロマンス♥フェスタ 金色のコルダ 星奏学院祭2
  - ネオロマンス♥フェスタ 金色のコルダ 星奏学院祭3
  - ネオロマンス・フェスタ 金色のコルダ 星奏学院祭 DVD-BOX
  - 金色のコルダ 〜primavera 3〜 grand finale
- 「黒執事 Book of Circus／Murder」New Year's Party 〜その執事、賀正〜
- 鋼鉄三国志 集え!呉下の駿馬たち 〜熱き風のもとへ〜（CD 鋼鉄三国志 ベストアルバム付属）
- 鋼鉄三国志歌劇舞台〜深紅の魂よみがえりしとき〜
- しろくまカフェ〜七夕だよ！笹に願いを！〜
- スカーレッドライダーゼクス TANABATA GIG 2012 黄金の織姫たちへ
- STAR DRIVER 輝きのタクト 銀河美少年フェスタ 2011 春
- STORM LOVER 夏恋嵐
- STORM LOVERシリーズ合同バカップル祭
- 第二回声優アワード 永久保存版オフィシャルDVD 〜授賞式から舞台裏まで 受賞者たちの感動記〜
- DEAR My MOM!! 〜ホップ★ステップ★ライブ!〜
- テイルズ オブ フェスティバル 2009・2012・2013
- 電撃文庫 秋冬の陣 de デュラララヴァーズ in 中野
- DOG DAYS イベント
  - フロニャ祭2011・2012・2015
- 東京喰種イベント
- 七つの大罪FES　マイハマ喧嘩祭り／大☆団☆円-グランドフィナーレ-
- 浪川大輔のヤバい!たのしくなってきちゃった! Vol.1・2
- Newtype 2008年4月号 特別付録オリジナルDVD（Gフェスティバル2008の映像収録）
- ネオロマンスシリーズ
  - ネオロマンス♥アラモード3
  - ネオロマンス♥ライブ 2007 Summer
  - ネオロマンス♥ライヴ 2008 Summer
  - ネオロマンス♥15thアニバーサリー
- 鋼の錬金術師 Festival '09
- Free!-Eternal Summer-スペシャルイベント 岩鳶・鮫柄 合同文化祭
- ミュージカル・テニスの王子様 シリーズ（石田鉄）
  - ミュージカル テニスの王子様 Remarkable 1st Match 不動峰
  - ミュージカル テニスの王子様 in winter 2004-2005 side 不動峰 〜special match〜
  - ミュージカル テニスの王子様 コンサート Dream Live 2nd
  - ミュージカル テニスの王子様 The Imperial Match 氷帝学園
  - ミュージカル テニスの王子様 コンサート Dream Live 4th
  - ミュージカル テニスの王子様 コンサート Dream Live 5th
  - ミュージカル テニスの王子様 コンサート Dream Live 7th（日替わりゲスト）
- ムシブギョー〜常住宴陣〜
- 星空のコミックガーデン おいでよ!コミット2009春
- ライブ うたの☆プリンスさまっ♪マジLOVELIVE1000%
- ライブ うたの☆プリンスさまっ♪ マジLOVELIVE1000% 2nd STAGE
- ライブ うたの☆プリンスさまっ♪ マジLOVELIVE 3rd STAGE
- ライブ うたの☆プリンスさまっ♪ マジLOVELIVE 4th STAGE
- ライブ うたの☆プリンスさまっ♪ マジLOVELIVE 5th STAGE
- ライブ うたの☆プリンスさまっ♪ マジLOVELIVE 6th STAGE
- ライブ うたの☆プリンスさまっ♪ マジLOVELIVE 7th STAGE
- うたの☆プリンスさまっ♪ ST☆RISHファンミーティング Welcome to ST☆RISH world!!
- Lucian Bee's LIVE DVD ROMANXIA WORLD TOUR 2010 in YOKOHAMA
- 恋華の宴・寿
- 文豪ストレイドッグス Blu-ray & DVD特典
  - 「ようこそ！上村探偵社へ」1巻、5巻
  - 「ストレイドッグに乾杯」前後編（7巻、8巻）

### 玩具
- ウルトラシリーズ（ウルトラマンゼロ）
  - サウンドウルトラシティDX 銀河決戦!ウルトラマンゼロVSウルトラマンベリアル
  - サウンドバトルDX 激闘!実況!ウルトラマンゼロ
  - ドラマチックサウンドDX ウルトラマンゼロ
  - おしえてウルトラマン
  - あそべる図鑑 ウルトラPAD ZERO
  - ウルトラマンジード DXウルトラゼロアイNEO
  - ウルトラマンジード DXウルトラゼロアイNEO スペシャルver.
  - ウルトラレプリカ ウルトラゼロアイ&ウルトラゼロブレスレット[515]
  - ウルトラレプリカ ウルティメイトブレスレット[516]
  - ウルトラレプリカ ウルトラゼロアイNEO
  - ウルトラレプリカ ゼロスラッガー
  - ウルトラレプリカ ウルトラゼロアイ 15thAnniversary Edition
  - ウルトラレプリカ ウルティメイトブレスレット -DAMAGE EDITION-
  - ウルトラマンジード ウルトラレプリカ ジードライザー
  - サウンド×アクション 叫ぶ!ウルトラマンゼロ
  - DXアークキューブPremium ニュージェネレーションスターズセット01
  - DXウルティメイトブレスレット&ニュージェネブローチ
- サウンドロップシリーズ（刹那・F・セイエイ）
  - サウンドロップコンパクト 機動戦士ガンダム00
  - サウンドロップコンパクト 機動戦士ガンダム00 セカンドシーズン
- Voice I-doll シリーズ（刹那・F・セイエイ）
  - Voice I-doll ちびボイス 機動戦士ガンダム00
  - Voice I-doll ちびボイス 機動戦士ガンダム00 2nd Season
  - Voice I-doll ちびボイス 機動戦士ガンダム00 2nd Season vol.2
  - Voice I-doll ニュータイプオリジナルちびボイス 機動戦士ガンダム00  ※ニュータイプ2008年4月号、2009年4月号応募者全員サービス

### パチンコ・パチスロ
- CR交響詩篇エウレカセブン（2009年、ムーンドギー）
- パチスロ交響詩篇エウレカセブン（2009年、ムーンドギー）
- パチスロ ドラゴノーツ -ザ・レゾナンス-（2011年、アーシム・ジャマール）
- P SHOW BY ROCK!!（2019年、シュウ☆ゾー）
- P甲鉄城のカバネリ（2021年、天鳥美馬）

### その他コンテンツ
- EZナビウォーク「8つのドキドキナビデート作戦」
- 愛しの守護臣（2013年）水野時人
- ヴァンパイア騎士 黒主学園ボイスクロック（2008年、LaLa 2008年7月号応募者全員サービス）錐生零
- うたの☆プリンスさまっ♪ マジLOVE1000% ボイスアラームクロック（一ノ瀬トキヤ）
- うたの☆プリンスさまっ♪ ホワイトデーCDセット（一ノ瀬トキヤ）
- エンバーミング（レイス＝アレン）※ジャンプフェスタ'08のステージにて
- 桜蘭高校ホスト部「ボイスカード」（須王環）※LaLa 2007年9・10月号応募者全員サービス
- 聴く星新一（2008年、携帯コンテンツ）
- じょいまも（2012年 - ）
- 朴璐美・宮野真守のポケ声ファイト!　オリジナル目覚まし時計
- 朴璐美・宮野真守のポケ声ファイト!「先、スベっときます」お真守り
- MAPLUS＋（2016年、ポータブルナビ）岡部倫太郎[517]
- きせかえ音楽プレイヤー 宮野真守応援パック（2016年 - 2019年）
- 星野源 Live Tour 2017『Continues』（2017年5月 - 9月、ライブ）J-POP
- うらみちお兄さん 3巻発売記念PV（2019年）蛇賀池照[518]
- ボイス 110緊急指令室 副音声的PR（2019年）[519]
- ウルトラマンゼット&ゼロ ボイスドラマ（2020年）ウルトラマンゼロの声[520]
- 山里・宮野のリモートお忍び旅〜世界に伝えたい日本の魅力〜（2020年）

## ディスコグラフィ

### シングル
|      | 発売日         | タイトル             | 規格品番  | オリコン 最高位 |
| ---- | -------------- | -------------------- | --------- | --------------- |
| ※    | 2007年5月23日  | 久遠                 | GBCM-24   | 47位            |
| 1st  | 2008年6月4日   | Discovery            | KICM-1236 | 24位            |
| 2nd  | 2008年12月3日  | …君へ                | KICM-1257 | 18位            |
| 3rd  | 2009年7月29日  | J☆S                  | KICM-1283 | 22位            |
| 4th  | 2009年10月21日 | REFRAIN              | KICM-1293 | 24位            |
| 5th  | 2010年12月8日  | ヒカリ、ヒカル       | KICM-1324 | 20位            |
| 6th  | 2011年7月13日  | オルフェ             | KICM-1344 | 10位            |
| 7th  | 2011年11月16日 | DREAM FIGHTER        | KICM-1369 | 15位            |
| 8th  | 2012年11月14日 | ULTRA FLY            | KICM-1416 | 13位            |
| 9th  | 2013年4月10日  | カノン               | KICM-1439 | 3位             |
| 10th | 2014年2月19日  | NEW ORDER            | KICM-1495 | 12位            |
| 11th | 2014年11月12日 | BREAK IT!            | KICM-1547 | 12位            |
| 12th | 2015年4月15日  | シャイン             | KICM-1584 | 3位             |
| 13th | 2016年1月27日  | HOW CLOSE YOU ARE    | KICM-1648 | 7位             |
| 14th | 2016年5月11日  | SHOUT!               | KICM-1666 | 12位            |
| 15th | 2016年10月12日 | テンペスト           | KICM-1718 | 5位             |
| 16th | 2016年10月12日 | The Birth            | KICM-1719 | 9位             |
| 17th | 2019年5月29日  | アンコール           | KICM-1947 | 8位             |
| 18th | 2020年1月29日  | LAST DANCE           | KICM-2027 | 8位             |
| 19th | 2020年4月22日  | 光射す方へ           | KICM-2044 | 5位             |
| 20th | 2020年12月9日  | ZERO to INFINITY     | KICM-2068 | 10位            |
| 21st | 2021年5月26日  | 透明                 | KICM-2087 | 15位            |
| 22nd | 2021年7月7日   | Dream on             | KICM-2094 | 12位            |
| 23rd | 2023年4月26日  | Quiet explosion      | KICM-2127 | 16位            |
| 24th | 2023年12月13日 | Sing a song together | KICM-2145 | 12位            |
| 25th | 2024年7月24日  | The Battle           | KICM-2154 | 17位            |
| 26th | 2024年12月11日 | DRESSING             | KICM-2162 | 15位            |

### アルバム
|       | 発売日        | タイトル          | 規格品番   | 規格品番   | 規格品番  | オリコン 最高位 |
| CD+BD | 発売日        | タイトル          | CD+DVD     | CD         |           | オリコン 最高位 |
| ----- | ------------- | ----------------- | ---------- | ---------- | --------- | --------------- |
| 1st   | 2009年3月11日 | BREAK             |            | KICS-91453 | KICS-1453 | 20位            |
| 2nd   | 2010年8月4日  | WONDER            | KICS-91565 | KICS-1565  | 20位      |                 |
| 3rd   | 2012年4月18日 | FANTASISTA        | KICS-91759 | KICS-1759  | 4位       |                 |
| 4th   | 2013年9月18日 | PASSAGE           | KICS-91964 | KICS-1964  | 6位       |                 |
| 5th   | 2015年9月16日 | FRONTIER          | KICS-93258 | KICS-93259 | KICS-3258 | 3位             |
| 6th   | 2017年8月2日  | THE LOVE          | KICS-93504 | KICS-93505 | KICS-3504 | 6位             |
| 7th   | 2022年11月2日 | THE ENTERTAINMENT | KICS-94084 | KICS-94085 | KICS-4084 | 6位             |

|       | 発売日       | タイトル                            | 規格品番     | 規格品番     | 規格品番    | オリコン 最高位 |
| CD+BD | 発売日       | タイトル                            | CD+DVD       | CD           |             | オリコン 最高位 |
| ----- | ------------ | ----------------------------------- | ------------ | ------------ | ----------- | --------------- |
| 1st   | 2018年6月8日 | MAMORU MIYANO presents M&M THE BEST | KICS-93711/2 | KICS-93713/4 | KICS-3711/2 | 5位             |

### 配信楽曲
| 配信開始日    | タイトル                    | 備考                                                            |
| ------------- | --------------------------- | --------------------------------------------------------------- |
| 2008年11月1日 | nocturne 〜piece of heart〜 | レコチョクにて配信開始                                          |
| 2018年4月8日  | そっと溶けてゆくように      | ダウンロード型、サブスクリプション型、ハイレゾ音源の3種類で配信 |
| 2019年2月2日  | ぼくはヒーロー              | ダウンロード型、サブスクリプション型の2種類で配信               |
| 2022年8月1日  | EVERLASTING/ジャーニー      | ダウンロード型、サブスクリプション型の2種類で配信               |
| 2023年1月16日 | Invincible Love             | ダウンロード型、サブスクリプション型の2種類で配信               |
| 2023年8月23日 | Sing a song together        | ダウンロード型、サブスクリプション型の2種類で配信               |

### タイアップ曲
| 楽曲                            | タイアップ | 時期   |
| ------------------------------- | --- | ------ |
| 久遠                            | テレビアニメ『鋼鉄三国志』エンディングテーマ                                                                   | 2007年 |
| Discovery                       | ゲーム『ふしぎ遊戯 朱雀異聞』オープニングテーマ                                                                | 2008年 |
| nocturne 〜piece of heart〜     | 舞台『鋼鉄三国志 歌劇舞台〜深紅の魂よみがえりしとき〜』劇中歌                                                  | 2008年 |
| BE                              | BS-i『iしたい』テーマソング                                                                                    | 2009年 |
| BE                              | TBS系『アナCAN』エンディング                                                                                   | 2009年 |
| J☆S                             | TBS系『カード学園』エンディングテーマ                                                                          | 2009年 |
| REFRAIN                         | 日本テレビ系『音楽戦士 MUSIC FIGHTER』10月パワープレイ曲                                                       | 2009年 |
| 蒼ノ翼                          | ゲーム『うたの☆プリンスさまっ♪』テーマソング                                                                   | 2009年 |
| Splash Blue -WONDERING LIL MIX- | ラジオ『宮野真守のm-1ぐらんぷりっ!』オープニングテーマ                                                         | 2010年 |
| トロイメライ                    | ラジオ『宮野真守のm-1ぐらんぷりっ!』エンディングテーマ                                                         | 2010年 |
| My World                        | ラジオ『宮野真守のm-1ぐらんぷりっ!』エンディングテーマ                                                         | 2010年 |
| ヒカリ、ヒカル                  | 日本テレビ系『ハッピーMusic』12月パワープレイ曲                                                                | 2010年 |
| オルフェ                        | テレビアニメ『うたの☆プリンスさまっ♪ マジLOVE1000%』オープニングテーマ                                         | 2011年 |
| STAND UP SOUL                   | ラジオ『宮野真守のm-1ぐらんぷりっ!』オープニングテーマ                                                         | 2011年 |
| MOONLIGHT                       | ラジオ『宮野真守のm-1ぐらんぷりっ!』エンディングテーマ ラジオ『宮野真守のRADIO SMILE』エンディングテーマ       | 2011年 |
| DREAM FIGHTER                   | 特撮テレビドラマ『ウルトラマン列伝』主題歌                                                                     | 2011年 |
| innocence                       | ゲーム『うたの☆プリンスさまっ♪ Debut』テーマソング                                                             | 2011年 |
| EGOISTIC                        | TBS系『マツコの知らない世界』エンディングテーマ                                                                | 2012年 |
| Burning Point                   | ラジオ『宮野真守のm-1ぐらんぷりっ!』オープニングテーマ                                                         | 2012年 |
| Beautiful Life                  | ラジオ『宮野真守のm-1ぐらんぷりっ!』エンディングテーマ                                                         | 2012年 |
| ULTRA FLY                       | 特撮テレビドラマ『ウルトラマン列伝』主題歌                                                                     | 2012年 |
| IT'S THE TIME                   | ラジオ『宮野真守のRADIOアニメロミックス 〜STARRING!〜』オープニングテーマ                                      | 2012年 |
| GOLDEN NIGHT                    | ラジオ『宮野真守のRADIOアニメロミックス 〜STARRING!〜』エンディングテーマ                                      | 2012年 |
| カノン                          | テレビアニメ『うたの☆プリンスさまっ♪ マジLOVE2000%』オープニングテーマ                                         | 2013年 |
| THANK YOU                       | ラジオ『宮野真守のRADIOアニメロミックス 〜STARRING!〜』オープニングテーマ                                      | 2013年 |
| FOREVER LULLABY                 | ラジオ『宮野真守のRADIOアニメロミックス 〜STARRING!〜』エンディングテーマ                                      | 2013年 |
| UNSTOPPABLE                     | ラジオ『宮野真守のRADIOアニメロミックス 〜STARRING!〜』オープニングテーマ                                      | 2013年 |
| passage,                        | ラジオ『宮野真守のRADIOアニメロミックス 〜STARRING!〜』エンディングテーマ                                      | 2013年 |
| NEW ORDER                       | テレビアニメ『うーさーのその日暮らし 覚醒編』主題歌 ラジオ『宮野真守のRADIO SMILE』オープニングテーマ          | 2014年 |
| Happy Happy Birthday            | ラジオ『宮野真守のRADIO SMILE』エンディングテーマ                                                              | 2014年 |
| 覚醒エタニティ                  | ゲーム『妖かし恋戯曲』主題歌                                                                                   | 2014年 |
| BREAK IT!                       | テレビアニメ『カードファイト!! ヴァンガードG』オープニングテーマ                                               | 2014年 |
| Magic                           | ラジオ『宮野真守のRADIO SMILE』オープニングテーマ                                                              | 2014年 |
| Marshma llow Love               | ラジオ『宮野真守のRADIO SMILE』エンディングテーマ                                                              | 2014年 |
| VOICE                           | ゲーム『プリンス・オブ・ストライド』主題歌                                                                     | 2014年 |
| シャイン                        | テレビアニメ『うたの☆プリンスさまっ♪ マジLOVEレボリューションズ』オープニングテーマ                            | 2015年 |
| TRANSFORM                       | ラジオ『宮野真守のRADIO SMILE』オープニングテーマ                                                              | 2015年 |
| Be Mine                         | ラジオ『宮野真守のRADIO SMILE』エンディングテーマ                                                              | 2015年 |
| Evolve                          | ラジオ『宮野真守のRADIO SMILE』オープニングテーマ                                                              | 2015年 |
| Can't Ever Let You Go           | ラジオ『宮野真守のRADIO SMILE』エンディングテーマ                                                              | 2015年 |
| HOW CLOSE YOU ARE               | テレビアニメ『亜人』エンディングテーマ                                                                         | 2016年 |
| BLACK OR WHITE                  | ラジオ『宮野真守のRADIO SMILE』オープニングテーマ                                                              | 2016年 |
| Crazy Wonder Night              | ラジオ『宮野真守のRADIO SMILE』エンディングテーマ                                                              | 2016年 |
| SHOUT!                          | テレビアニメ『カードファイト!! ヴァンガードG ストライドゲート編』オープニングテーマ                            | 2016年 |
| RINNE                           | ラジオ『宮野真守のRADIO SMILE』エンディングテーマ                                                              | 2016年 |
| UPSIDE DOWN                     | ラジオ『宮野真守のRADIO SMILE』オープニングテーマ                                                              | 2016年 |
| テンペスト                      | テレビアニメ『うたの☆プリンスさまっ♪ マジLOVEレジェンドスター』オープニングテーマ                              | 2016年 |
| Sugar,Sugar                     | ラジオ『宮野真守のRADIO SMILE』オープニングテーマ                                                              | 2016年 |
| The Birth                       | 劇場アニメ『亜人 -衝戟-』主題歌                                                                                | 2016年 |
| Gravity                         | ラジオ『宮野真守のRADIO SMILE』エンディングテーマ                                                              | 2016年 |
| EVER LOVE                       | ラジオ『宮野真守のRADIO SMILE』オープニングテーマ                                                              | 2017年 |
| POWER OF LOVE                   | ラジオ『宮野真守のRADIO SMILE』エンディングテーマ                                                              | 2017年 |
| そっと溶けてゆくように          | テレビアニメ『デビルズライン』エンディングテーマ                                                               | 2018年 |
| EXCITING!                       | ラジオ『宮野真守のRADIO SMILE』オープニングテーマ                                                              | 2018年 |
| ぼくはヒーロー                  | 音楽番組『みんなのうた』2019年2-3月度使用曲                                                                    | 2019年 |
| アンコール                      | 劇場アニメ『劇場版 うたの☆プリンスさまっ♪ マジLOVEキングダム』主題歌                                           | 2019年 |
| LAST DANCE                      | テレビアニメ『虚構推理』エンディングテーマ                                                                     | 2020年 |
| 光射す方へ                      | テレビアニメ『あひるの空』エンディングテーマ                                                                   | 2020年 |
| ZERO to INFINITY                | Webドラマ『ウルトラギャラクシーファイト 大いなる陰謀』主題歌 ラジオ『宮野真守のRADIO SMILE』オープニングテーマ | 2020年 |
| Beautiful Doll                  | テレビアニメ『Levius -レビウス-』エンディングテーマ ラジオ『宮野真守のRADIO SMILE』エンディングテーマ          | 2021年 |
| 透明                            | 劇場アニメ『劇場版 Fate/Grand Order -神聖円卓領域キャメロット- 後編 Paladin; Agateram』主題歌                  | 2021年 |
| Dream on                        | テレビアニメ『うらみちお兄さん』エンディングテーマ                                                             | 2021年 |
| EVERLASTING                     | ゲーム『鋼の錬金術師 MOBILE』主題歌                                                                            | 2022年 |
| ジャーニー                      | テレビアニメ『うたの☆プリンスさまっ♪ マジLOVEスターリッシュツアーズ 〜旅の始まり〜』主題歌                     | 2022年 |
| Invincible Love                 | テレビアニメ『虚構推理 Season2』エンディングテーマ                                                             | 2023年 |
| Quiet explosion                 | テレビアニメ『THE MARGINAL SERVICE』オープニングテーマ                                                         | 2023年 |
| The Battle                      | テレビアニメ『現代誤訳』オープニングテーマ                                                                     | 2024年 |

### 映像作品
|    | 発売日         | タイトル                                             | 規格品番    | 規格品番    | オリコン 最高位 | オリコン 最高位 |
| BD | 発売日         | タイトル                                             | DVD         | BD          | DVD             |                 |
| -- | -------------- | ---------------------------------------------------- | ----------- | ----------- | --------------- | --------------- |
| 1  | 2010年3月10日  | MAMORU MIYANO LIVE TOUR 2009 〜SMILE & BREAK〜       | KIXM-62     | KIBM-233/4  | 55位            | 20位            |
| 2  | 2011年4月27日  | MAMORU MIYANO LIVE TOUR 2010 〜WONDERING!〜          | KIXM-64/5   | KIBM-273/4  | 54位            | 37位            |
| 3  | 2012年8月22日  | MAMORU MIYANO LIVE TOUR 2011-12 〜FIGHT & STAND〜    | KIXM-60/1   | KIBM-327/8  | 15位            | 35位            |
| 4  | 2013年6月8日   | MAMORU MIYANO LIVE TOUR 2012-13 〜BEGINNING!〜       | KIXM-92/3   | KIBM-361/2  | 3位             | 17位            |
| 5  | 2014年4月23日  | MAMORU MIYANO SPECIAL LIVE 2013 〜TRAVELING!〜       | KIXM-157/8  | KIBM-424/5  | 12位            | 18位            |
| 6  | 2015年1月28日  | MAMORU MIYANO LIVE TOUR 2014 〜WAKENING!〜           | KIXM-183/4  | KIBM-481/2  | 2位             | 12位            |
| 7  | 2015年11月18日 | MAMORU MIYANO LIVE TOUR 2015 〜AMAZING!〜            | KIXM-210/1  | KIBM-526/7  | 5位             | 11位            |
| 8  | 2016年6月8日   | MAMORU MIYANO LIVE TOUR 2015-16 〜GENERATING!〜      | KIXM-234/5  | KIBM-574/5  | 4位             | 6位             |
| 9  | 2017年6月14日  | MAMORU MIYANO LIVE TOUR 2016 〜MIXING!〜             | KIXM-279/80 | KIBM-655/6  | 1位             | 6位             |
| 10 | 2018年3月21日  | MAMORU MIYANO LIVE TOUR 2017 〜LOVING!〜             | KIXM-313/4  | KIBM-705/6  | 6位             | 14位            |
| 11 | 2018年12月26日 | MAMORU MIYANO ARENA LIVE TOUR 2018 〜EXCITING!〜     | KIXM-350/1  | KIBM-763/4  | 3位             | 13位            |
| 12 | 2020年4月22日  | MAMORU MIYANO ASIA LIVE TOUR 2019 〜BLAZING!〜       | KIXM-427/8  | KIBM-843/4  | 2位             | 11位            |
| 13 | 2021年5月26日  | MAMORU MIYANO STUDIO LIVE 〜STREAMING!〜             | KIXM-455    | KIBM-875    | 14位            | 15位            |
| 14 | 2022年3月9日   | MAMORU MIYANO COMEBACK LIVE 2021 〜RELIVING!〜       | KIXM-491/2  | KIBM-907/8  | 5位             | 14位            |
| 15 | 2023年5月31日  | MAMORU MIYANO ARENA LIVE TOUR 2022 〜ENTERTAINING!〜 | KIXM-540/1  | KIBM-965/6  | 4位             | 9位             |
| 16 | 2024年3月20日  | MAMORU MIYANO LIVE TOUR 2023 〜SINGING!〜            | KIXM-580/1  | KIBM-1101/2 |                 |                 |
| 17 | 2025年6月4日   | MAMORU MIYANO LIVE TOUR 2024-2025 〜DRESSING!〜      | KIXM-625/6  | KIBM-1137/8 |                 |                 |

|    | 発売日        | タイトル                             | 規格品番   | 規格品番    | オリコン 最高位 | オリコン 最高位 |
| BD | 発売日        | タイトル                             | DVD        | BD          | DVD             |                 |
| -- | ------------- | ------------------------------------ | ---------- | ----------- | --------------- | --------------- |
| 1  | 2014年7月23日 | MAMORU MIYANO presents M&M CHRONICLE | KIZX-151/2 | KIZB-159/60 | 12位            | 21位            |

### キャラクターソング
| 発売日   | 商品名 | 歌 | 楽曲 | 備考                                                                                       |
| 2005年   | 2005年 | 2005年 | 2005年 | 2005年                                                                                     |
| -------- | --- | --- | --- | ------------------------------------------------------------------------------------------ |
| 12月21日 | アイシールド21 SOUND FIELD SPECIAL                                                                             | 王城ホワイトナイツ | 「MIDNIGHT SUNSHINE」 | テレビアニメ『アイシールド21』関連曲                                                       |
| 2006年   | | | |                                                                                            |
| 1月25日  | アイシールド21 SONG FIELD4 桜庭春人                                                                            | 桜庭春人（宮野真守） | 「Make my way」 | テレビアニメ『アイシールド21』関連曲                                                       |
| 3月23日  | TVアニメーション「アイシールド21」SONG BEST                                                                    | 桜庭春人（宮野真守） | 「MIDNIGHT SUNSHINE <Remix>」 「Make My Way <Album-Mix>」 | テレビアニメ『アイシールド21』関連曲                                                       |
| 7月26日  | 桜蘭高校ホスト部 サントラ&キャラソン集 前編                                                                    | 須王環（宮野真守） | 「GUILTY BEAUTY LOVE」 | テレビアニメ『桜蘭高校ホスト部』関連曲                                                     |
| 8月23日  | 桜蘭高校ホスト部 サントラ&キャラソン集 後編                                                                    | 桜蘭高校ホスト部 | 「また明日！」 | テレビアニメ『桜蘭高校ホスト部』関連曲                                                     |
| 2007年   | | | |                                                                                            |
| 4月4日   | ときめきメモリアル OnlyLove EXTRA STORY ときめきの雪                                                           | 青葉陸（宮野真守） | 「ショートムービー」 | テレビアニメ『ときめきメモリアル OnlyLove』関連曲                                          |
| 7月4日   | 金色のコルダ2 〜felice〜                                                                                       | 加地葵（宮野真守） | 「Tip-Top Shape」 | ゲーム『金色のコルダ2』関連曲                                                              |
| 7月4日   | ネオロマンス トリリオン Splash Summer                                                                          | 加地葵（宮野真守） | 「Mermaid」 | ゲーム『金色のコルダ2』関連曲                                                              |
| 8月8日   | 鋼鉄三国志 外史想歌 第一伝 〜思慕〜                                                                            | 陸遜伯言（宮野真守） | 「紅の月」 | テレビアニメ『鋼鉄三国志』関連曲                                                           |
| 9月5日   | 鋼鉄三国志 外史想歌 第二伝 〜六駿〜                                                                            | 陸遜伯言（宮野真守）、凌統公績（斎賀みつき）、太史慈子義（伊藤健太郎）、甘寧興覇（諏訪部順一）、諸葛瑾子瑜（遊佐浩二） | 「風紋」 | テレビアニメ『鋼鉄三国志』関連曲                                                           |
| 9月29日  | 桜蘭高校ホスト部 サントラ&キャラソン集 特別編                                                                  | 須王環（宮野真守） | 「叶うなら」 | テレビアニメ『桜蘭高校ホスト部』関連曲                                                     |
| 10月10日 | 鋼鉄三国志 外史想歌 第三伝 〜友愛〜                                                                            | 陸遜伯言（宮野真守） | 「光芒」 | テレビアニメ『鋼鉄三国志』関連曲                                                           |
| 10月10日 | 幕末恋華 花柳剣士伝 オリジナルサウンドトラック                                                                 | 咲彦（宮野真守） | 「天壌無窮」 | ゲーム『幕末恋華・花柳剣士伝』オープニングテーマ                                           |
| 12月12日 | 幕末恋華 花柳剣士伝 キャラクターソング 其ノ伍                                                                  | 咲彦（宮野真守） | 「晴」 | ゲーム『幕末恋華・花柳剣士伝』関連曲                                                       |
| 12月13日 | はかれなはーと 君がために輝きを 限定版特典サウンドトラック                                                     | 高坂ルイザ（宮野真守） | 「It's a Wonderful Way」 「SAVE THE LOVE」 | ゲーム『はかれなはーと 君がために輝きを』主題歌                                            |
| 12月19日 | 金色のコルダ2 〜gloria〜                                                                                       | 月森蓮（谷山紀章）、土浦梁太郎（伊藤健太郎）、加地葵（宮野真守） | 「輝きはダイヤモンド」 | ゲーム『金色のコルダ2』関連曲                                                              |
| 2008年   | | | |                                                                                            |
| 1月9日   | DEAR My SUN!!〜ムスコ★育成★狂騒曲〜 キャラクターソング&メッセージCD 雷斗Ver.                                   | 神楽達芳（宮野真守） | 「恋の32連射」 | ゲーム『DEAR My SUN!!〜ムスコ★育成★狂騒曲〜』関連曲                                        |
| 3月5日   | アイシールド21 complete BEST ALBUM                                                                             | 桜庭春人（宮野真守） | 「Make my way」 | テレビアニメ『アイシールド21』関連曲                                                       |
| 3月5日   | ドラゴノーツ -ザ・レゾナンス- ドラマ&キャラクターソング vol.4                                                  | アーシム・ジャマール（宮野真守）、ガーネット（平野綾） | 「Hide & Seek」 | テレビアニメ『ドラゴノーツ -ザ・レゾナンス-』関連曲                                        |
| 4月23日  | 金色のコルダ2 〜felice2〜                                                                                      | 加地葵（宮野真守） | 「Mermaid」 | ゲーム『金色のコルダ2』関連曲                                                              |
| 4月23日  | 金色のコルダ2 〜felice2〜                                                                                      | 加地葵（宮野真守）、王崎信武（小西克幸） | 「DECEMBER DREAM」 | ゲーム『金色のコルダ2』関連曲                                                              |
| 4月23日  | 金色のコルダ2 〜felice2〜                                                                                      | 月森蓮（谷山紀章）、加地葵（宮野真守） | 「CORONA -光冠-」 | ゲーム『金色のコルダ2』関連曲                                                              |
| 9月10日  | ウラナイ・ハナサナイ・カエサナイ                                                                               | フォーチュンセヴン | 「ウラナイ・ハナサナイ・カエサナイ」 | ゲーム『トゥルーフォーチュン』オープニングテーマ                                           |
| 9月10日  | ウラナイ・ハナサナイ・カエサナイ                                                                               | 星宮潤（宮野真守）、真人（小野大輔） | 「ウラナイ・ハナサナイ・カエサナイ 星宮・真人 Ver.」 | ゲーム『トゥルーフォーチュン』オープニングテーマ                                           |
| 10月1日  | ソウルイーター キャラクターソング3                                                                             | デス・ザ・キッド（宮野真守）、リズ・トンプソン（渡辺明乃）、パティ・トンプソン（高平成美） | 「それが僕らの道しるべ」 | テレビアニメ『ソウルイーター』関連曲                                                       |
| 10月29日 | トゥルーフォーチュン オリジナルサウンドトラック                                                                | 星宮潤（宮野真守） | 「Truest Love」 | ゲーム『トゥルーフォーチュン』エンディングテーマ                                           |
| 12月20日 | 星空のコミックガーデン キャラクターソングCD Vol.3 BITTER Chocolate                                             | 安達亮（宮野真守） | 「ONE〜ひとつだけのLOVE〜」 「PAINT IN YOU」 | ゲーム『星空のコミックガーデン』関連曲                                                     |
| 12月24日 | 金色のコルダ2 〜青空トーン〜                                                                                   | 加地葵（宮野真守） | 「COSMIC LUCKY DAY」 | ゲーム『金色のコルダ2』関連曲                                                              |
| 2009年   | | | |                                                                                            |
| 2月11日  | 金色のコルダ2 〜SWEET♪TWINKLE〜                                                                                | 加地葵（宮野真守） | 「COSMIC LUCKY DAY」 | ゲーム『金色のコルダ2』関連曲                                                              |
| 2月18日  | SKIP・BEAT! ORIGINAL SOUND TRACK featuring SHO FUWA                                                            | 不破尚（宮野真守） | 「BURNIN'DOWN」 「Prisoner」 | テレビアニメ『スキップ・ビート！』関連曲                                                   |
| 4月15日  | トゥルーフォーチュン オリジナルボイスドラマ Vol.6 星に願いを…                                                  | 星宮潤（宮野真守） | 「∞ (infinity)」 | ゲーム『トゥルーフォーチュン』関連曲                                                       |
| 5月27日  | 蒼穹のスコア 〜The score in blue〜                                                                             | stella quintet+ | 「蒼穹のスコア 〜The score in blue〜」 | テレビアニメ『金色のコルダ〜secondo passo〜』主題歌                                        |
| 5月28日  | スキップ・ビート！ オリジナルサウンドCD（PS2ゲーム初回限定版同梱CDに収録）                                     | 不破尚（宮野真守） | 「Rising Blue」 | ゲーム『スキップ・ビート！』挿入歌                                                         |
| 8月12日  | 金色のコルダ 〜secondo passo〜 Tears                                                                           | 加地葵（宮野真守） | 「You're in my heart」 | テレビアニメ『金色のコルダ 〜secondo passo〜』関連曲                                       |
| 8月26日  | 仮面の下のバラッド／愛のMeteoric shower                                                                        | ROMANXIA | 「仮面の下のバラッド」 「愛のMeteoric shower」 | ゲーム『Lucian Bee's RESURRECTION SUPERNOVA』主題歌                                        |
| 10月31日 | VELVET UNDERWORLD Fragment Person+animation 08 NANATSUME                                                       | 七ツ目（宮野真守） | 「Seventh Morning」 | オリジナルドラマCD『VELVET UNDERWORLD』関連曲                                              |
| 11月23日 | デモンブライド キャラクターソング「That's my way/Daylight Moon ver.ミカエル」                                  | 皇久遠（宮野真守） | 「That's my way」 | ゲーム『デモンブライド』関連曲                                                             |
| 11月26日 | うたの☆プリンスさまっ♪ オーディションソング1                                                                   | 一ノ瀬トキヤ（宮野真守） | 「BELIEVE☆MY VOICE」 | ゲーム『うたの☆プリンスさまっ♪』関連曲                                                     |
| 11月26日 | 薔薇色 real face                                                                                               | レミィ・J・ベルモンド（宮野真守） | 「薔薇色real face」 | ゲーム『Lucian Bee's RESURRECTION SUPERNOVA』関連曲                                        |
| 12月9日  | 鋼の錬金術師 FULLMETAL ALCHEMIST Theme of Ling Yao by THE ALCHEMISTS                                           | リン・ヤオ（宮野真守） | 「ナンバー王」 「光の射す場所」 | テレビアニメ『鋼の錬金術師 FULLMETAL ALCHEMIST』関連曲                                     |
| 2010年   | | | |                                                                                            |
| 2月24日  | うたの☆プリンスさまっ♪ オーディションソング4                                                                   | Sクラス | 「無限のトリニティ」 | ゲーム『うたの☆プリンスさまっ♪』関連曲                                                     |
| 2月24日  | デュラララ!! カバーソングコレクションCD                                                                        | 紀田正臣（宮野真守） | 「リンダリンダ」 | テレビアニメ『デュラララ!!』関連曲                                                         |
| 3月24日  | 金色のコルダ3 〜熱き心の調べよ〜                                                                               | 如月響也（福山潤）、如月律（小西克幸）、榊大地（内田夕夜）、水嶋悠人（水橋かおり）、八木沢雪広（伊藤健太郎）、火積司郎（森田成一）、水嶋新（岸尾だいすけ）、東金千秋（谷山紀章）、土岐蓬生（石川英郎）、冥加玲士（日野聡）、天宮静（宮野真守）、七海宗介（増田ゆき） | 「BLUE SKY BLUE〈12人全員Ver.〉」 | ゲーム『金色のコルダ3』関連曲                                                              |
| 3月24日  | 金色のコルダ3 〜熱き心の調べよ〜                                                                               | 冥加玲士（日野聡）、天宮静（宮野真守）、七海宗介（増田ゆき） | 「BLUE SKY BLUE ＜天音学園Ver.＞」 | ゲーム『金色のコルダ3』関連曲                                                              |
| 4月21日  | SRX CHARACTOR CD〜SUNSHINE RED DISC〜『愛のZERO距離射撃-loveshooooot!!!!!』                                    | 駒江・クリストフ・ヨウスケ（鈴木達央）、霧澤・タクト（宮野真守） | 「愛のZERO距離射撃-loveshooooot!!!!!(ヨウスケ×タクトDUET ver.) | ゲーム『スカーレッドライダーゼクス』関連曲                                                 |
| 4月21日  | SRX CHARACTOR CD〜SUNSHINE RED DISC〜『愛のZERO距離射撃-loveshooooot!!!!!』                                    | 霧澤・タクト（宮野真守） | 「愛のZERO距離射撃-loveshooooot!!!!!(タクトSOLO ver.)」 | ゲーム『スカーレッドライダーゼクス』関連曲                                                 |
| 6月30日  | うたの☆プリンスさまっ♪ サウンドトラックCD サウンドの☆プリンスさまっ♪                                           | 一十木音也（寺島拓篤）、聖川真斗（鈴村健一）、四ノ宮那月（谷山紀章）、一ノ瀬トキヤ（宮野真守）、神宮寺レン（諏訪部順一）、来栖翔（下野紘） | 「Welcome to UTA☆PRI world!!」 | ゲーム『うたの☆プリンスさまっ♪ MUSIC』オープニングテーマ                                   |
| 6月30日  | うたの☆プリンスさまっ♪CD連動キャンペーン第2弾 アニブロゲーマーズ特典CD                                         | 一ノ瀬トキヤ（宮野真守）、神宮寺レン（諏訪部順一）、来栖翔（下野紘） | 「Welcome to UTA☆PRI world!! S クラス ver.」 | ゲーム『うたの☆プリンスさまっ♪ MUSIC』オープニングテーマ                                   |
| 7月22日  | Scared Rider Xechs SOUND Collection                                                                            | 霧澤タクト（宮野真守） | 「Dan-Gun-XechS」 | ゲーム『スカーレッドライダーゼクス』オープニングテーマ                                     |
| 8月25日  | 裏切りは僕の名前を知っている オリジナルドラマCD3                                                               | 碓氷愁生（宮野真守） | 「蒼空の誓い」 | テレビアニメ『裏切りは僕の名前を知っている』関連曲                                         |
| 9月15日  | 金色のコルダ3 〜旋律は深く甘美く〜                                                                             | 天宮静（宮野真守） | 「Laboratory Love」 | ゲーム『金色のコルダ3』関連曲                                                              |
| 9月22日  | うたの☆プリンスさまっ♪ ハッピーラブソング1                                                                     | 一ノ瀬トキヤ（宮野真守） | 「星屑☆Shall we dance?」 | ゲーム『うたの☆プリンスさまっ♪』関連曲                                                     |
| 11月24日 | 愛言葉になるD.N.A.                                                                                             | ROMANXIA | 「愛言葉になるD.N.A.」 「星屑☆レボリューション」 | ゲーム『Lucian Bee's RESURRECTION SUPERNOVA』主題歌                                        |
| 11月24日 | STEINS;GATE オーディオシリーズ☆ラボメンナンバー001☆岡部倫太郎                                                  | 岡部倫太郎（宮野真守） | 「難攻不落の new gate」 | ゲーム『STEINS;GATE』関連曲                                                                |
| 12月20日 | スカーレッドライダーゼクス オフィシャルファンブック Track14                                                    | 駒江・クリストフ・ヨウスケ（鈴木達央）、霧澤・タクト（宮野真守） | 「愛のZERO距離射撃-loveshooooot!!!!!- (もっと愛してくれないかver.)」 | ゲーム『スカーレッドライダーゼクス』関連曲                                                 |
| 12月22日 | ラブ彼〜恋愛偏差値上昇中！〜 キャラクターソング&ドラマCD 恋のはじまり編                                        | 紫藤剣（宮野真守） | 「くちびるbutterfly」 | ゲーム『ラブ彼〜恋愛偏差値上昇中！〜』関連曲                                               |
| 12月29日 | FULL SCORE04-Mixture-                                                                                          | 神藤天輝（宮野真守）、馬場陽平（遊佐浩二）、沖王太郎（吉野裕行）、兵藤勉（平川大輔）、藤澤将（小野大輔） | 「Borderless Music!!!」 | ドラマCD『FULL SCORE』関連曲                                                               |
| 2011年   | | | |                                                                                            |
| 1月26日  | ラブ彼〜恋愛偏差値上昇中!〜 キャラクターソング&ドラマCD 永遠の誓い編                                           | 紫藤剣（宮野真守） | 「トゥルーラブ・メロディ」 | ゲーム『ラブ彼〜恋愛偏差値上昇中！〜』関連曲                                               |
| 2月9日   | うたの☆プリンスさまっ♪ SSディスク                                                                              | Sクラス | 「熱情 SERENADE」 | ゲーム『うたの☆プリンスさまっ♪ -Sweet Serenade-』主題歌                                    |
| 2月16日  | またね…のキセツ                                                                                                | イナズマオールスターズ | 「またね…のキセツ」 | テレビアニメ『イナズマイレブン』エンディングテーマ                                         |
| 2月16日  | またね…のキセツ                                                                                                | イナズマオールスターズ | 「最強で最高」 | テレビアニメ『イナズマイレブン』関連曲                                                     |
| 2月23日  | うたの☆プリンスさまっ♪デュエットドラマCD 音也&トキヤ                                                           | 一ノ瀬トキヤ（宮野真守）、一十木音也（寺島拓篤） | 「ROULETTE」 | ゲーム『うたの☆プリンスさまっ♪』関連曲                                                     |
| 2月23日  | うたの☆プリンスさまっ♪ アニブロゲーマーズCD連動購入特典 第3弾 SONG&TALK CD by CLASS S                          | 一ノ瀬トキヤ（宮野真守） | 「ROULETTE 一ノ瀬トキヤver.」 | ゲーム『うたの☆プリンスさまっ♪』関連曲                                                     |
| 3月23日  | 君に届け Secret Party 〜北幌高校学校祭 アナザーサイド〜                                                        | 三浦健人（宮野真守） | 「愛唄」 | テレビアニメ『君に届け』関連曲                                                             |
| 3月23日  | 君に届け Secret Party 〜北幌高校学校祭 アナザーサイド〜                                                        | 黒沼爽子（能登麻美子）、風早翔太（浪川大輔）、矢野あやね（沢城みゆき）、吉田千鶴（三瓶由布子）、真田龍（中村悠一）、胡桃沢梅（平野綾）、三浦健人（宮野真守） | 「きみにとどけ」 | テレビアニメ『君に届け』関連曲                                                             |
| 4月6日   | イナズマイレブン キャラクターソングオリジナルアルバム                                                          | 吹雪士郎（宮野真守） | 「アイスロード」 | テレビアニメ『イナズマイレブン』関連曲                                                     |
| 6月22日  | STAR DRIVER 輝きのタクト 6巻BD/DVD特典CD                                                                       | ツナシ・タクト（宮野真守） | 「First Galaxy」 | テレビアニメ『STAR DRIVER 輝きのタクト』関連曲                                             |
| 6月29日  | Scared Rider Xechs DRAMATIC CHARACTER CD Vol.6                                                                 | 霧澤タクト（宮野真守） | 「70億分の1のカノジョ」 | ゲーム『スカーレッドライダーゼクス』関連曲                                                 |
| 7月20日  | マジLOVE1000%                                                                                                  | ST☆RISH | 「マジLOVE1000%」 「未来地図」 | テレビアニメ『うたの☆プリンスさまっ♪ マジLOVE1000%』エンディングテーマ                     |
| 7月27日  | キラメク未来                                                                                                   | ボイジャー feat. ウルトラマンゼロ（宮野真守） | 「キラメク未来」 | テレビシリーズ『ウルトラマン列伝』オープニングテーマ                                       |
| 8月4日   | STORM LOVER キャラクターソングCD -LOVERS COLLECTION- Vol.3                                                     | 辰原奏矢（宮野真守） | 「赤いイナズマ 〜You're My Rollin' Thunder〜」 | ゲーム『STORM LOVER』関連曲                                                                |
| 8月24日  | DRRROOKiEZ!!-ROOKiEZ is PUNK'D respect for DRRR!!-                                                             | 紀田正臣（宮野真守） | 「〜interlude by Masaomi Kida〜」 「コンプリケイション feat.Masaomi Kida -Achorstic lyrics reading-」 「DROP + Masaomi Kida」 | テレビアニメ『デュラララ!!』関連曲                                                         |
| 8月24日  | DOG DAYS ドラマBOX Vol.1                                                                                       | シンク・イズミ（宮野真守）、ミルヒオーレ・F・ビスコッティ（堀江由衣） | 「Stand up Ears 〜Princess & Saver Mix〜」 | テレビアニメ『DOG DAYS』関連曲                                                             |
| 8月31日  | うたの☆プリンスさまっ♪マジLOVE1000% アイドルソング 一ノ瀬トキヤ                                                | 一ノ瀬トキヤ（宮野真守） | 「七色のコンパス」 「My Little Little Girl」 | テレビアニメ『うたの☆プリンスさまっ♪ マジLOVE1000%』関連曲                                 |
| 11月24日 | うたの☆プリンスさまっ♪Music 初回限定メロメロBOX特典CD                                                          | 一ノ瀬トキヤ（宮野真守） | 「BELIEVE☆MY VOICE 1コーラスver.with Love-word.」 「星屑☆Shall we dance? 1コーラスver.with Love-word.」 「ROULETTE 1コーラスver.」 「熱情SERENADE 1コーラスver.」 「無限のトリニティ 1コーラスver.」 「Welcome to UTA☆PRI world!! 1コーラスver.」 | ゲーム『うたの☆プリンスさまっ♪ Music』関連曲                                               |
| 12月21日 | うたの☆プリンスさまっ♪マジLOVE1000% Original Soundtrack Vol.4                                                  | HAYATO（宮野真守） | 「晴天☆OHA♪YAHHO」 | テレビアニメ『うたの☆プリンスさまっ♪ マジLOVE1000%』挿入歌                                 |
| 12月21日 | うたの☆プリンスさまっ♪ Debut ユニットドラマCD 嶺二&音也&トキヤ                                                 | 寿嶺二（森久保祥太郎）、一十木音也（寺島拓篤）、一ノ瀬トキヤ（宮野真守） | 「ガムシャラROman☆Tic」 | ゲーム『うたの☆プリンスさまっ♪ Debut』関連曲                                               |
| 12月21日 | DOG DAYS ドラマBOX Vol.3                                                                                       | シンク・イズミ（宮野真守） | 「Deary star」 | テレビアニメ『DOG DAYS』関連曲                                                             |
| 2012年   | | | |                                                                                            |
| 1月18日  | FabStyle オリジナルサウンドトラック                                                                            | 堀明（宮野真守） | 「行ってほしい」 「コインシデンス」 | ゲーム『FabStyle』関連曲                                                                   |
| 1月25日  | TVアニメうたの☆プリンスさまっ♪マジLOVE1000% BD&DVD Vol.5 特典CD                                                | ST☆RISH | 「マジLOVE1000% 〜2012MIX〜」 「マジLOVE1000%＆アイドルソング スペシャルメドレー」 | テレビアニメ『うたの☆プリンスさまっ♪ マジLOVE1000%』エンディングテーマ                     |
| 2月22日  | 未来ガジェットコンパクトディスク9号                                                                            | 岡部倫太郎（宮野真守）、橋田至（関智一） | 「ラボメン☆スピリッツ」 | テレビアニメ『STEINS;GATE』関連曲                                                          |
| 2月22日  | TVアニメうたの☆プリンスさまっ♪マジLOVE1000% BD&DVD Vol.6 特典CD                                                | ST☆RISH | 「マジLOVE1000% [TV size] -piano-」 「未来地図 [TV size] -a cappella-」 | テレビアニメ『うたの☆プリンスさまっ♪ マジLOVE1000%』エンディングテーマ                     |
| 3月28日  | ちはやふる オリジナル・サウンドトラック&キャラクターソング集 第2首                                             | 真島太一（宮野真守） | 「何度も生まれては消えていく雪のようなもの」 | テレビアニメ『ちはやふる』関連曲                                                           |
| 5月23日  | 妖狐×僕SS ENDING SONG Vol.2                                                                                    | 渡狸卍里（江口拓也）、夏目残夏（宮野真守） | 「one way」 | テレビアニメ『妖狐×僕SS』エンディングテーマ                                                |
| 5月30日  | デュラララッピング!! -デュラララ!!キャラクターソングコレクション-                                              | 紀田正臣（宮野真守） | 「リンダリンダ」 | テレビアニメ『デュラララ!!』関連曲                                                         |
| 5月30日  | スカーレッドライダーゼクス1+FD ポータブル テーマソングCD                                                       | メインスタンス | 「Dan-Gun-XechS」 | ゲーム『スカーレッドライダーゼクス』オープニングテーマ                                     |
| 6月27日  | Scared Rider Xechs DREAM COLLABORATION CD Vol.6 Dear Chroma                                                    | 霧澤タクト（宮野真守）、レスポール（浪川大輔） | 「Dear Chroma」 | ゲーム『スカーレッドライダーゼクス』関連曲                                                 |
| 7月25日  | うたの☆プリンスさまっ♪ Shining All Star CD                                                                     | 一十木音也（寺島拓篤）、聖川真斗（鈴村健一）、四ノ宮那月（谷山紀章）、一ノ瀬トキヤ（宮野真守）、神宮寺レン（諏訪部順一）、来栖翔（下野紘）、愛島セシル（鳥海浩輔）                                                                                                   | 「RAINBOW☆DREAM」 | ゲーム『うたの☆プリンスさまっ♪』主題歌                                                     |
| 9月26日  | HUNTER×HUNTER キャラクターソング集 〜幻影旅団編〜                                                              | クロロ＝ルシルフル（宮野真守） | 「1/13」 | テレビアニメ『HUNTER×HUNTER』関連曲                                                        |
| 11月21日 | ANOTHER SOUND OF 009 RE:CYBORG                                                                                 | サイボーグ009：島村ジョー（宮野真守） | 「LISTEN TO MY HEART」 | アニメ『009 RE:CYBORG』関連曲                                                              |
| 11月28日 | イナズマオールスターズ×TPK コラボキャラクターソングオリジナルアルバム                                          | 豪炎寺修也（野島裕史）、吹雪士郎（宮野真守）、染岡竜吾（加瀬康之） | 「炎のプライド」 | テレビアニメ『イナズマイレブン』関連曲                                                     |
| 2013年   | | | |                                                                                            |
| 1月9日   | うたの☆プリンスさまっ♪ シャッフルユニットCD 那月&トキヤ                                                        | 四ノ宮那月（谷山紀章）、一ノ瀬トキヤ（宮野真守） | 「Still Still Still」 | ゲーム『うたの☆プリンスさまっ♪ Debut』関連曲                                               |
| 1月25日  | しろくまカフェ ミュージックプレイリスト                                                                        | ヤマアラシ（宮野真守） | 「ヤマアラシ☆トゥナイト！」 | テレビアニメ『しろくまカフェ』関連曲                                                       |
| 3月13日  | 『K』Blu-ray&DVD vol.7特典CD                                                                                   | 伏見猿比古（宮野真守） | 「I beg your hate」 | テレビアニメ『K』関連曲                                                                    |
| 3月27日  | 金色のコルダ3 〜恋慕の歓喜〜                                                                                   | 天宮静（宮野真守） | 「薔薇の奇蹟」 | ゲーム『金色のコルダ3』関連曲                                                              |
| 4月24日  | マジLOVE2000%                                                                                                  | ST☆RISH | 「マジLOVE2000%」 「夢追人へのSymphony」 | テレビアニメ『うたの☆プリンスさまっ♪ マジLOVE2000%』エンディングテーマ                     |
| 5月15日  | Scared Rider Xechs TWIN Vocal CD                                                                               | TAKT（宮野真守）× HIJIRI（KENN） | 「STARDUST LOVERS」 | ゲーム『スカーレッドライダーゼクス』関連曲                                                 |
| 6月12日  | うたの☆プリンスさまっ♪マジLOVE2000% アイドルソング 一ノ瀬トキヤ                                                | 一ノ瀬トキヤ（宮野真守） | 「CRYSTAL TIME」 「Independence」 | テレビアニメ『うたの☆プリンスさまっ♪ マジLOVE2000%』関連曲                                 |
| 6月19日  | カーニヴァル キャラクターソング Vol.2 與儀&ツクモ                                                              | 與儀（宮野真守）、ツクモ（遠藤綾） | 「WELCOME 2 PARADE! 〜貳號艇へようこそ！〜」 「WELCOME 2 PARADE! 〜貳號艇へようこそ！〜 與儀 PART Ver.」 | テレビアニメ『カーニヴァル』関連曲                                                         |
| 8月7日   | SPLASH FREE | STYLE FIVE | 「SPLASH FREE」 「SPLASH FREE -DJ Chika a.k.a Inherit REMIX-」 | テレビアニメ『Free!』エンディングテーマ                                                    |
| 9月4日   | Free! キャラクターソング Vol.3 松岡 凛                                                                         | 松岡凛（宮野真守） | 「Break our balance」 「Aqua Gate」 | テレビアニメ『Free!』関連曲                                                                |
| 9月5日   | うたの☆プリンスさまっ♪Music2初回限定ゴーゴーBOX特典CD                                                          | 一ノ瀬トキヤ（宮野真守） | 「My Little Little Girl 1コーラスver. with Love-word.」 「RAINBOW☆DREAM 1コーラスver.」 「Still Still Still 1コーラスver.」 「ガムシャラROman☆Tic 1コーラスver.」                                                                                 | ゲーム『うたの☆プリンスさまっ♪Music2』関連曲                                               |
| 10月2日  | Free! オリジナルサウンドトラック Ever Blue Sounds                                                              | STYLE FIVE | 「EVER BLUE」 | テレビアニメ『Free!』エンディングテーマ                                                    |
| 10月23日 | TVアニメ Free! リミックス・ミニアルバム                                                                        | STYLE FIVE | 「SPLASH FREE -Boldo Remix-」 「SPLASH FREE -DJ Chika a.k.a Inherit Remix-」 「SPLASH FREE -BOOBEE BROTHERS Remix-」 「EVER BLUE -acro jazz laboratories Remix-」 「EVER BLUE -Deep Deep Blue Remix-」                                            | テレビアニメ『Free!』エンディングテーマ                                                    |
| 10月23日 | 「うたの☆プリンスさまっ♪マジLOVE2000%」Vol.5 特典CD - Original Soundtrack Vol.4                                | ST☆RISH | 「マジLOVE2000% -with piano-」 | テレビアニメ『うたの☆プリンスさまっ♪ マジLOVE2000%』エンディングテーマ                     |
| 12月25日 | 表裏一体（完全生産限定盤／HUNTER×HUNTER Ver.）                                                                 | ゴン＝フリークス（潘めぐみ）、キルア＝ゾルディック（伊瀬茉莉也）、クロロ＝ルシルフル（宮野真守）、ヒソカ（浪川大輔） | 「約束の唄」 | テレビアニメ『HUNTER×HUNTER』関連曲                                                        |
| 2014年   | | | |                                                                                            |
| 2月12日  | Free! キャラクターソング・デュエットシリーズ Vol.3 松岡 凛 & 竜ヶ崎 怜                                         | 松岡凛（宮野真守）、竜ヶ崎怜（平川大輔） | 「VISION」 「GO ALL OUT!!」 | テレビアニメ『Free!』関連曲                                                                |
| 2月19日  | イナズマイレブンシリーズ5周年記念「本当にありがとう」                                                          | 円堂守（竹内順子）、豪炎寺修也（野島裕史）、鬼道有人（吉野裕行）、風丸一郎太（西墻由香）、吹雪士郎（宮野真守）、松風天馬（寺崎裕香）、神童拓人（斎賀みつき）、狩屋マサキ（泰勇気）、真名部陣一郎（野島裕史）                                                         | 「またね…のキセツ」 | テレビアニメ『イナズマイレブン』関連曲                                                     |
| 2月26日  | うたの☆プリンスさまっ♪劇団シャイニング JOKER TRAP                                                              | 一ノ瀬トキヤ（宮野真守）、神宮寺レン（諏訪部順一）、黒崎蘭丸（鈴木達央）、カミュ（前野智昭） | 「JOKER TRAP」 | ゲーム『うたの☆プリンスさまっ♪』関連曲                                                     |
| 3月12日  | 魔法戦争 キャラクターCD I 七瀬武                                                                               | 七瀬武（宮野真守） | 「Destiny chain」 | テレビアニメ『魔法戦争』関連曲                                                             |
| 3月19日  | Free! キャラクターソング・デュエットシリーズ Vol.4 七瀬 遙 & 松岡 凛                                           | 七瀬遙（島﨑信長）、松岡凛（宮野真守） | 「REAL WAVE」 「きっと忘れない」 | テレビアニメ『Free!』関連曲                                                                |
| 4月16日  | ノブナガ・ザ・フール キャラクターソング Vol.1 オダ・ノブナガ                                                   | オダ・ノブナガ（宮野真守） | 「DECIDE MY FATE」 「NOT LONELY BUT FOOL」 | テレビアニメ『ノブナガ・ザ・フール』関連曲                                                 |
| 7月23日  | 金色のコルダ Blue♪Sky focus on 天音学園                                                                        | 冥加玲士（日野聡）、天宮静（宮野真守）、七海宗介（増田ゆき） | 「Andante (天音学園ver.)」 | テレビアニメ『金色のコルダ Blue♪Sky』関連曲                                                |
| 7月23日  | 金色のコルダ Blue♪Sky focus on 天音学園                                                                        | 天宮静（宮野真守） | 「Eternal Garden」 | テレビアニメ『金色のコルダ Blue♪Sky』関連曲                                                |
| 7月30日  | すばる魔法学院スペシャルキャラクターソングCD2〜七瀬武&伊田一三                                                 | 七瀬武（宮野真守）、伊田一三（鈴村健一） | 「Proudhearted Fight」 | テレビアニメ『魔法戦争』関連曲                                                             |
| 8月6日   | FUTURE FISH | STYLE FIVE | 「FUTURE FISH」 | テレビアニメ『Free!-Eternal Summer-』エンディングテーマ                                    |
| 8月6日   | FUTURE FISH | 七瀬遙（島﨑信長）、橘真琴（鈴木達央）、松岡凛（宮野真守） | 「NEO BLUE BREATHING」 | テレビアニメ『Free!-Eternal Summer-』イメージソング                                        |
| 8月13日  | SRX THE BEST 紅盤                                                                                              | 駒江クリストフ・ヨウスケ（鈴木達央）、霧澤タクト（宮野真守） | 「リュウキュウINFINITY」 | ゲーム『スカーレッドライダーゼクス』関連曲                                                 |
| 9月3日   | Free!-Eternal Summer- キャラクターソング Vol.3 松岡 凛                                                         | 松岡凛（宮野真守） | 「Over the Dream」 「Gratefully」 | テレビアニメ『Free!-Eternal Summer-』関連曲                                                |
| 10月8日  | テレビアニメ『Free!-Eternal Summer-』オリジナルサウンドトラック Clear Blue Notes                               | 七瀬遙（島﨑信長）、橘真琴（鈴木達央）、葉月渚（代永翼）、竜ヶ崎怜（平川大輔）、松岡凛（宮野真守）、山崎宗介（細谷佳正）、似鳥愛一郎（宮田幸季）、御子柴百太郎（鈴村健一）                                                                                           | 「Clear Blue Departure」 | テレビアニメ『Free!-Eternal Summer-』第13話スペシャルエンディングテーマ                    |
| 11月26日 | バラエティCD 金色のコルダ3 AnotherSky feat. 天音学園                                                           | 天宮静（宮野真守） | 「LILA LAVANDULA LILA」 | ゲーム『金色のコルダ3 AnotherSky』関連曲                                                   |
| 11月26日 | DVD&Blu-ray「黒執事 Book of Circus IV」完全生産限定版特典CD                                                    | ジョーカー（宮野真守） | 「終わりの彼方へと」 | テレビアニメ『黒執事 Book of Circus』関連曲                                                |
| 2015年   | | | |                                                                                            |
| 2月25日  | DVD&Blu-ray「月刊少女野崎くん 第6巻」初回生産特典 スペシャルCD〜キャラクターソング〜                           | 鈴木三郎（宮野真守） | 「僕のヒロイン」 | テレビアニメ『月刊少女野崎くん』関連曲                                                     |
| 3月4日   | 七つの大罪ヴォカルコレクション「メリオダスVSギルサンダー」                                                     | ギルサンダー（宮野真守） | 「Righteous Thunder」 | テレビアニメ『七つの大罪』関連曲                                                           |
| 3月11日  | まじっく快斗1412 キャラクターソング〜Magical Surprise Pallet〜                                                 | 怪盗キッド（山口勝平）、白馬探（宮野真守） | 「It's a show time」 | テレビアニメ『まじっく快斗1412』関連曲                                                     |
| 4月8日   | マジLOVEレボリューションズ                                                                                     | ST☆RISH | 「マジLOVEレボリューションズ」 | テレビアニメ『うたの☆プリンスさまっ♪ マジLOVEレボリューションズ』エンディングテーマ        |
| 4月8日   | マジLOVEレボリューションズ                                                                                     | ST☆RISH | 「サンキュ」 | テレビアニメ『うたの☆プリンスさまっ♪ マジLOVEレボリューションズ』挿入歌                    |
| 5月20日  | キミと☆Are You Ready?                                                                                          | トライクロニカ | 「キミと☆Are You Ready?」 | テレビアニメ『SHOW BY ROCK!!』挿入歌                                                       |
| 5月27日  | うたの☆プリンスさまっ♪ マジLOVEレボリューションズ クロスユニットアイドルソング 聖川真斗・一ノ瀬トキヤ          | 聖川真斗（鈴村健一）、一ノ瀬トキヤ（宮野真守） | 「ORIGINAL RESONANCE」 | テレビアニメ『うたの☆プリンスさまっ♪ マジLOVEレボリューションズ』挿入歌                    |
| 5月27日  | うたの☆プリンスさまっ♪ マジLOVEレボリューションズ クロスユニットアイドルソング 聖川真斗・一ノ瀬トキヤ          | 一ノ瀬トキヤ（宮野真守） | 「SECRET LOVER」 | テレビアニメ『うたの☆プリンスさまっ♪ マジLOVEレボリューションズ』挿入歌                    |
| 8月26日  | DVD&Blu-ray「デュラララ!!×2 転 1」完全生産限定版特典 カバーソングコレクションCD                                | 紀田正臣（宮野真守） | 「ジュリアに傷心」 | テレビアニメ『デュラララ!!×2 転』関連曲                                                    |
| 9月30日  | うたの☆プリンスさまっ♪ Shining All Star CD2                                                                    | ST☆RISH | 「天空のミラクルスター」 | ゲーム『うたの☆プリンスさまっ♪』関連曲                                                     |
| 10月28日 | ボーイフレンド（仮） キャラクターCDシリーズ vanitas 加賀見朔&新海凛十&音琴嵐&渡世千里                          | 加賀見朔（宮野真守）、新海凛十（小野友樹）、音琴嵐（森久保祥太郎）、渡世千里（島﨑信長） | 「モノグラム」 | ゲーム『ボーイフレンド（仮）』関連曲                                                       |
| 11月25日 | スカーレッドライダーゼクス Rev. テーマソングCD                                                                 | 霧澤タクト（宮野真守） | 「BLUE or RED?」 | ゲーム『スカーレッドライダーゼクス Rev.』オープニングテーマ                                |
| 2016年   | | | |                                                                                            |
| 1月13日  | うたの☆プリンスさまっ♪ シアターシャイニング ポラリス                                                           | 四ノ宮那月（谷山紀章）、一ノ瀬トキヤ（宮野真守）、愛島セシル（鳥海浩輔） | 「ポラリス」 | ゲーム『うたの☆プリンスさまっ♪』関連曲                                                     |
| 2月10日  | Be My Steady                                                                                                   | ギャラクシー・スタンダード | 「Be My Steady」 | テレビアニメ『プリンス・オブ・ストライド オルタナティブ』エンディングテーマ                |
| 2月10日  | Be My Steady                                                                                                   | ギャラクシー・スタンダード | 「RUSH」 | ゲーム『プリンス・オブ・ストライド』挿入歌                                                 |
| 2月10日  | Be My Steady                                                                                                   | ギャラクシー・スタンダード | 「You're My Courage」 | ゲーム『プリンス・オブ・ストライド』エンディングテーマ                                     |
| 3月25日  | DVD&Blu-ray「ワンパンマン 4」特装限定版 SPECIAL CD                                                             | アマイマスク（宮野真守） | 「BEAUTIFUL HERO」 | テレビアニメ『ワンパンマン』関連曲                                                         |
| 4月27日  | K RETURN OF KINGS ORIGINAL CHARACTER SONG & SOUNDTRACK CD                                                      | 伏見猿比古（宮野真守） | 「恋して、恋して、夏ちゃった。」 | テレビアニメ『K RETURN OF KINGS』関連曲                                                    |
| 5月11日  | ボーイフレンド（仮） キャラクターソングアルバム vanitas「LIMITEND」                                            | 加賀見朔（宮野真守）、新海凛十（小野友樹）、音琴嵐（森久保祥太郎）、渡世千里（島﨑信長） | 「モノグラム」 | ゲーム『ボーイフレンド（仮）』関連曲                                                       |
| 5月11日  | ボーイフレンド（仮） キャラクターソングアルバム vanitas「LIMITEND」                                            | 加賀見朔（宮野真守） | 「Callin'」 | ゲーム『ボーイフレンド（仮）』関連曲                                                       |
| 6月22日  | 今夜は星空ディスコティック☆                                                                                    | トライクロニカ | 「今夜は星空ディスコティック☆」 | テレビアニメ『SHOW BY ROCK!! しょ〜と!!』挿入歌                                            |
| 8月3日   | 青と紅のフォルツァート                                                                                         | 駒江クリストフ・ヨウスケ（鈴木達央）、霧澤タクト（宮野真守） | 「青と紅のフォルツァート」 | テレビアニメ『スカーレッドライダーゼクス』オープニングテーマ                               |
| 8月3日   | EVERLASTING DAYS                                                                                               | 聖蹟高校サッカー部 | 「EVERLASTING DAYS」 | テレビアニメ『DAYS』エンディングテーマ                                                     |
| 8月17日  | うたの☆プリンスさまっ♪Shining Dream CD                                                                         | NIGHT DREAM | 「NIGHT DREAM」 | ライブイベント『うたの☆プリンスさまっ♪スペシャルイベント Shining Dream Festa』テーマソング |
| 8月17日  | TVアニメ『文豪ストレイドッグス』キャラクターソングミニアルバム 其ノ壱                                          | 太宰治（宮野真守） | 「永遠未遂にグッド・バイ」 | テレビアニメ『文豪ストレイドッグス』関連曲                                                 |
| 8月31日  | THE BEST OF U-17 PLAYERS XIIRyoga Echizen                                                                      | 越前リョーガ（宮野真守） | 「Orange」 | テレビアニメ『新テニスの王子様』関連曲                                                     |
| 10月5日  | マジLOVEレジェンドスター                                                                                       | ST☆RISH | 「マジLOVEレジェンドスター」 | テレビアニメ『うたの☆プリンスさまっ♪ マジLOVEレジェンドスター』エンディングテーマ          |
| 10月5日  | マジLOVEレジェンドスター                                                                                       | ST☆RISH | 「未来、夢、ありがとう…そして！」 | テレビアニメ『うたの☆プリンスさまっ♪ マジLOVEレジェンドスター』挿入歌                      |
| 10月26日 | うたの☆プリンスさまっ♪ マジLOVEレジェンドスター DUET IDOL SONG 一ノ瀬トキヤ & 鳳瑛二                           | 一ノ瀬トキヤ（宮野真守）、鳳瑛二（内田雄馬） | 「Mighty Aura」 | テレビアニメ『うたの☆プリンスさまっ♪ マジLOVEレジェンドスター』挿入歌                      |
| 10月26日 | うたの☆プリンスさまっ♪ マジLOVEレジェンドスター DUET IDOL SONG 一ノ瀬トキヤ & 鳳瑛二                           | 一ノ瀬トキヤ（宮野真守） | 「Be the light!」 | テレビアニメ『うたの☆プリンスさまっ♪ マジLOVEレジェンドスター』関連曲                      |
| 11月9日  | Cadenza | Amatelast［愁（宮野真守）］ | 「Cadenza」 | テレビアニメ『SHOW BY ROCK!!#』挿入歌                                                      |
| 11月16日 | TVアニメ 『DAYS』 キャラクターソングシリーズ VOL.05 大柴喜一                                                   | 大柴喜一（宮野真守） | 「Don't think feel!!」 「EVERLASTING DAYS（Oshiba ver.）」 | テレビアニメ『DAYS』関連曲                                                                 |
| 11月16日 | 胸騒ぎJust☆Paradise                                                                                            | トライクロニカ | 「胸騒ぎJust☆Paradise」 | テレビアニメ『SHOW BY ROCK!!#』挿入歌                                                      |
| 11月30日 | TVアニメ「スカーレッドライダーゼクス」レゾナンスソングシリーズ Vol.6                                           | 霧澤・タクト（宮野真守）、レスポール（浪川大輔） | 「崩壊ディーサイド〜レゾナンス ver.」 「崩壊ディーサイド〜メインスタンスソロ ver.」 | テレビアニメ『スカーレッドライダーゼクス』関連曲                                           |
| 2017年   | | | |                                                                                            |
| 1月11日  | TVアニメ『うたの☆プリンスさまっ♪マジLOVEレジェンドスター』 BD・DVD第1巻特典CD                                  | ST☆RISH、QUARTET NIGHT、HE★VENS | 「夢を歌へと…！」 | テレビアニメ『うたの☆プリンスさまっ♪ マジLOVEレジェンドスター』挿入歌                      |
| 1月18日  | TVアニメ『SHOW BY ROCK!!』OST Plus 2                                                                           | プラズマジカ、シンガンクリムゾンズ［クロウ（谷山紀章）］、トライクロニカ［シュウ☆ゾー（宮野真守）］、クリティクリスタ［ロージア（日高里菜）］、徒然なる操り霧幻庵［ダル太夫（潘めぐみ）］                                                                            | 「My Resolution〜未来への絆〜（TV Special edit.）」 | テレビアニメ『SHOW BY ROCK!!#』挿入歌                                                      |
| 6月7日   | TVアニメ『うたの☆プリンスさまっ♪マジLOVEレジェンドスター』 BD・DVD第6巻特典CD                                  | ST☆RISH | 「WE ARE ST☆RISH!!」 | テレビアニメ『うたの☆プリンスさまっ♪ マジLOVEレジェンドスター』挿入歌                      |
| 7月19日  | 「劇場版 Free!-Timeless Medley-」オリジナルサウンドトラック                                                    | STYLE FIVE | 「RISING FREE」 | 劇場アニメ『劇場版 Free!-Timeless Medley-』主題歌                                          |
| 11月8日  | FREE-STYLE SPIRIT/What Wonderful Days!!                                                                        | STYLE FIVE | 「FREE-STYLE SPIRIT」 | 劇場アニメ『特別版 Free!-Take Your Marks-』オープニングテーマ                              |
| 11月8日  | FREE-STYLE SPIRIT/What Wonderful Days!!                                                                        | 岩鳶町のゆかいな仲間たち | 「What Wonderful Days!!」 | 劇場アニメ『特別版 Free!-Take Your Marks-』エンディングテーマ                              |
| 11月15日 | うたの☆プリンスさまっ♪ Shining LiveテーマソングCD                                                              | 一十木音也（寺島拓篤）、聖川真斗（鈴村健一）、四ノ宮那月（谷山紀章）、一ノ瀬トキヤ（宮野真守）、神宮寺レン（諏訪部順一）、来栖翔（下野紘）、愛島セシル（鳥海浩輔）                                                                                                   | 「Shining☆Romance」 | ゲーム『うたの☆プリンスさまっ♪ Shining Live』テーマソング                                  |
| 2018年   | | | |                                                                                            |
| 1月24日  | ボーイフレンド（仮）プロジェクト ミュージックアルバム 藤城学園 #02                                             | vanitas | 「Terminus」 | ゲーム『ボーイフレンド（仮）きらめき☆ノート』関連曲                                        |
| 2月14日  | ウルトラブラスト                                                                                               | ST☆RISH | 「ウルトラブラスト」 「ファンタジック☆プレリュード」 | 劇場アニメ『劇場版 うたの☆プリンスさまっ♪ マジLOVEキングダム』挿入歌                       |
| 2月28日  | うたの☆プリンスさまっ♪Shining Masterpiece Show リコリスの森                                                    | 一十木音也（寺島拓篤）、一ノ瀬トキヤ（宮野真守）、神宮寺レン（諏訪部順一）、愛島セシル（鳥海浩輔） | 「リコリスの森」 | ゲーム『うたの☆プリンスさまっ♪』関連曲                                                     |
| 5月23日  | Over the Limit                                                                                                 | ROUTE85 | 「Over the Limit」 | テレビアニメ『弱虫ペダル GLORY LINE』エンディングテーマ                                    |
| 5月23日  | Over the Limit                                                                                                 | 葦木場拓斗（宮野真守） | 「Over the Limit」 | テレビアニメ『弱虫ペダル GLORY LINE』関連曲                                                |
| 7月7日   | K SEVEN STORIES Episode 6「Circle Vision 〜Nameless Song〜」アイドルK〈Kiss!Kiss!Kiss!〉CD付全国特別共通鑑賞券 | 伊佐那社（浪川大輔）、夜刀神狗朗（小野大輔）、八田美咲（福山潤）、伏見猿比古（宮野真守）、比水流（興津和幸）、御芍神紫（森田成一） | 「Kiss!Kiss!Kiss!」 | 劇場アニメ『K SEVEN STORIES』関連曲                                                        |
| 7月18日  | 弱虫ペダル GLORY LINE BD・DVD第2巻特典CD                                                                       | 真波山岳（代永翼）、泉田塔一郎（阿部敦）、黒田雪成（野島健児）、葦木場拓斗（宮野真守）、銅橋正清（小野大輔）、新開悠人（内田雄馬） | 「箱根学園 校歌」 | テレビアニメ『弱虫ペダル GLORY LINE』関連曲                                                |
| 7月18日  | 弱虫ペダル GLORY LINE BD・DVD第2巻特典CD                                                                       | 葦木場拓斗（宮野真守）、新開悠人（内田雄馬） | 「Only Time」 | テレビアニメ『弱虫ペダル GLORY LINE』関連曲                                                |
| 8月22日  | GOLD EVOLUTION                                                                                                 | STYLE FIVE | 「GOLD EVOLUTION」 | テレビアニメ『Free!-Dive to the Future-』エンディングテーマ                                |
| 10月10日 | Deep Blue Harmony                                                                                              | 七瀬遙（島﨑信長）、橘真琴（鈴木達央）、松岡凛（宮野真守）、椎名旭（豊永利行）、桐嶋郁弥（内山昂輝）、葉月渚（代永翼）、竜ヶ崎怜（平川大輔） | 「Blue Destination」 | テレビアニメ『Free!-Dive to the Future-』エンディングテーマ                                |
| 10月31日 | Free!-Dive to the Future- キャラクターソングミニアルバム Vol.1 Seven to High                                   | 松岡凛（宮野真守） | 「絆を連れて」 | テレビアニメ『Free!-Dive to the Future-』関連曲                                            |
| 11月21日 | うたの☆プリンスさまっ♪Eternal Song CD「雪月花」                                                                | 一十木音也（寺島拓篤）、聖川真斗（鈴村健一）、四ノ宮那月（谷山紀章）、一ノ瀬トキヤ（宮野真守）、神宮寺レン（諏訪部順一）、来栖翔（下野紘）、愛島セシル（鳥海浩輔）、寿嶺二（森久保祥太郎）、黒崎蘭丸（鈴木達央）、美風藍（蒼井翔太）、カミュ（前野智昭）             | 「雪月花」 | ゲーム『うたの☆プリンスさまっ♪』関連曲                                                     |
| 2019年   | | | |                                                                                            |
| 2月27日  | 劇場版 うたの☆プリンスさまっ♪ マジLOVEキングダム スペシャルユニットドラマCD トキヤ・セシル・大和               | 一ノ瀬トキヤ（宮野真守）、愛島セシル（鳥海浩輔）、日向大和（木村良平） | 「カレイドスコープ」 | 劇場アニメ『劇場版 うたの☆プリンスさまっ♪ マジLOVEキングダム』挿入歌                       |
| 6月5日   | さらざんまいのうた/カワウソイヤァ                                                                              | 新星玲央（宮野真守）、阿久津真武（細谷佳正） | 「カワウソイヤァ」 | テレビアニメ『さらざんまい』挿入歌                                                         |
| 7月10日  | Forward Blue Waves                                                                                             | STYLE FIVE | 「BRAVE DREAM」 | 劇場アニメ『劇場版 Free!-Road to the World-夢』主題歌                                      |
| 8月7日   | Good Luck My Wave!                                                                                             | 七瀬遙（島﨑信長）、松岡凛（宮野真守） | 「GOLD EVOLUTION」 | テレビアニメ『Free!-Dive to the Future-』関連曲                                            |
| 8月28日  | うたの☆プリンスさまっ♪ Shining Live テーマソングCD2                                                            | 一十木音也（寺島拓篤）、聖川真斗（鈴村健一）、四ノ宮那月（谷山紀章）、一ノ瀬トキヤ（宮野真守）、神宮寺レン（諏訪部順一）、来栖翔（下野紘）、愛島セシル（鳥海浩輔）                                                                                                   | 「WONDER☆RONDO」 | ゲーム『うたの☆プリンスさまっ♪ Shining Live』テーマソング                                  |
| 9月4日   | うたの☆プリンスさまっ♪ソロベストアルバム 一ノ瀬トキヤ「Target is you!」                                        | 一ノ瀬トキヤ（宮野真守） | 「時のジュエル」 「Target is you!」 | ゲーム『うたの☆プリンスさまっ♪』関連曲                                                     |
| 12月18日 | SHOW BY ROCK!! BEST Vol.3                                                                                      | トライクロニカ［シュウ☆ゾー（宮野真守）］ | 「煌☆Chronicle」 | ゲーム『SHOW BY ROCK!!』関連曲                                                             |
| 12月25日 | 劇場版 うたの☆プリンスさまっ♪ マジLOVEキングダム BD・DVD特典CD                                                 | ST☆RISH、QUARTET NIGHT、HE★VENS | 「マジLOVEキングダム」 「Welocme to UTA☆PRI KINGDOM!!」 | 劇場アニメ『劇場版 うたの☆プリンスさまっ♪ マジLOVEキングダム』挿入歌                       |
| 2020年   | | | |                                                                                            |
| 3月25日  | ヴォーカル集 金色のコルダ4 SONGFUL                                                                             | 天宮静（宮野真守） | 「Laboratory Love 2020」 | ゲーム『金色のコルダ4』関連曲                                                              |
| 4月15日  | うたの☆プリンスさまっ♪Another World〜WHITE&BLACK〜 テーマソングCD                                              | BLACK DEJAVU | 「BLACK DEJAVU」 | イベント『うたの☆プリンスさまっ♪Another World〜WHITE&BLACK〜』テーマソング                 |
| 9月16日  | SUPER STAR/THIS IS...!/Genesis HE★VENS                                                                         | 一十木音也（寺島拓篤）、聖川真斗（鈴村健一）、四ノ宮那月（谷山紀章）、一ノ瀬トキヤ（宮野真守）、神宮寺レン（諏訪部順一）、来栖翔（下野紘）、愛島セシル（鳥海浩輔）                                                                                                   | 「SUPER STAR」 | 『うたの☆プリンスさまっ♪』関連曲                                                           |
| 2021年   | | | |                                                                                            |
| 4月7日   | TVアニメ「SHOW BY ROCK!! STARS!!」挿入歌ミニアルバム Vol.2                                                     | トライクロニカ | 「キミはボクのプリンセス☆」 | テレビアニメ『SHOW BY ROCK!! STARS!!』挿入歌                                               |
| 4月21日  | SHOW BY ROCK!! BEST Vol.4                                                                                      | トライクロニカ［シュウ☆ゾー（宮野真守）］ | 「サイエンス・フィクション」 | ゲーム『SHOW BY ROCK!! Fes A Live』関連曲                                                  |
| 6月2日   | うたの☆プリンスさまっ♪10th Anniversary CD                                                                      | 一十木音也（寺島拓篤）、聖川真斗（鈴村健一）、四ノ宮那月（谷山紀章）、一ノ瀬トキヤ（宮野真守）、神宮寺レン（諏訪部順一）、来栖翔（下野紘）、愛島セシル（鳥海浩輔）                                                                                                   | 「STAR WISH」 | 『うたの☆プリンスさまっ♪』関連曲                                                           |
| 7月7日   | ABC体操 | いけてるお兄さん（宮野真守）、うたのお姉さん（水樹奈々） | 「ABC体操」 | テレビアニメ『うらみちお兄さん』オープニングテーマ                                         |
| 7月7日   | ABC体操 | いけてるお兄さん（宮野真守）、うたのお姉さん（水樹奈々） | 「ABC体操（special mix）」 | テレビアニメ『うらみちお兄さん』関連曲                                                     |
| 7月7日   | ABC体操 | いけてるお兄さん（宮野真守） | 「ABC体操」 | テレビアニメ『うらみちお兄さん』関連曲                                                     |
| 7月21日  | SHOW BY ROCK!! STARS!! BD第4巻特典CD                                                                           | クロウ（谷山紀章）、シュウ☆ゾー（宮野真守） | 「Two-faced」 | テレビアニメ『SHOW BY ROCK!! STARS!!』関連曲                                               |
| 8月25日  | うたの☆プリンスさまっ♪Shining All Star CD3                                                                     | 一十木音也（寺島拓篤）、聖川真斗（鈴村健一）、四ノ宮那月（谷山紀章）、一ノ瀬トキヤ（宮野真守）、神宮寺レン（諏訪部順一）、来栖翔（下野紘）、愛島セシル（鳥海浩輔）                                                                                                   | 「Grateful friends, Graceful ways」 | 『うたの☆プリンスさまっ♪』関連曲                                                           |
| 8月27日  | ゾンビランドサガ リベンジ BD第3巻特典CD                                                                        | 巽幸太郎（宮野真守） | 「Never ending saga」 | テレビアニメ『ゾンビランドサガ リベンジ』挿入歌                                            |
| 11月3日  | うらみちお兄さん BD第3巻特典CD                                                                                 | いけてるお兄さん（宮野真守）、うたのお姉さん（水樹奈々） | 「得手不得手」 | テレビアニメ『うらみちお兄さん』挿入歌                                                     |
| 11月18日 | My Sunshine | トライクロニカ［シュウ☆ゾー（宮野真守）］ | 「My Sunshine」 | ゲーム『SHOW BY ROCK!! Fes A Live』関連曲                                                  |
| 12月1日  | うらみちお兄さん BD第4巻特典CD                                                                                 | いけてるお兄さん（宮野真守）、うたのお姉さん（水樹奈々） | 「エンドレス猛暑」 「極寒スパイラル」 「試食でめっちゃ美味しかったパン買って帰ると普通なのなんで」 | テレビアニメ『うらみちお兄さん』挿入歌                                                     |
| 2022年   | | | |                                                                                            |
| 4月6日   | 『劇場版 うたの☆プリンスさまっ♪ マジLOVEスターリッシュツアーズ』メインテーマ マジLOVEスターリッシュツアーズ    | 一十木音也（寺島拓篤）、聖川真斗（鈴村健一）、四ノ宮那月（谷山紀章）、一ノ瀬トキヤ（宮野真守）、神宮寺レン（諏訪部順一）、来栖翔（下野紘）、愛島セシル（鳥海浩輔）                                                                                                   | 「マジLOVEスターリッシュツアーズ」 「ST☆RT OURS」 | 劇場アニメ『劇場版 うたの☆プリンスさまっ♪ マジLOVEスターリッシュツアーズ』挿入歌           |
| 6月29日  | 劇場版 うたの☆プリンスさまっ♪ マジLOVEスターリッシュツアーズ アイドルソング 一ノ瀬トキヤ                       | 一ノ瀬トキヤ（宮野真守） | 「TRIGGER CHANCE」 「PERFECT STORY」 | 劇場アニメ『劇場版 うたの☆プリンスさまっ♪ マジLOVEスターリッシュツアーズ』挿入歌           |
| 8月24日  | 劇場版 うたの☆プリンスさまっ♪ マジLOVEスターリッシュツアーズ クロスユニットアイドルソング                      | 一十木音也（寺島拓篤）、聖川真斗（鈴村健一）、四ノ宮那月（谷山紀章）、一ノ瀬トキヤ（宮野真守）、神宮寺レン（諏訪部順一）、来栖翔（下野紘）、愛島セシル（鳥海浩輔）                                                                                                   | 「SAMURAIZM」 | 劇場アニメ『劇場版 うたの☆プリンスさまっ♪ マジLOVEスターリッシュツアーズ』挿入歌           |
| 9月2日   | SET LIST 2 〜劇場版 うたの☆プリンスさまっ♪ マジLOVEスターリッシュツアーズ 挿入歌集〜                           | 一十木音也（寺島拓篤）、聖川真斗（鈴村健一）、四ノ宮那月（谷山紀章）、一ノ瀬トキヤ（宮野真守）、神宮寺レン（諏訪部順一）、来栖翔（下野紘）、愛島セシル（鳥海浩輔）                                                                                                   | 「続け…！ ISHの旅へ」 | 劇場アニメ『劇場版 うたの☆プリンスさまっ♪ マジLOVEスターリッシュツアーズ』挿入歌           |
| 2024年   | | | |                                                                                            |
| 8月28日  | LOVE & JUSTICE/超人                                                                                            | キン肉マン（宮野真守） | 「超人」 | テレビアニメ『キン肉マン 完璧超人始祖編』Season 1エンディングテーマ                        |
| 12月27日 | ULTRAMAN ZERO                                                                                                  | ウルトラマンゼロ（宮野真守）with ボイジャー | 「ゼロの覚醒」 | 特撮テレビドラマ『ウルトラマン ニュージェネレーション スターズ』主題歌                     |
| 2025年   | | | |                                                                                            |
| 2月5日   | キン肉マン英雄/29                                                                                              | キン肉マン（宮野真守） | 「29」 | テレビアニメ『キン肉マン 完璧超人始祖編』Season 2エンディングテーマ                        |

### その他参加作品
| 発売日        | 商品名                | 歌 | 楽曲 | 備考                                                            |
| ------------- | --------------------- | --- | --- | --------------------------------------------------------------- |
| 2008年1月23日 | 百歌声爛 男性声優編II | 宮野真守 | 「桜キッス」 「君が好きだと叫びたい」 「残酷な天使のテーゼ」 「the WORLD」 「太陽がまた輝くとき」 「めざせ天下一」 「gravity」 「Wings of Words」 「宇宙刑事シャイダー」 「仮面ライダーBLACK」 |                                                                 |
| 2013年7月31日 | 雷神                  | Takamiy、宮野真守 | 「Legend of Galaxy 〜銀河の覇者」 | テレビドラマ『新ウルトラマン列伝』主題歌                        |
| 2014年5月13日 | ONENESS               | アイドルマスター、藍井エイル、アフィリア・サーガ、angela、いとうかなこ、Wake Up, Girls!、小野賢章、OLDCODEX、喜多村英梨、GRANRODEO、栗林みな実、黒崎真音、ZAQ、JAM Project、sweet ARMS、鈴木このみ、STAR☆ANIS、谷本貴義、田村ゆかり、茅原実里、T.M.Revolution、仲谷明香、流田Project、橋本仁、fhána、petit milady、FLOW、堀江由衣、三澤紗千香、水樹奈々、三森すずこ、宮野真守、μ's、May'n、ゆいかおり、悠木碧、吉田仁美、LiSA、和田光司 | 「ONENESS」 | Animelo Summer Live 2014-ONENESS- テーマソング 配信限定シングル |
| 2018年9月26日 | WONDER QUEST EP       | 水樹奈々 feat. 宮野真守 | 「結界」 | スマートフォン用アプリ『陰陽師本格的幻想 RPG』テーマソング      |

- 機動戦士ガンダム00 Voice Actor Singleシリーズ1 宮野真守 come across 刹那・F・セイエイ（楽曲提供はSkoop On Somebody）
  - 「Soup」/c/w：「箱空」
- THAT'S WATANABE FLOWER SHOW SPECIAL!! ワタナベフラワー with Project W
  - 「モーターバイクブギ」
- はかれなはーと 君がために輝きを 限定版特典サウンドトラック
  - OPテーマ 「It's a Wonderful Way」
  - EDテーマ 「SAVE THE LOVE」
- 朴璐美・宮野真守のポケ声ファイト! テーマ曲
  - 「Fight!」/c/w：「暖かい刻につつまれて」：（朴璐美&宮野真守）

## 書籍

### アーティストブック
- 宮野真守アーティストBOOK 「Journey」（2014年、学研パブリッシング）ISBN 978-4-05-405921-4

### 写真集
- 宮野真守ファースト写真集「Player」（2018年、主婦と生活社）ISBN 978-4-391-15226-5

### 雑誌連載
- 声優グランプリ「まもんちゅぬ詩」
- 「声優になる!マガジン」第26回インタビュー（vol.127 - vol.132）
- 日刊スポーツ「アニ★グラ」第3弾（日曜日担当）
- PASH!「宮野真守BLOG出張 マモマモ Photo Diary」
- PATi PATi「宮野真守のMAMOチャレ!」
- 日経エンタテインメント!「宮野真守 Meet & Smile」

### 関連書籍
- ピアノソロ 宮野真守 Selection for Piano（2011年、ヤマハミュージックメディア）ISBN 978-4-636-86302-4
- 宮野真守アーティスト・スコアブック 「Masterpiece」（2016年、ヤマハミュージックメディア） ISBN 978-4-636-92909-6